# 新幹線E3系電車
新幹線E3系電車（しんかんせんE3けいでんしゃ）は、東日本旅客鉄道（JR東日本）の新幹線直行特急（ミニ新幹線）用新幹線車両。

## 概要
1997年（平成9年）に開業する秋田新幹線用の車両として開発され、1995年（平成7年）3月に量産先行車（1次車）として5両編成が1本落成し、1996年10月から量産車（2次車）が落成した。その後、1999年（平成11年）の山形新幹線新庄延伸開業の増備車として1000番台、2008年（平成20年）から400系の置き換え用として2000番台が増備された。
これに加え、0番台を改造した「のってたのしい列車」の700番台の4種類が存在するほか、派生車種として本形式をベースとした電気軌道総合試験車のE926形が存在する。
デザインはGKインダストリアルデザイン、製造は川崎重工業と東急車輛製造が担当した。
車両の所有は秋田新幹線用のR1 - R16編成（E328形は除く）は新製当初、第三セクターの「秋田新幹線車両保有株式会社」が車両を所有し、同社がJR東日本へリースする形をとっていた。リース期間の満了に伴い同社は2010年3月に解散し 、所有車両は同月22日にJR東日本へ有償譲渡された。これ以外の編成は新製当初よりJR東日本の所有となっている。

## 構造
本項では共通事項について述べ、路線・仕様毎の差異については次項で記述する。

### 車体
分類上は新幹線車両ではあるが在来線も走行するため、車体長20,000 mm・車体幅2,950 mmと車体の狭い在来線の規格に合わせている。アルミニウム合金で製作された車体は、400系より1両平均2tの軽量化を実現した。
車体幅の小さい本系列では、新幹線の各駅でプラットホームとの間に大きな隙間ができるため、ドアの部分には延長ステップが装備され、新幹線の各駅での停車中に限り自動的にステップがドアの下から回転して上がるようにセットされ（車体の両側のドアのステップが上がる）、ホームとの隙間を埋めている。
東京寄りの先頭車（11号車）には分割・併合装置が収められ、200系やE2系・E4系・E5系・H5系と連結運転を行うことができる。
車両側面にはLED式行先表示器が設置されており、列車種別・座席種別と行先を交互に表示する。

### 機器類
電源は交流50Hz・25,000V（新幹線）と交流50Hz・20,000V（在来線）の両方に対応している。力行・制動方式はVVVF制御インバータ制御で、使用する素子は前期製造車両がGTOサイリスタ、後期車両がIGBTである。
電動車2両おきに主変圧器を1台搭載し、各電動車両の主変換装置（CI5〔R1編成のみ〕/ CI5A）によって主電動機を駆動する。主変換装置1台当たり4台の電動機を制御する。主電動機は、E2系と共通のかご形三相誘導電動機 MT205形 を採用する。連続定格出力は300kWである。
補助電源装置はIGBT素子を使用した「APU」（Auxiliary Power Uint）装置を採用している。装置は三菱電機が製作したもので、小型軽量・高性能なものとなっている。形式はSC206A、静止形インバータ方式、定格容量は 77 kVA を有する。主変圧器三次巻線からの単相交流400 V,50Hzを入力電圧とし、内蔵のCVCFインバータにより単相交流100 V,50Hzを 14 kVA （一般負荷用）、整流装置により直流100Vを45 kW （蓄電池などに供給）、補助変圧器（電圧を安定化する必要がないもの）により単相交流100V,50Hzを冬季 18 kVA 、夏季は10 kVA （暖房器などに供給）を出力している。秋田新幹線用ではE329形に2台を搭載する。
台車はボルスタレス台車 DT207（電動車）・TR7005（付随車）で、基本的な構造は400系に準じている。車輪径は860mm、軸距は2,250mm、軸箱支持方式は支持板方式である。量産車（2次車以降）からはサフィックスが追加されたDT207A（電動台車）・TR7005A（付随台車）となる。ただし、0・1000番台 5 - 7次車と2000番台の電動台車はDT207B、0・1000番台 5 - 7次車の付随台車はTR7005Bとなる。歯車比は3.04である。
ブレーキ装置は応荷重制御および遅れ込め制御を備えた回生ブレーキ併用電気指令式空気ブレーキ方式を採用する。常用ブレーキ、非常ブレーキ、緊急ブレーキ、補助ブレーキ、耐雪ブレーキ（新幹線区間では110 km/h以下のみ作用する）、抑速ブレーキおよび直通予備ブレーキを備える。このうち、抑速ブレーキならびに直通予備ブレーキは在来線区間のみ使用可能で、新幹線区間ではインターロックにより作用しない。
運転保安装置は、新幹線区間の自動列車制御装置（ATC-2型・DS-ATC）と在来線区間の自動列車停止装置（ATS-P形）が装備されている。
集電装置はシングルアームのPS206形 を1編成あたり2基搭載する。パンタグラフ搭載車両とその隣の車両にまたがる形で「がい子カバー」（パンタグラフカバー）が装着される。新幹線区間では2基とも使用するが、在来線区間を走行する際には1基のみ使用する。

### 車内
編成中の1両（11号車・E311形）はグリーン車で、ほかの車両が普通車となっている。400系とは異なり、グリーン車の座席配列は2列+1列から2列+2列に変更されている。シートピッチは1,160 mm を確保している。
普通車の座席配列はグリーン車と同じく2列+2列であるが、指定席車両は980 ㎜、自由席車両は910 mmと、シートピッチが異なる。秋田新幹線用の指定席車両は、座席モケットが黒・茶色系で側窓カーテンは赤色系だが、自由席車両は座席モケット・側窓カーテンとも青色系となっている。2両に1か所程度の割合で、真空式（量産車から）を採用したトイレが設置されている。秋田新幹線用のみ、折り返し時間の短縮を目的に座席の電動回転装置を備える。
各車両客室の仕切扉上部にはLED式車内案内表示器を設置する。

### 量産車からの運転台
従来の新幹線車両の運転台は形式ごとに設計・製作をしてきたが、設計・製作時間の短縮や運転士の取り扱い共通化のため、量産車では以下のコンセプトで設計を行った。
1. 運転士の操作性、居住性の追求
2. デザイン性の追求
3. 製作面を含めたコストダウン追求

さらに製作期間の短縮とコストダウンのため、運転台計器パネルやマスコンテーブル周辺は、FRP成形品によるモジュール構造を採用した。車両への搬入前にアウトワークにおいて組み立て、調整後に一部解体、再度車内で組み立てる方式を採用した。
この運転台は当時、JR東日本の新幹線車両で最も狭くなるE2系に適合するものとして開発したものであるが、本系列量産車においても適用されている。また、量産車からはマスコンハンドルおよびブレーキ操作器のハンドル形状を変更した。
速度計は本系列およびE2系より液晶モニター（LCD）画面に表示するグラスコックピット方式を採用した。このほか、運転支援表示用および車両情報表示用の2画面、計3画面の液晶モニターを配置する。速度計は、新幹線区間と在来線区間でスケールの異なるものを使い分けている。
量産先行車では列車無線、構内無線、車内放送用として乗務員室（運転台・車掌室）に6台の送受話器（ハンドセット）を配置していたが、量産車ではスペースの有効活用を図るために統合を行い、送受話器（ハンドセット）3台に集約した。

## 形式

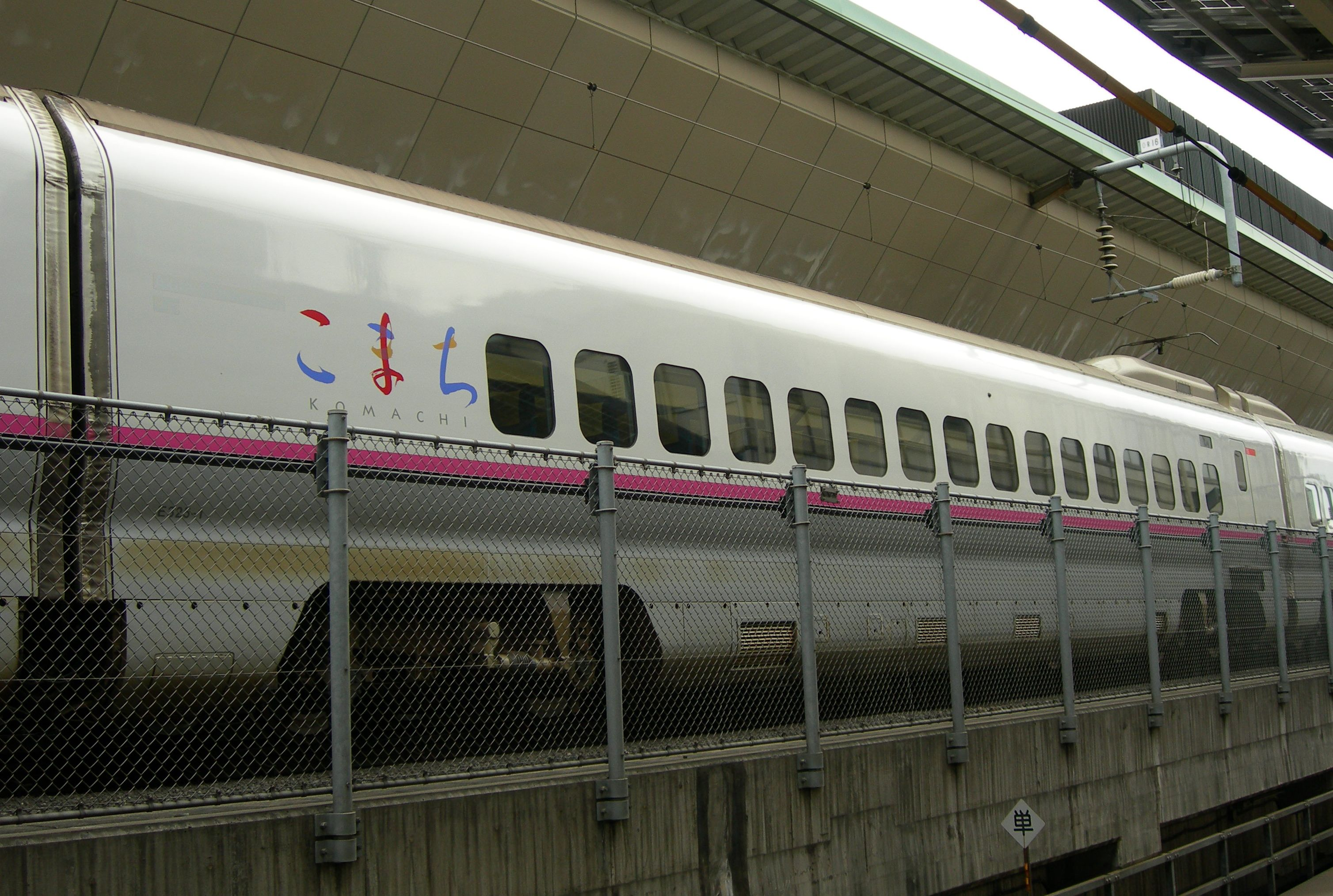
E325形0番台 (E325-1)
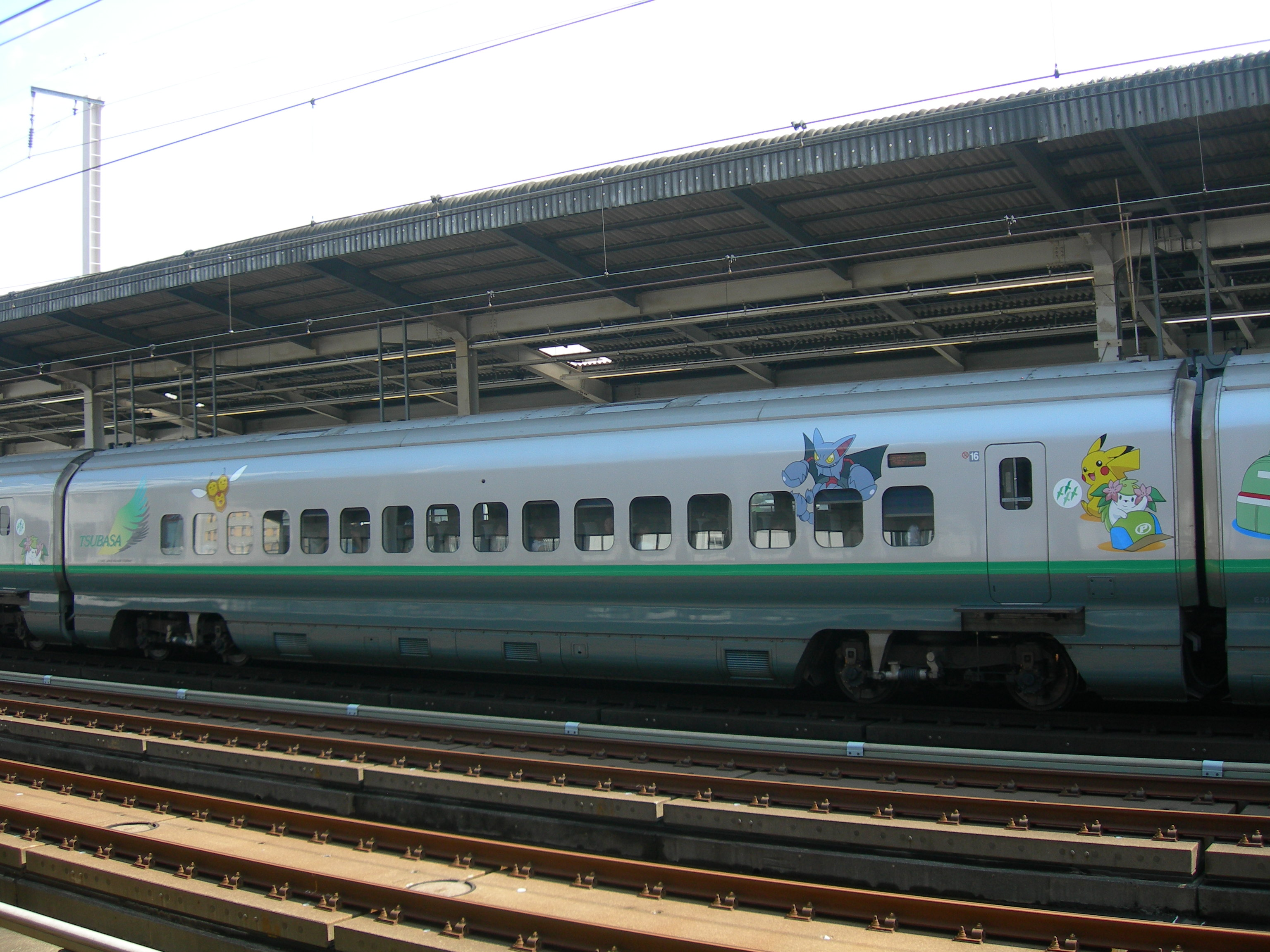
E325形1000番台 (E325-1001)
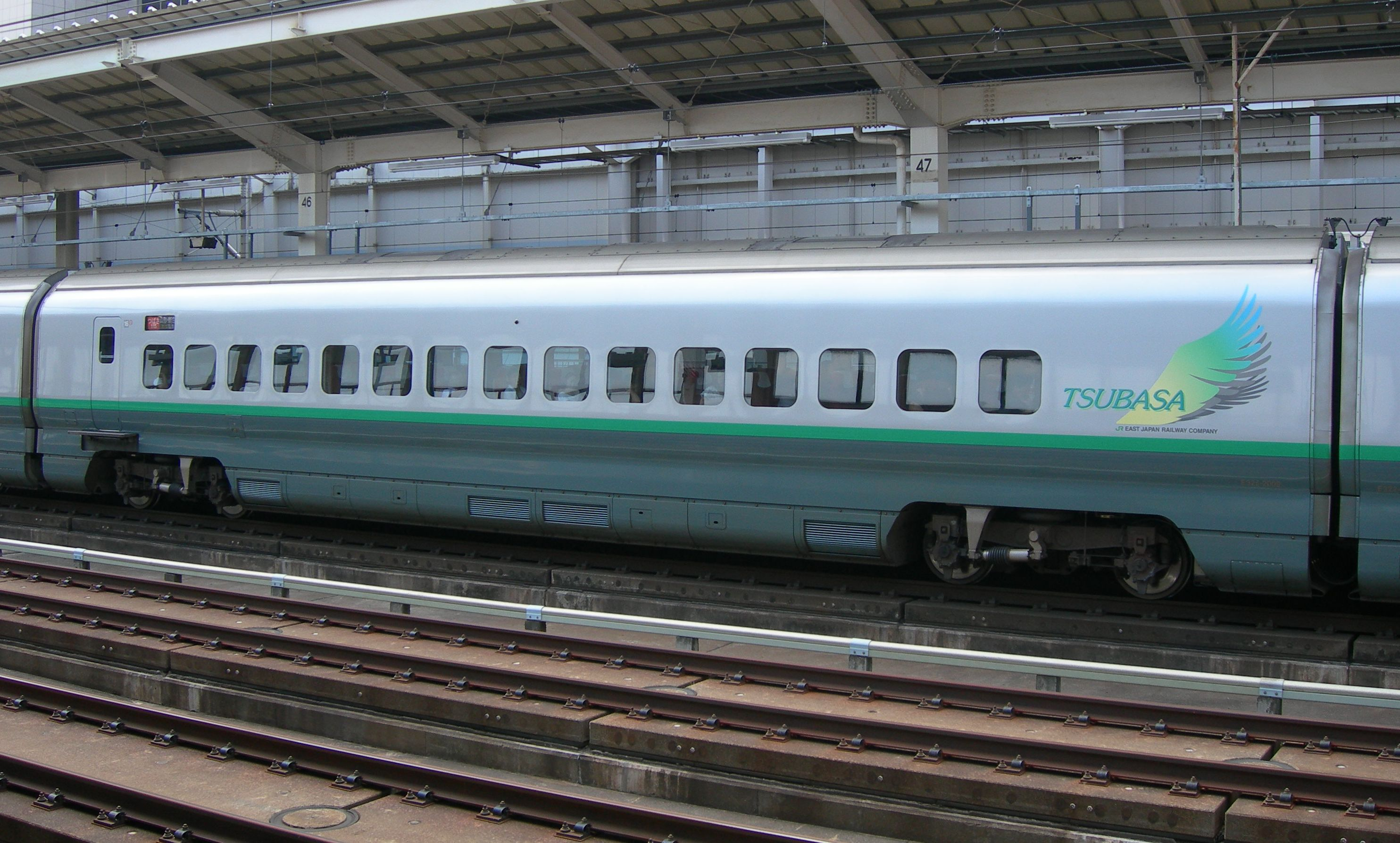
E325形2000番台 (E325-2009)

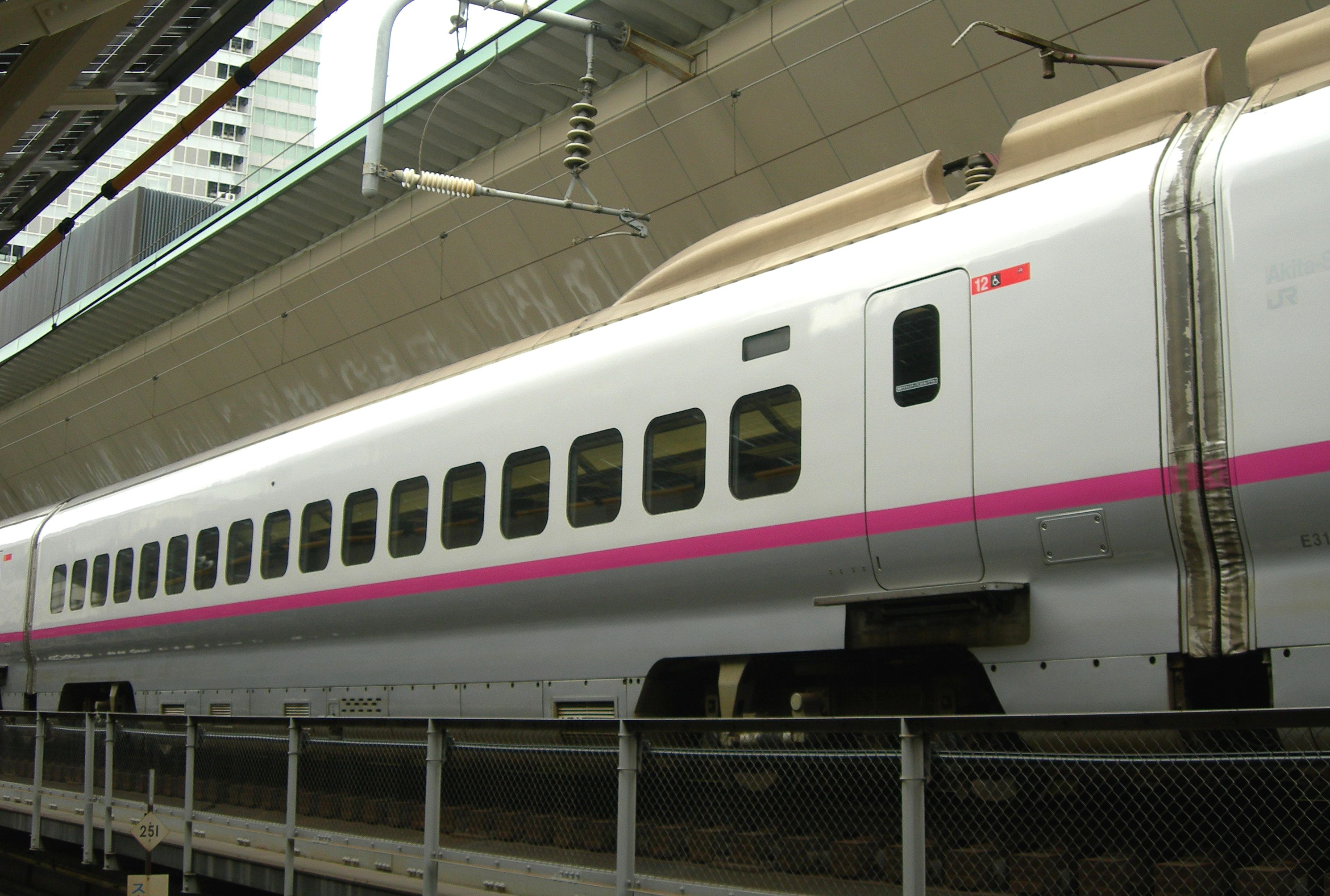
E326形0番台 (E326-1)
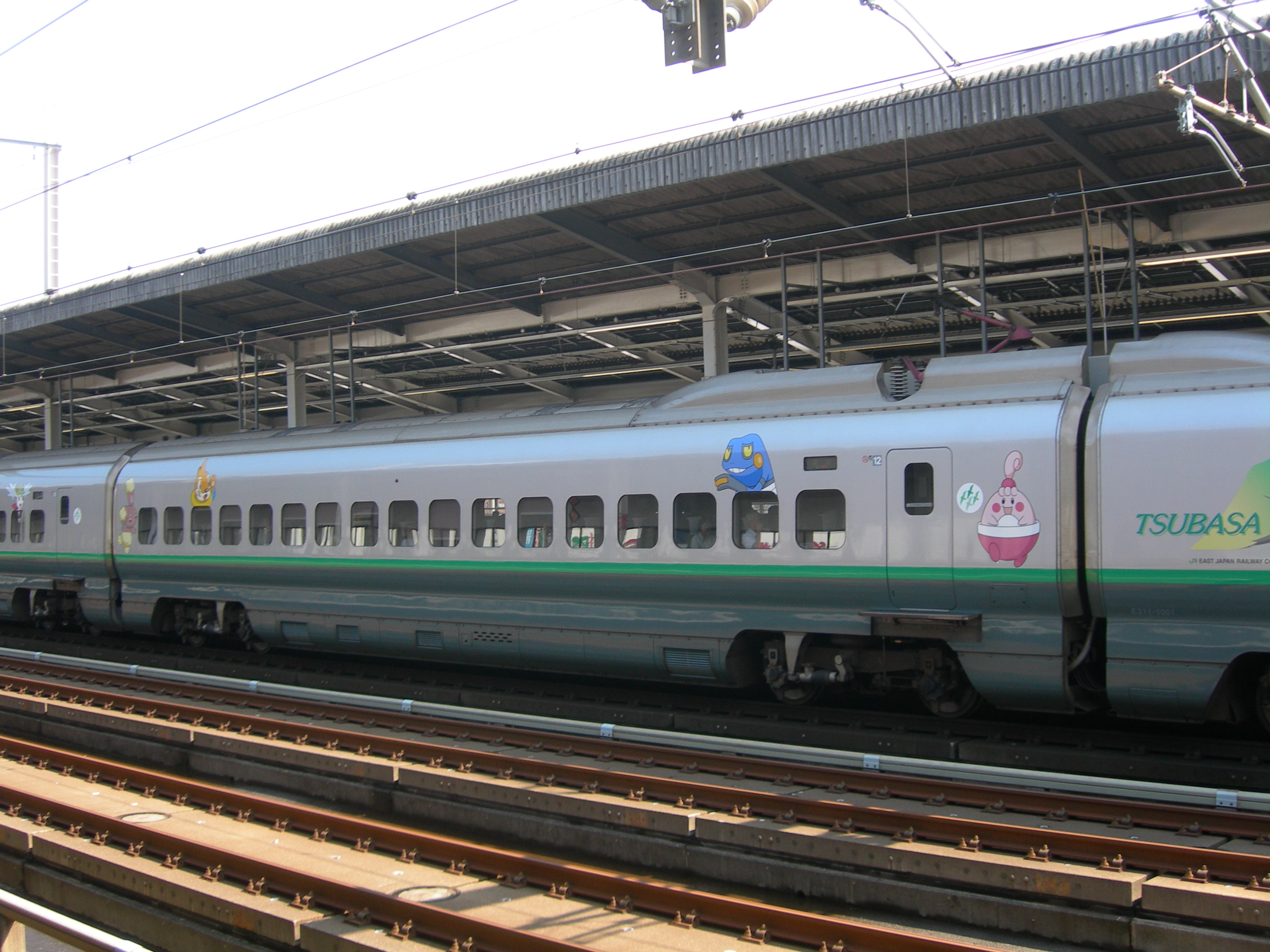
E326形1000番台 (E326-1001)
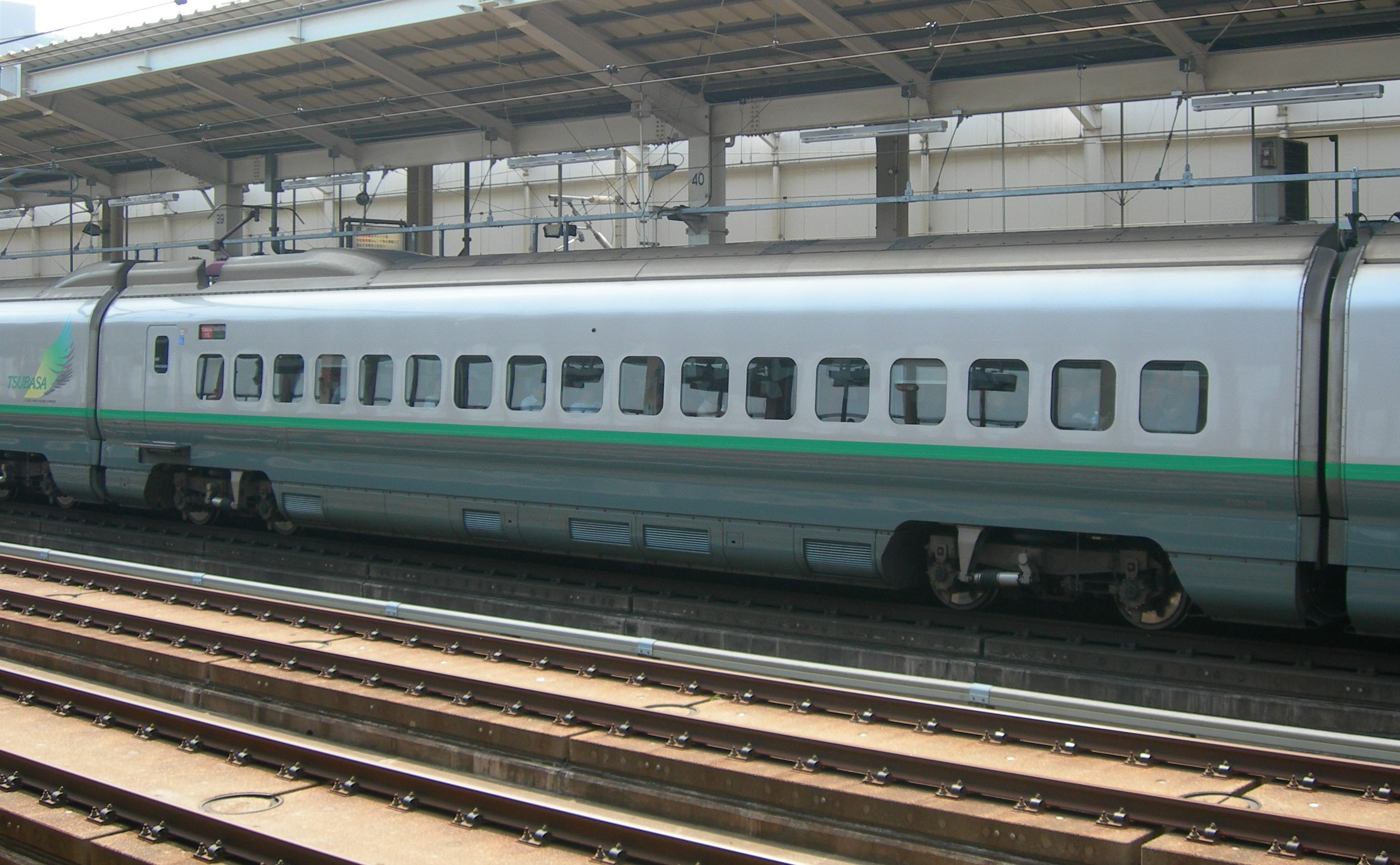
E326形2000番台 (E326-2009)
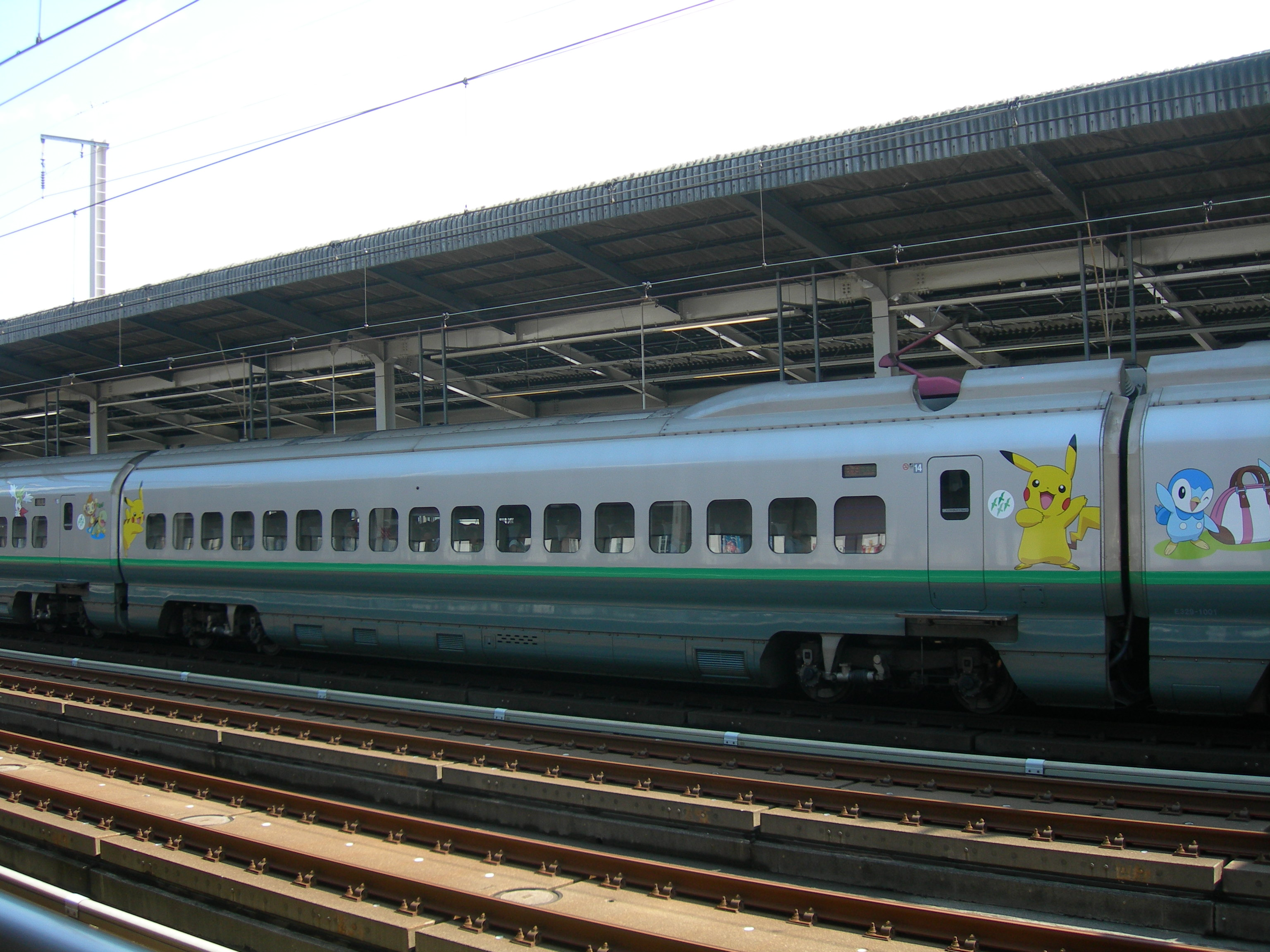
E326形1100番台 (E326-1101)
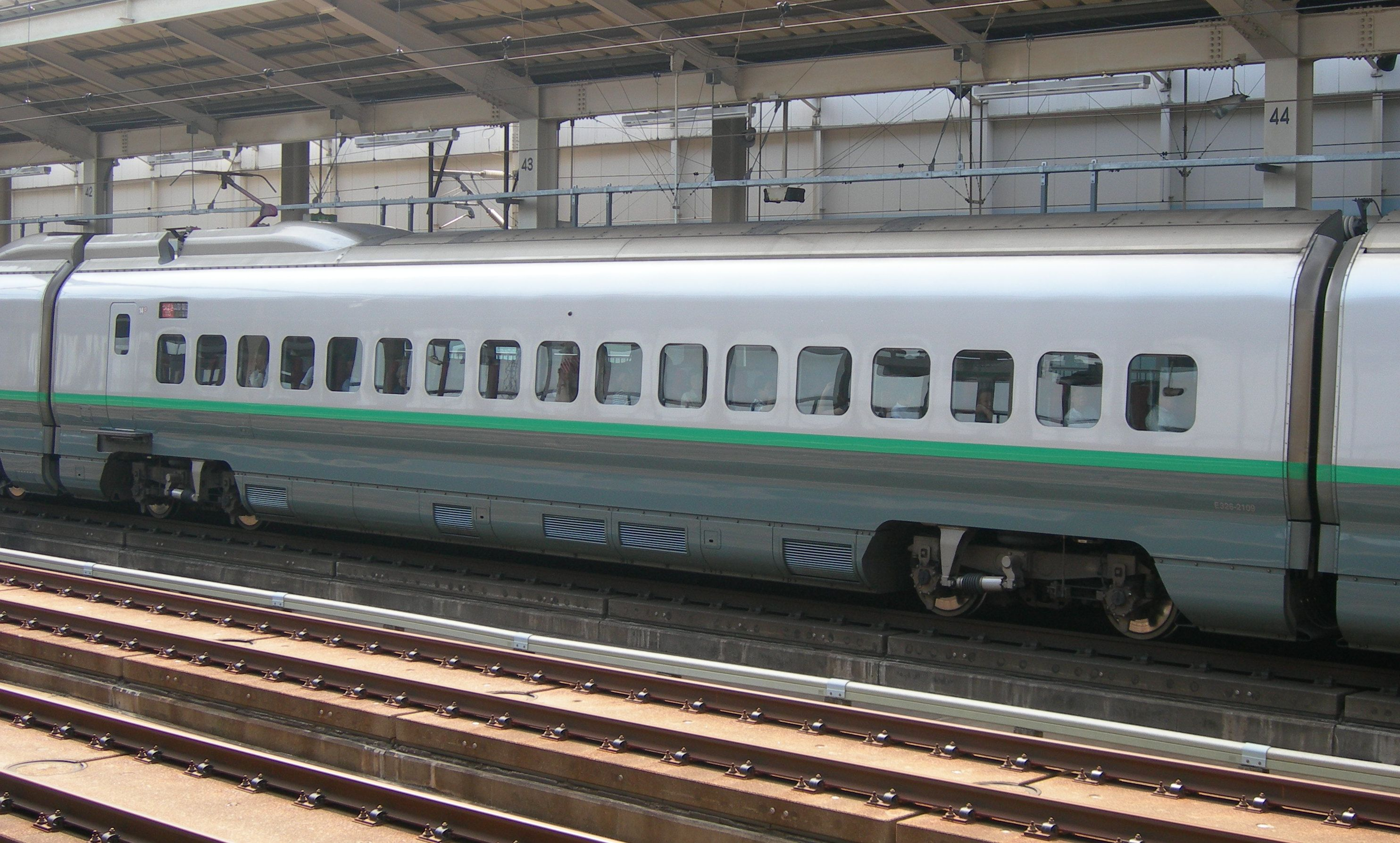
E326形2100番台 (E326-2109)

E311形 (M1sc)
グリーン席を備える制御電動車。R・L編成11号車として使用される。東京・秋田向き運転台と車掌室、分割併合装置、車椅子対応大形トイレ（ベビーベッド付）と洗面所、車椅子対応座席、多目的室（簡易ベッド・折りたたみ式座席がある）、車販準備室、荷物置場（1000番台のみ）を備える。客用ドアの幅は車椅子の乗降に対応して850 mm（通常は700 mm）となっている。床下には主変換装置、空気圧縮機などを搭載する。
E322形 (M2c)
普通席を備える制御電動車。R編成16号車、L編成17号車として使用される。山形・新庄・大曲向き運転台、荷物置場を備える。床下には主変圧器、主変換装置などを搭載する。

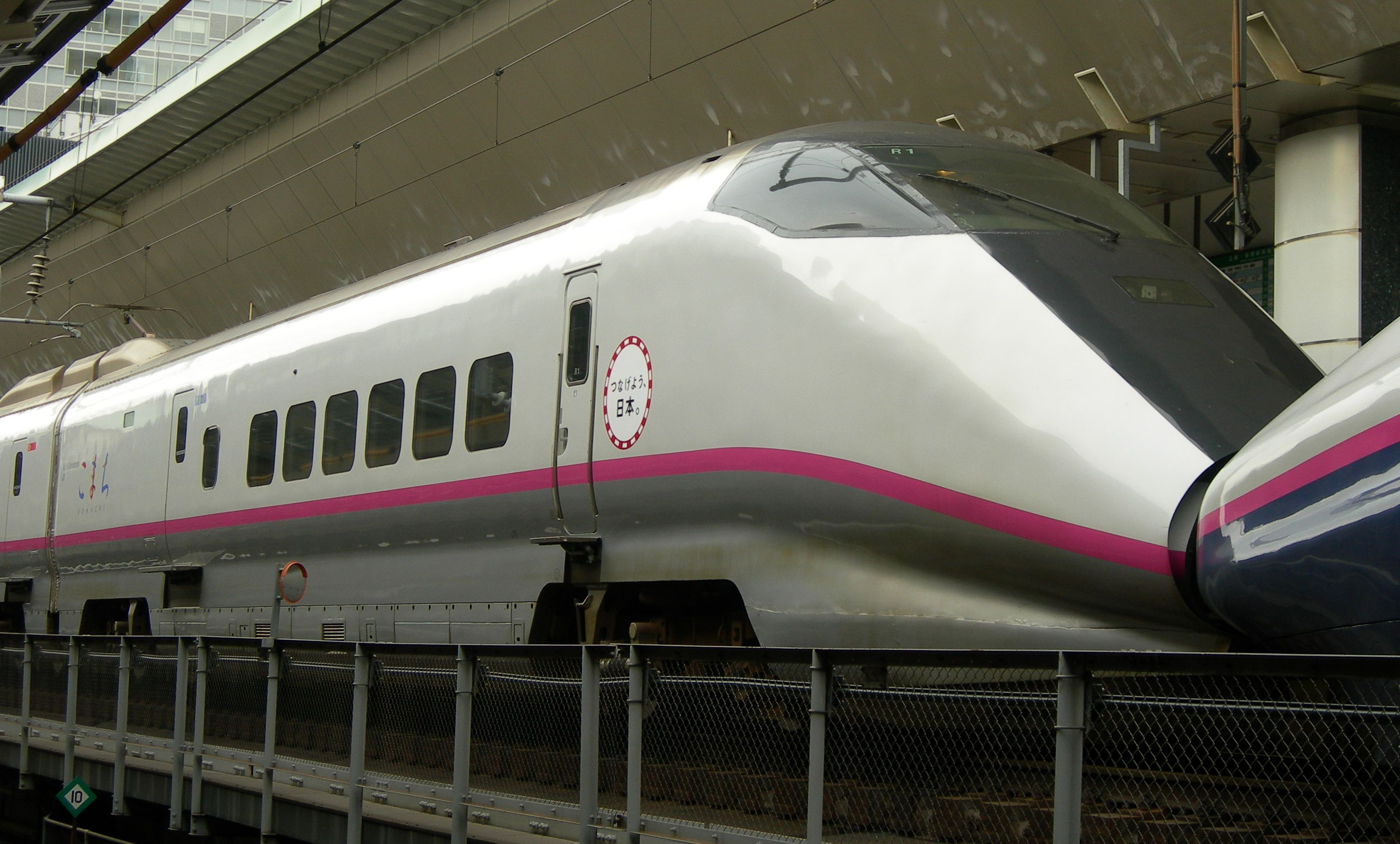
E311形0番台 (E311-1)
E311形1000番台 (E311-1001)
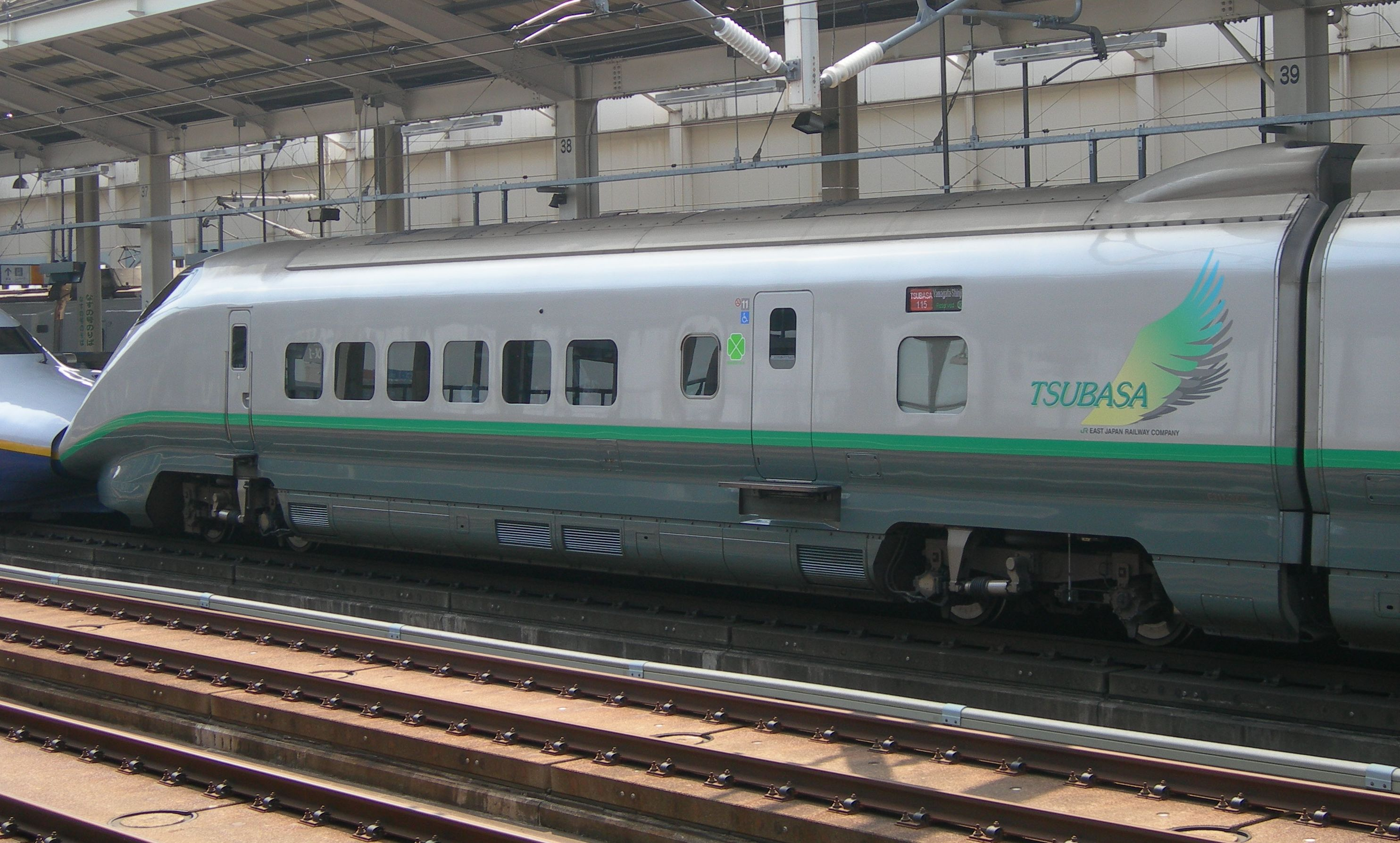
E311形2000番台 (E311-2009)
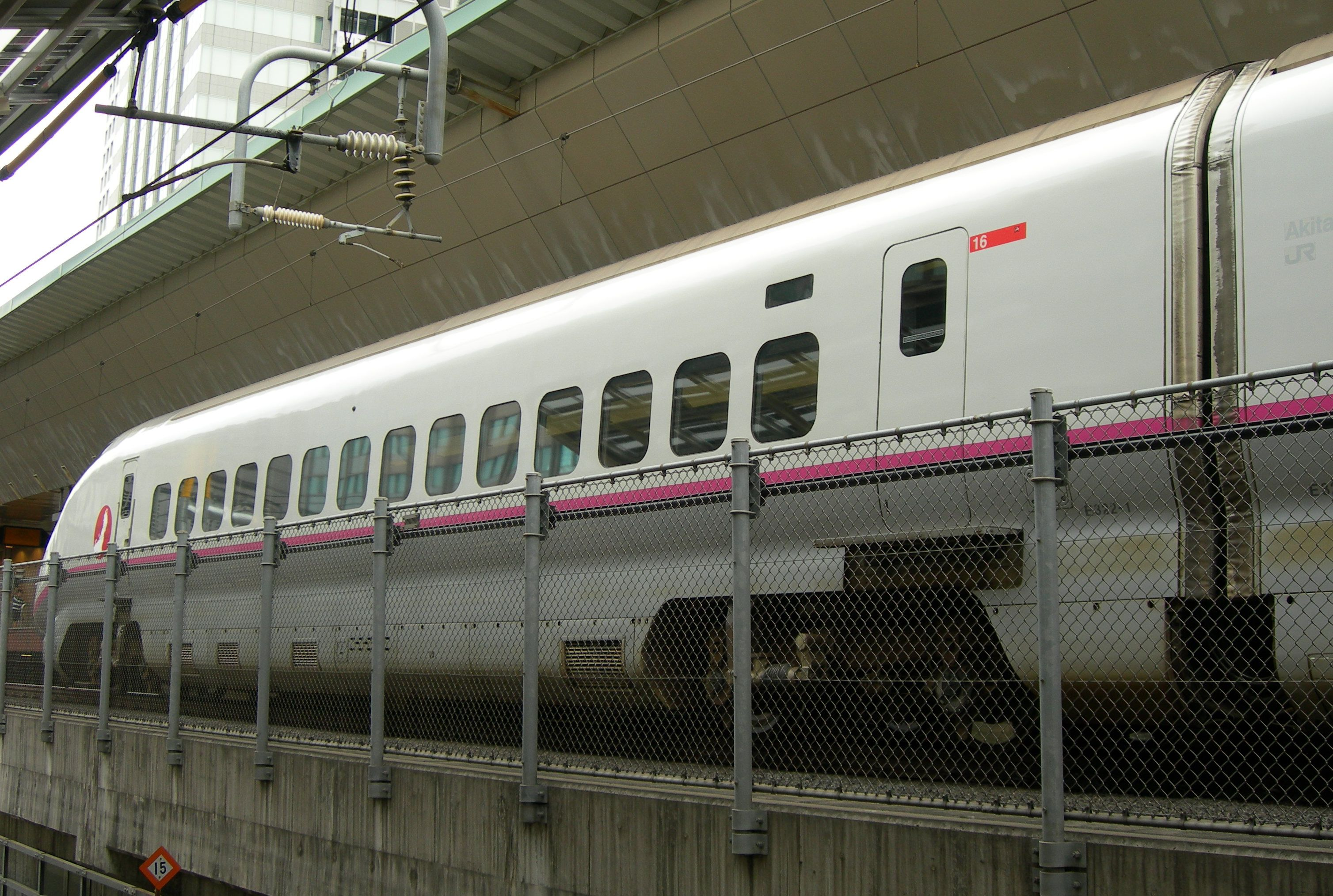
E322形0番台 (E322-1)
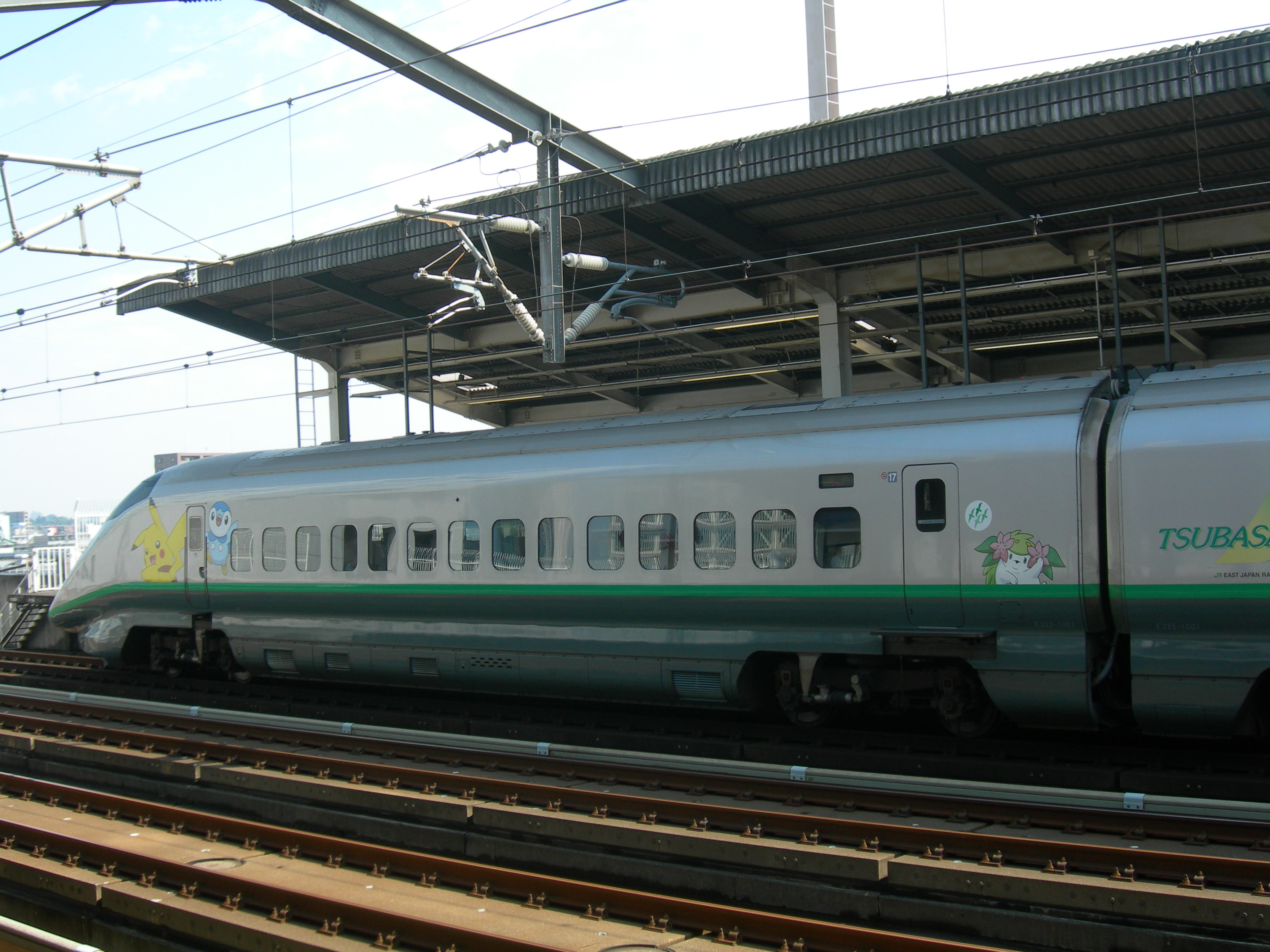
E322形1000番台 (E322-1001)
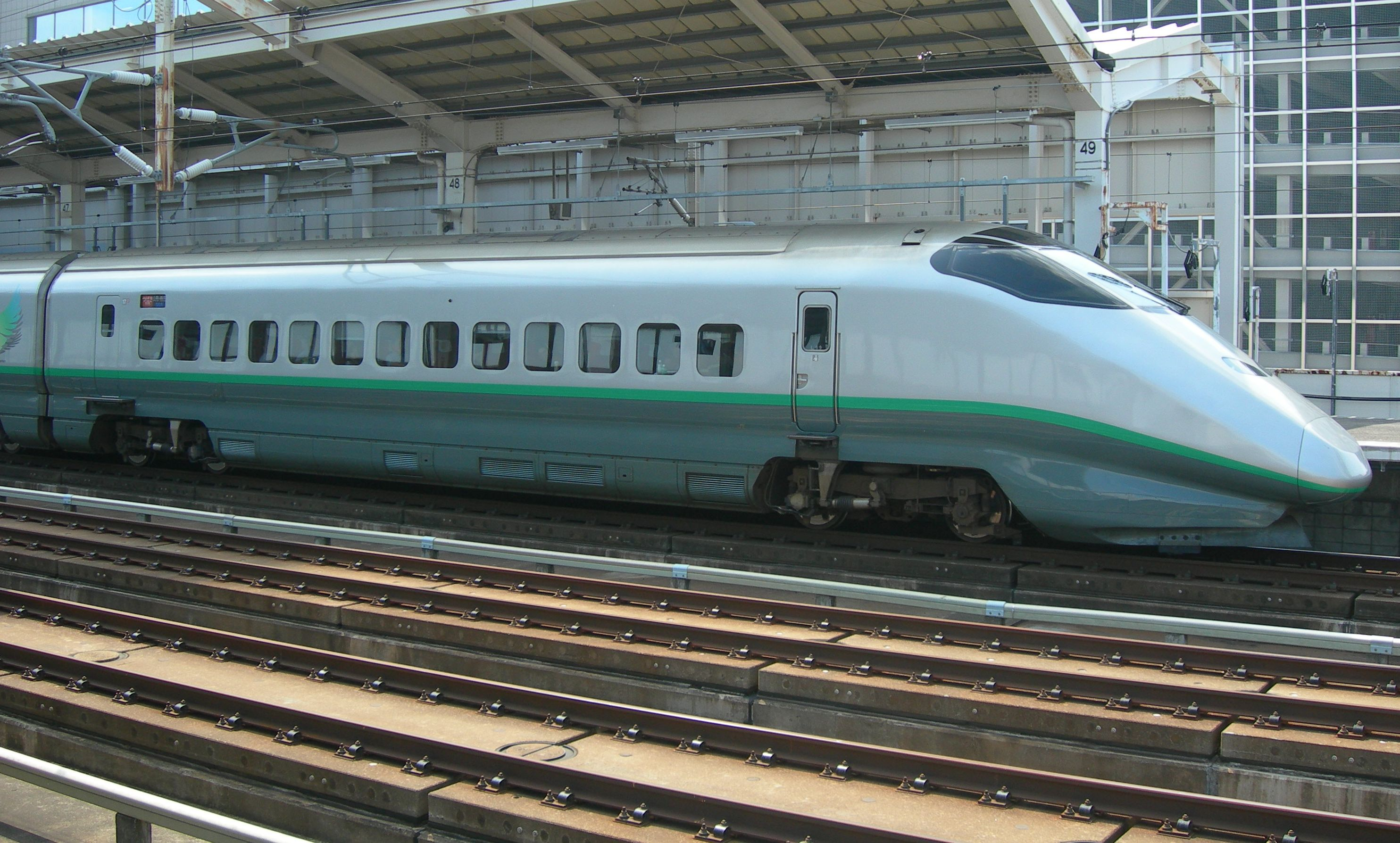
E322形2000番台 (E322-2009)

E325形 (M1)
普通席を備える中間電動車。トイレと洗面所、公衆電話と荷物置場を備える。
0番台
R編成15号車として使用される。集電装置、床下には主変換装置、空気圧縮機などを搭載する。
1000・2000番台
L編成16号車として使用される。床下には主変換装置、空気圧縮機などを搭載する。
- E325形0番台
(E325-1)
- E325形1000番台
(E325-1001)
- E325形2000番台
(E325-2009)

E326形 (M2)
普通席を備える中間電動車。集電装置、床下には主変圧器、主変換装置などを搭載する。
0・1000・2000番台
R・L編成12号車として使用される。車椅子対応座席と公衆電話（0・1000番台）または荷物置場（2000番台）を備える。客用ドアの幅は車椅子の乗降に対応して850 mm（通常は700 mm）となっている。
1100・2100番台
L編成14号車として使用される。荷物置場を備える。
- E326形0番台
(E326-1)
- E326形1000番台
(E326-1001)
- E326形2000番台
(E326-2009)
- E326形1100番台
(E326-1101)
- E326形2100番台
(E326-2109)

E328形 (T2)
普通席を備える中間付随車。
0番台
R編成14号車として使用される。荷物置場を備える。
1000・2000番台
L編成15号車として使用される。トイレと洗面所、荷物置場を備える。床下には補助電源装置、空気圧縮機（2000番台）などを搭載する。
E329形 (T1)
普通席を備える中間付随車。R・L編成13号車として使用される。自動販売機（0・1000番台）と公衆電話、トイレと洗面所を備える。床下には補助電源装置、空気圧縮機（1000・2000番台）などを搭載する。

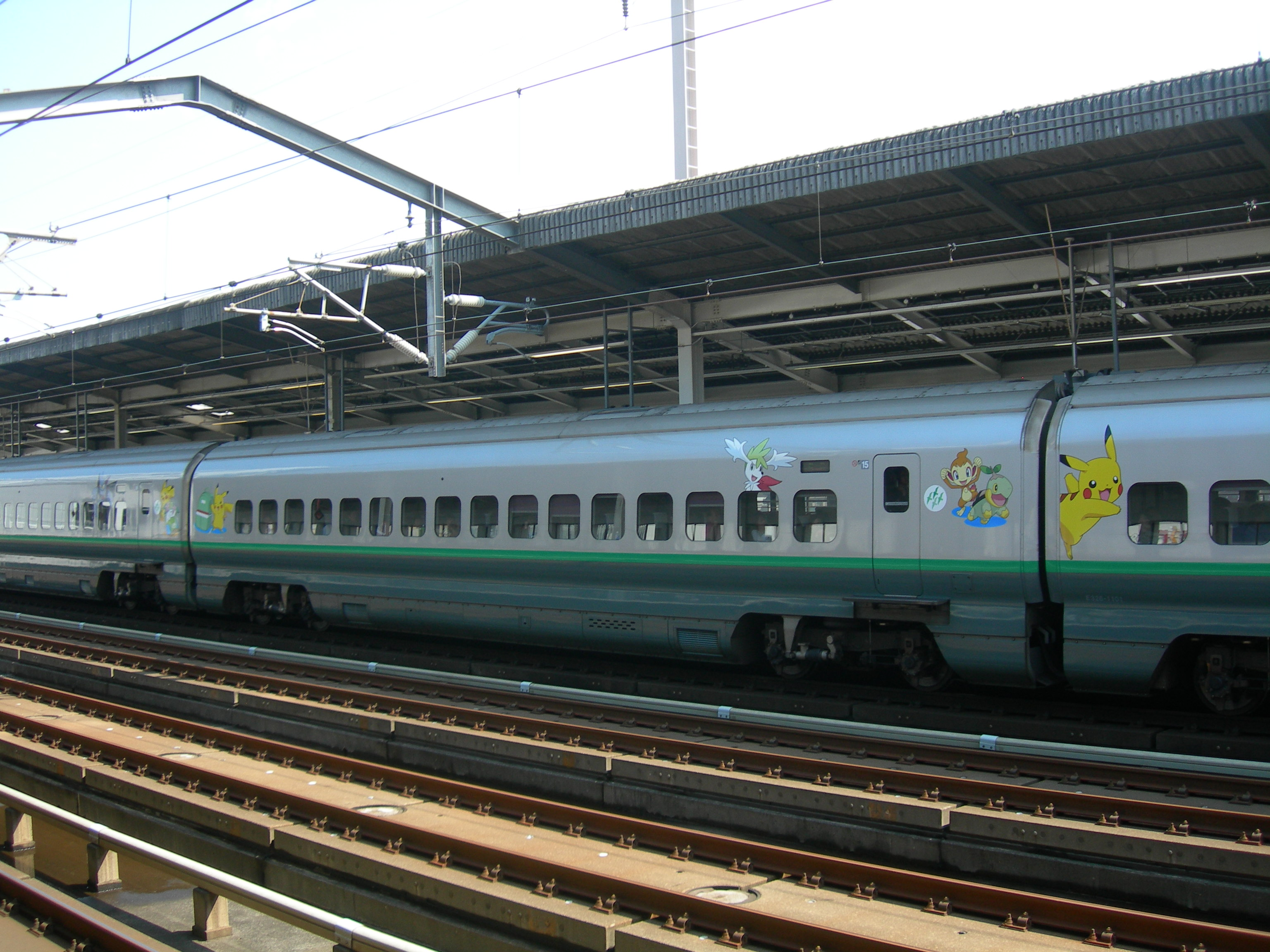
E328形1000番台 (E328-1001)
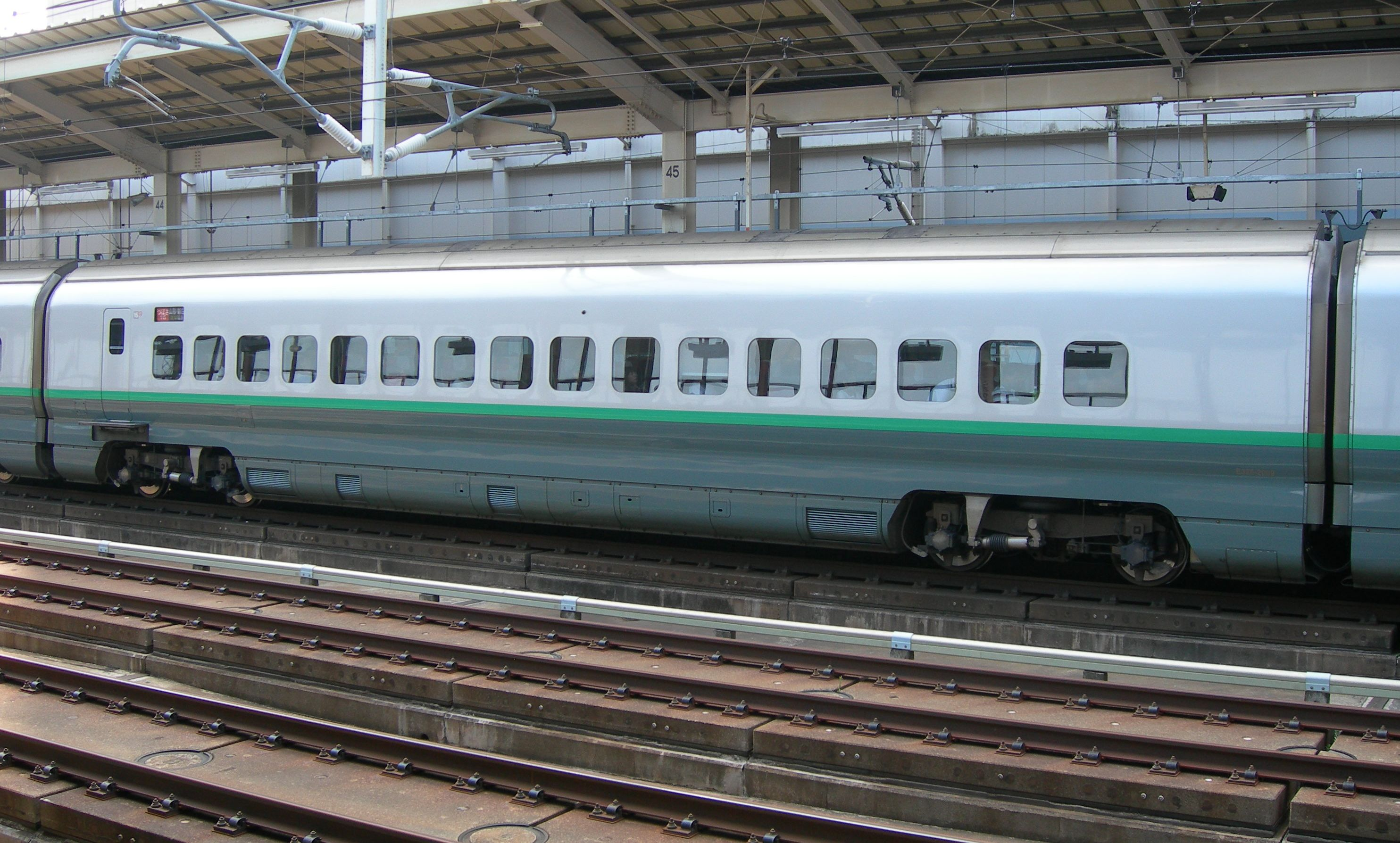
E328形2000番台 (E328-2009)
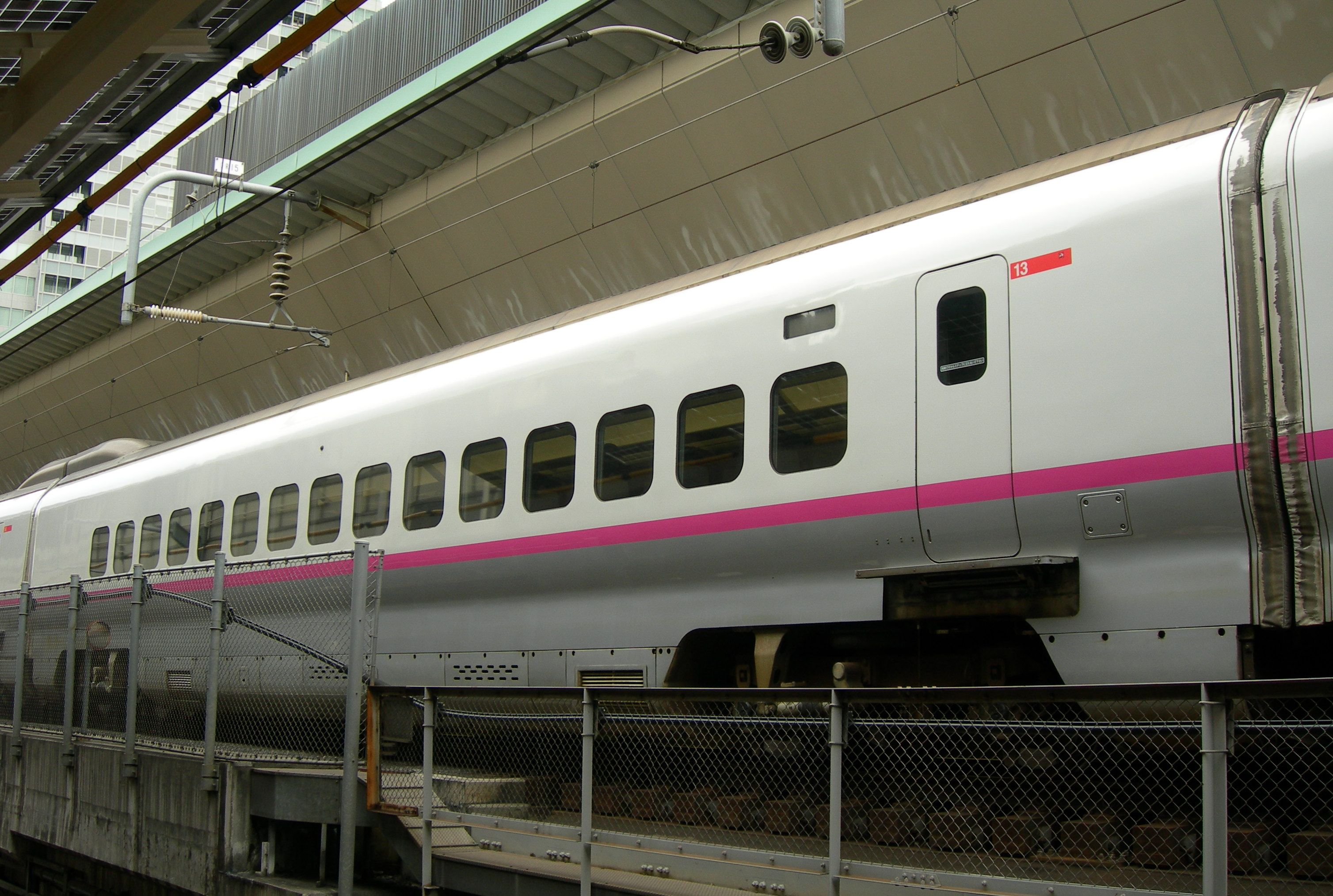
E329形0番台 (E329-1)
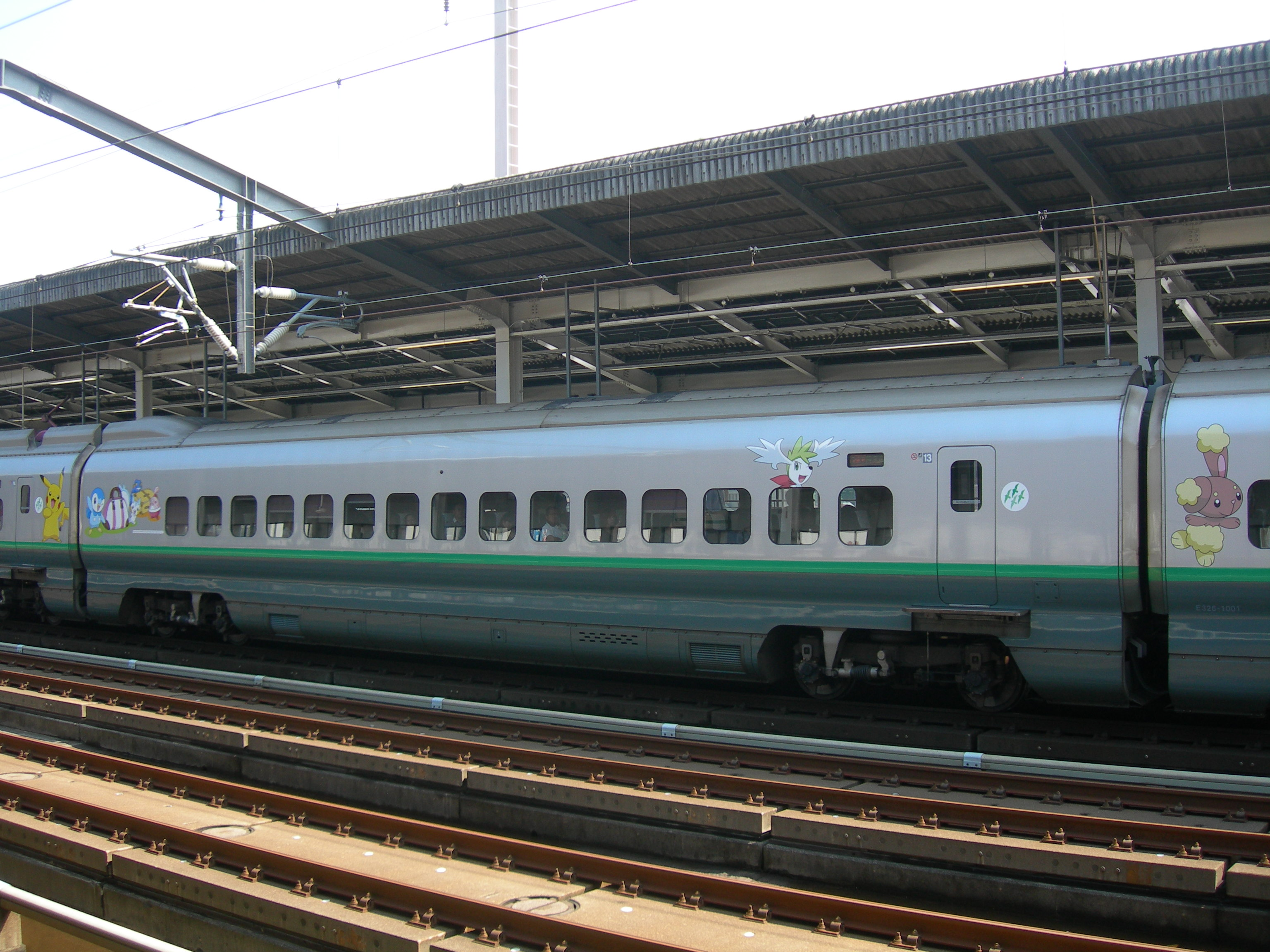
E329形1000番台 (E329-1001)
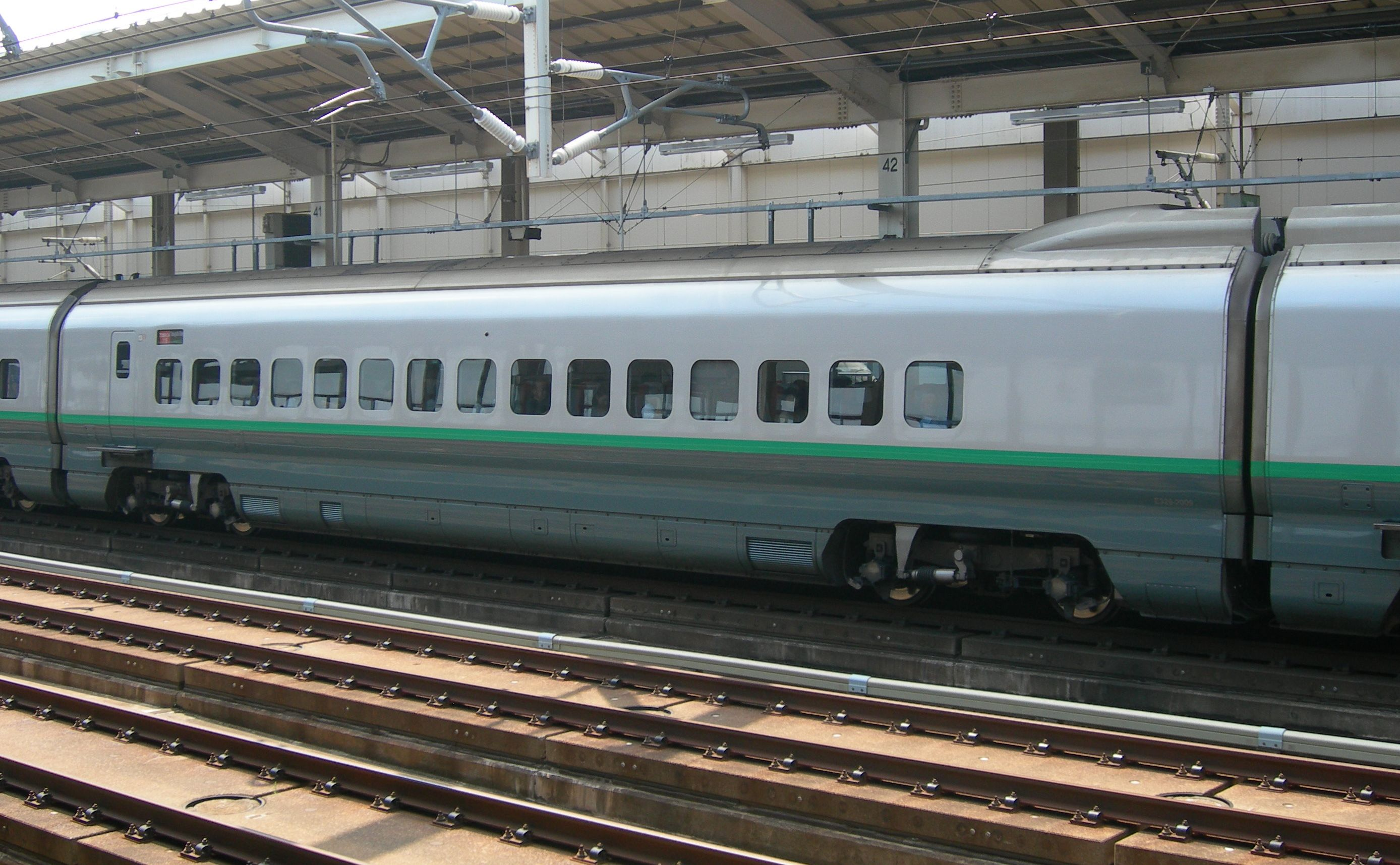
E329形2000番台 (E329-2009)

2011年（平成23年）4月29日、東北新幹線の復旧に合わせてE311形に東北地方太平洋沖地震（東日本大震災）復興推進キャンペーンのステッカーが、E322形に青森デスティネーションキャンペーンのステッカーがそれぞれ貼り付けられた。ただし、R編成とL編成で貼付位置が異なり、R編成は他車と同様に車体の運転席寄りに、L編成は「つばさ」ロゴと並ぶ様に車体の連結部寄りに貼り付けされている。

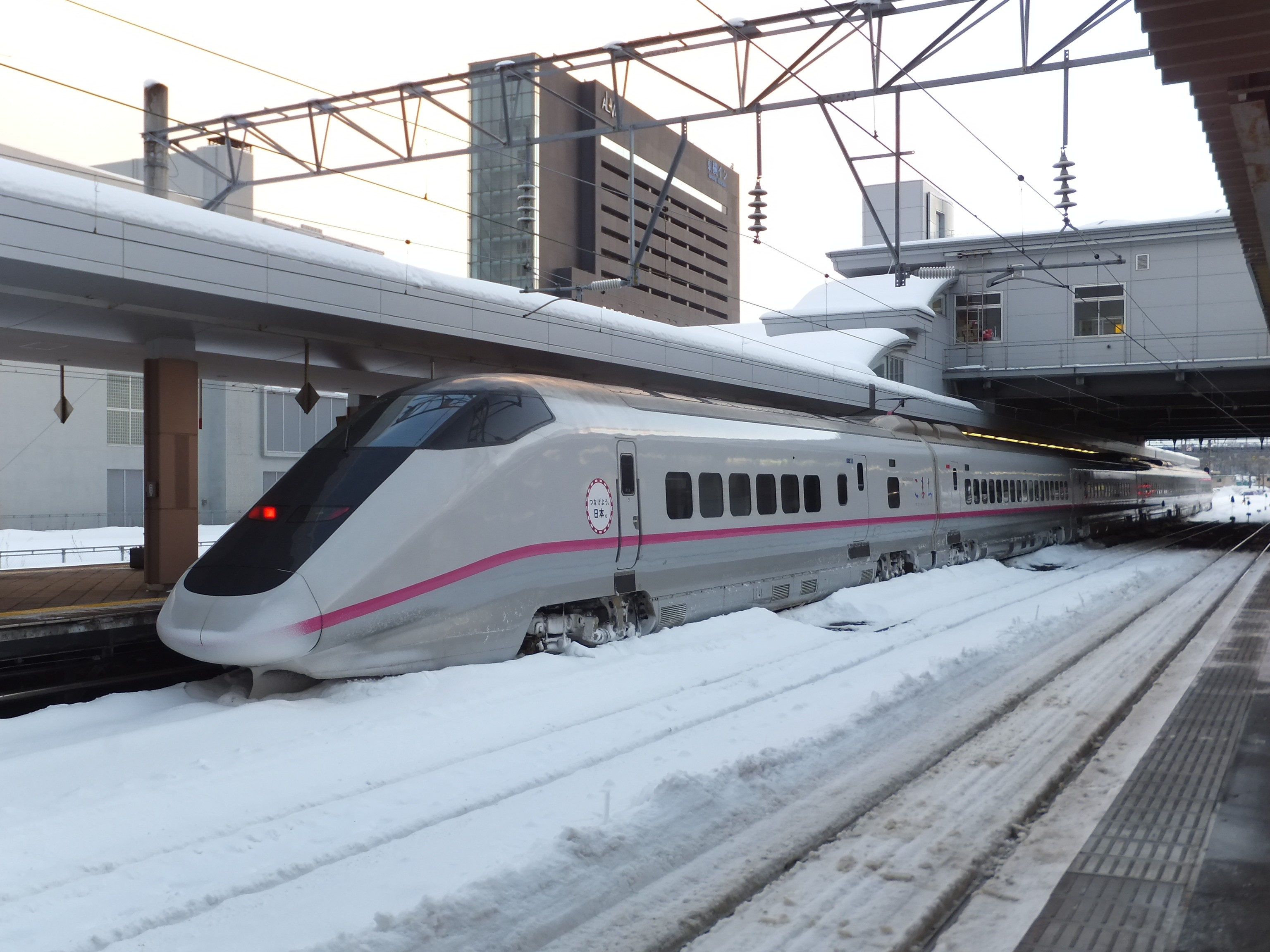
東北地方太平洋沖地震（東日本大震災）復興推進キャンペーンのステッカーを貼付したE3系 （2012年1月8日 秋田駅)
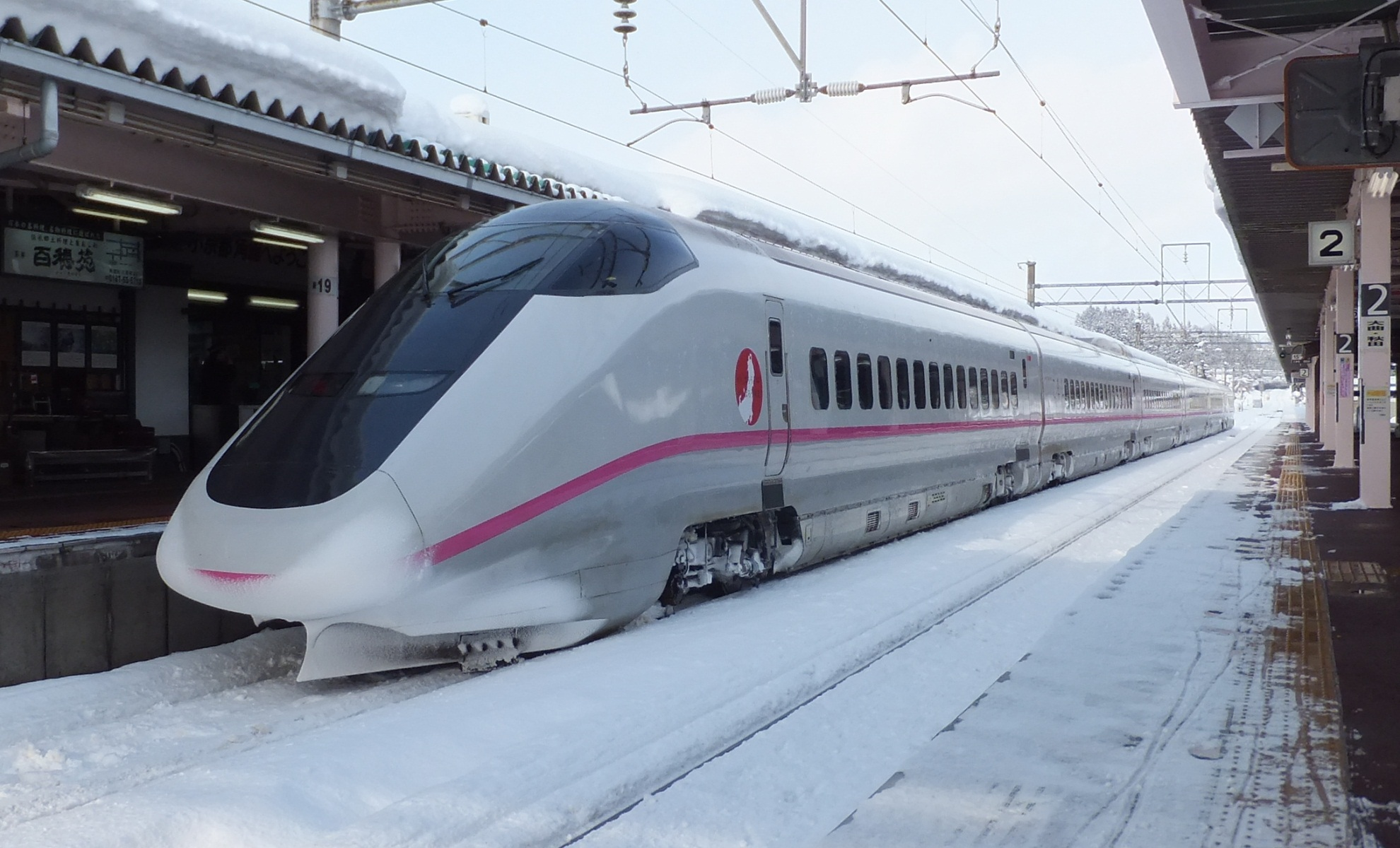
青森デスティネーションキャンペーンのステッカーを貼付したE3系 （2012年1月8日 角館駅）

## 番台別概説

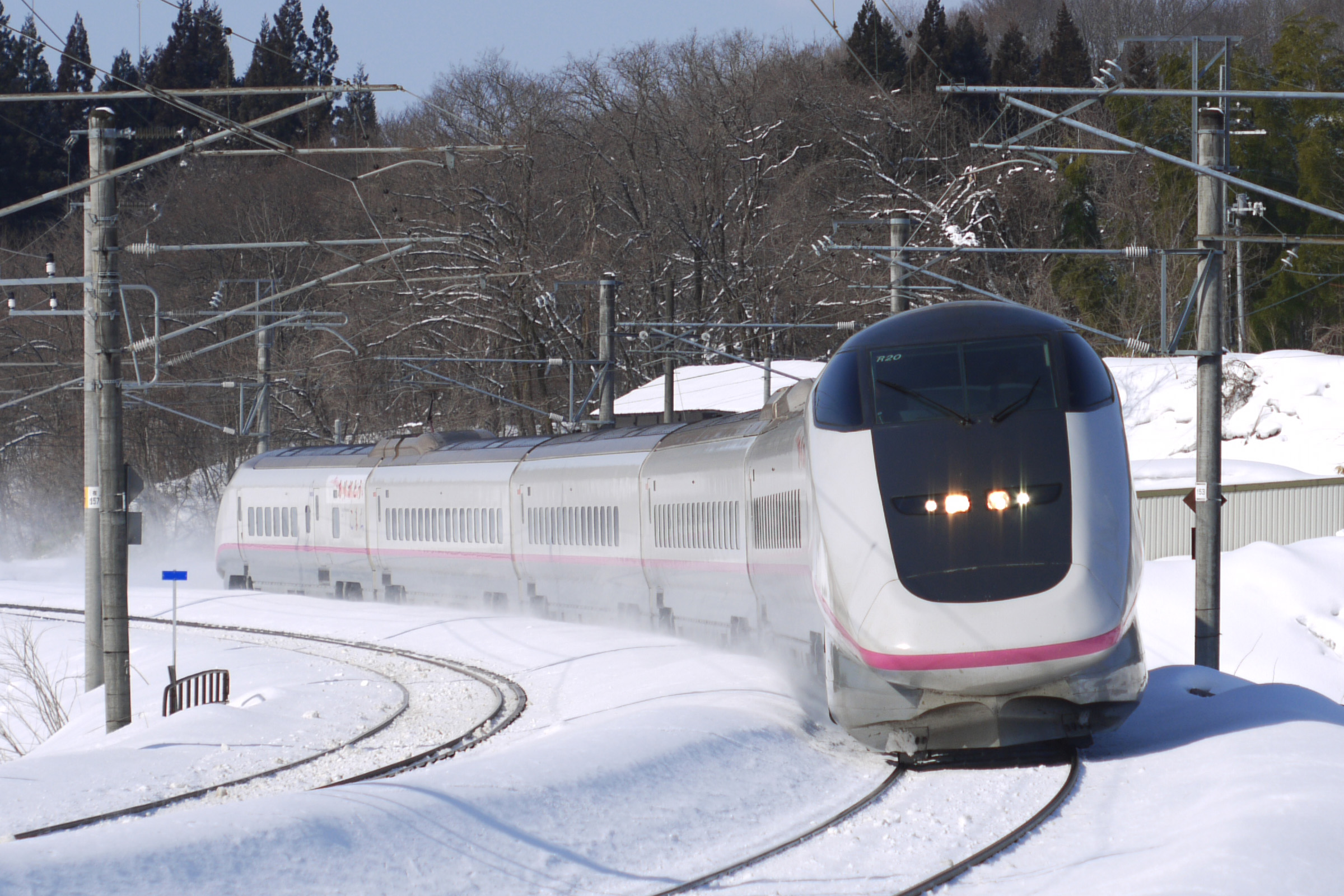
0番台

### 0番台
秋田新幹線「こまち」用として当初は5両編成で落成。開業から1年を迎える1998年（平成10年）1月に編成の増強が発表され、同年12月に増結付随車E328形が登場して6両編成となった。
最高速度は在来線区間が130 km/h、新幹線区間が275 km/hとなっている。引張力・加減速特性などはE2系と同じで、単独走行およびE2系との併結運転時でも特に調整などは行っていない。在来線区間走行時は電圧および信号のATCからATS-Pへの切り替えを行っている。

デザインは「颯爽」「自然との調和」「未来」をキーワードとして秋田の田園風景や雪景色との調和を意識し、外観はセラミックホワイト（   ）をベースに、ビビットピンク（   ）の帯、裾部はメタリックグレー（   ）の塗装が施されている。側面の「こまち」のロゴは良寛の毛筆を意識してGKデザイングループの榮久庵憲司が揮毫し複数の色でジャズ的な雰囲気を演出するものとした。

#### 製造時期による相違

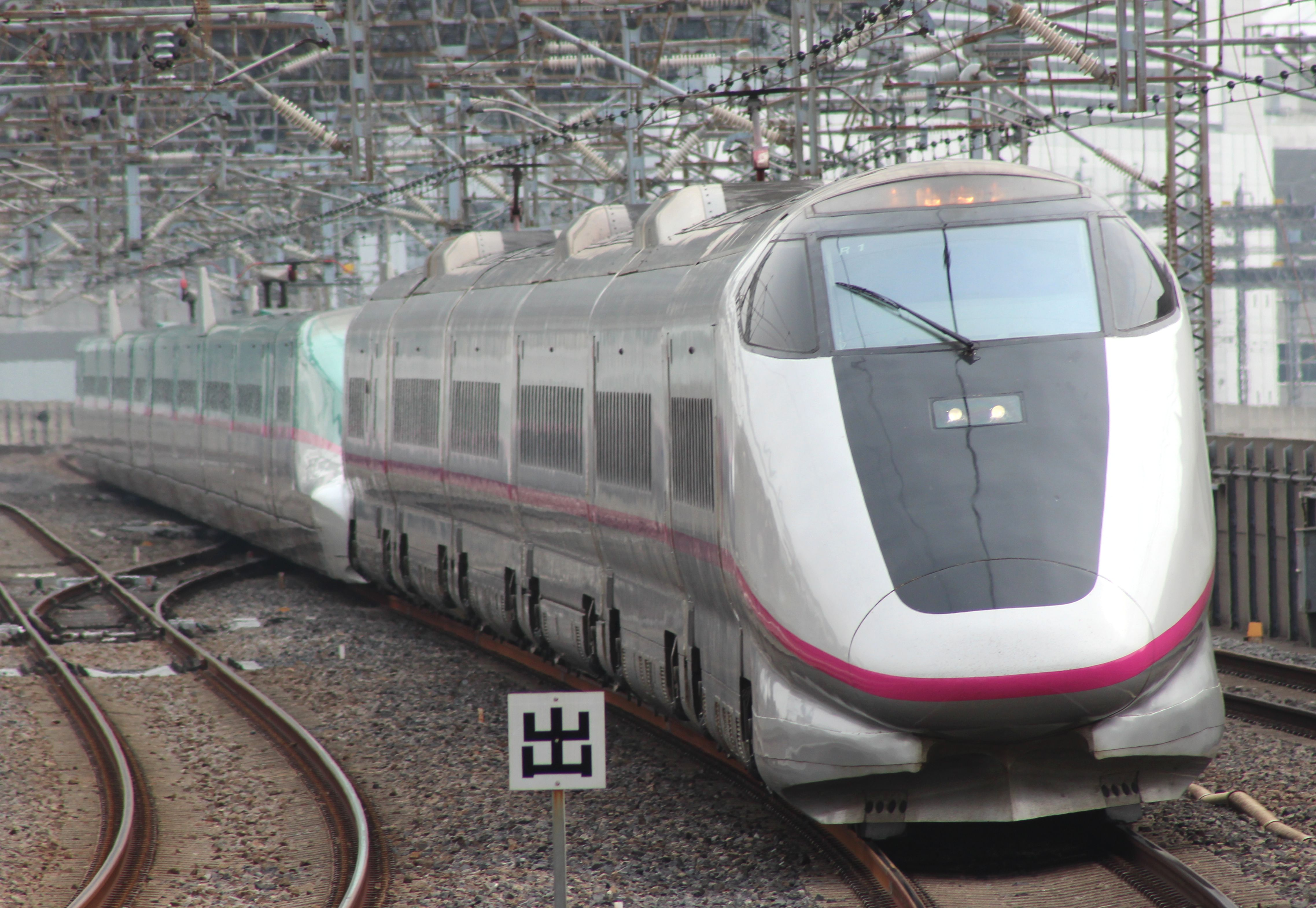
E3系量産先行車（R1編成） （2013年 大宮駅）

R1編成（1次車）
1995年（平成7年）製造の量産先行車。落成時はS8編成として登場した。
- 先頭車の前面形状が量産車と異なり、400系に近い形状となっている。
- 運転台窓上に前照灯と後部標識灯、運転台窓下に高輝度放電灯（HID灯）を光源とした補助灯(2灯式)がある。補助灯（HID灯）は先代の400系において、運転士より在来線区間での照度向上が改善点として挙げられたことから、試験的に採用したものである。
- 落成時は下枠交差式パンタグラフを3基搭載しており、E326-1・E325-1には新幹線区間用のPS9034形、E329-1には在来線区間用のPS204X形を搭載していた。量産化改造の際にシングルアーム式に交換されている。
- 1995年6月24日にはシングルアームパンタにアームを追加して横から見ると菱形パンタに見える試作パンタグラフをE326-1に搭載しての試験走行が実施され、同年7月23日の仙台で開かれた新幹線イベント時にはE325-1のパンタグラフを菱形からPS206形シングルアームパンタグラフに交換した状態で展示された。
- E326-1・E325-1のパンタグラフカバーは、空気シリンダーによる上下可動式のものを装着している。これは在来線区間走行時には車両限界に抵触しないようカバーを下げて運用し、新幹線区間走行時にはカバーを 200 mm上昇させて運用するものである。E329-1は在来線区間用パンタグラフのため、カバーは固定式となっている。
- 男性用トイレの便器が斜めに設置されている。
- 落成時のロゴマークは「Series E3」だった（後に量産車と同じロゴマークに変更）。
- 11号車 (E311-1) の静電アンテナの大きさが量産車と異なる。
- 落成時は川重製造分を一旦逗子まで甲種輸送し、東急車輌製造分と合わせて納入される計画であったが、阪神大震災の影響で川重製造分が遅れた為、東急車輌製造分のみ先に納入された。
- 量産化改造の前に山形新幹線内で試運転を実施したことがある。
- E6系の導入に伴い、2013年（平成25年）7月20日をもって営業運転を終了し、廃車となった。

R2 - R16編成（2次車）

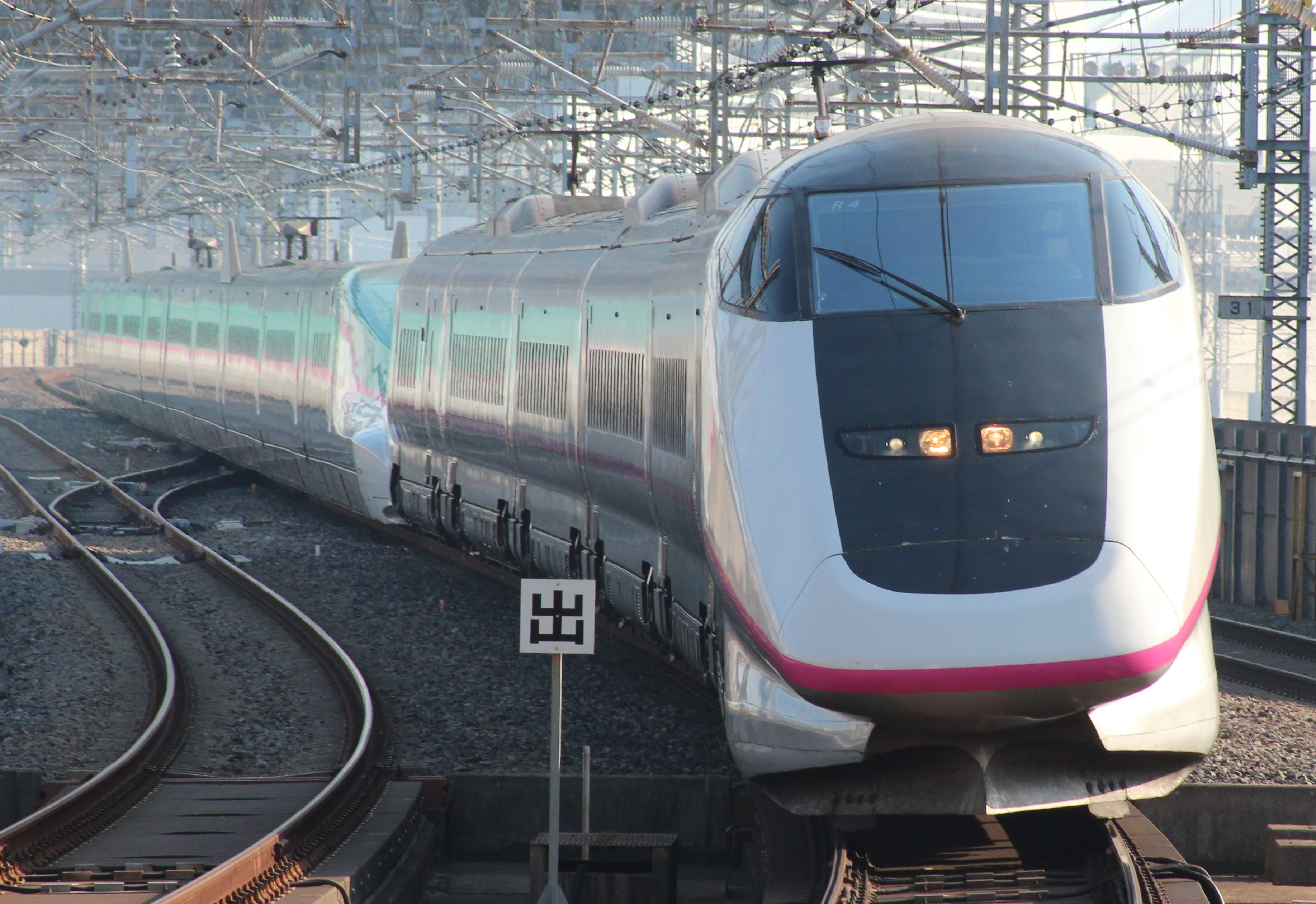
E3系R4編成
（2013年 大宮駅）

1997年（平成9年）3月の開業前に落成した量産車。当初は5両編成であったが、翌年10月から12月にE328形（3次車）を連結して6両編成とされた。そのため、E329形とE328形（13号車と14号車）の連結部にはパンタグラフのない「がい子カバー」（量産車ではパンタグラフカバーから名称変更）が存在する（R1編成も同様・上記写真の2つ目が該当する）。
- トンネル微気圧波対策と騒音低減のため、先頭車の前面形状を変更した（前述）。
- 前照灯と後部標識灯は運転台窓下にまとめられた。高輝度放電灯（HID）は量産先行車で試験採用したものであるが、量産車からは正式に採用となった。
- 客室内は量産先行車とほぼ同じであるが、量産車では側窓カーテンに秋田竿灯のデザインを織り込んでいる。
- 各デッキに設置するごみ箱は、ビン・カン、新聞・雑誌、一般ごみの3種類に分別した。秋田新幹線用は長時間走行するため、一般ごみがあふれることを防止する目的から、15分毎に圧縮装置でごみを圧縮する機能を設けた。
- 量産先行車のグリーン車では座席上部にスポット空調（個別空調）を設置していたが、量産車では省略した。
- 運転台は機器配置を大幅に変更した（前述）。
- パンタグラフは新規開発の低騒音タイプのPS206形シングルアーム式パンタグラフを採用した 。パンタグラフ自体が低騒音化できたことから、量産先行車の上下可動式のパンタグラフカバーは廃止し、新たに碍子およびケーブルヘッドを気流から保護するスロープ状の「がい子カバー」を設置した。
- 2次車は秋田新幹線開業前に落成したことから、落成後は山形新幹線内で試運転を実施した。
- 1998年に増結されたE328形（T2）は従来のE329形（T1）に準じた付随車であるが、補助電源装置を搭載しないことによる軸重減少を補うため、床板をアルミハニカム材から鉄板とし、さらにデッドウェイト（死重）を積んでいる。

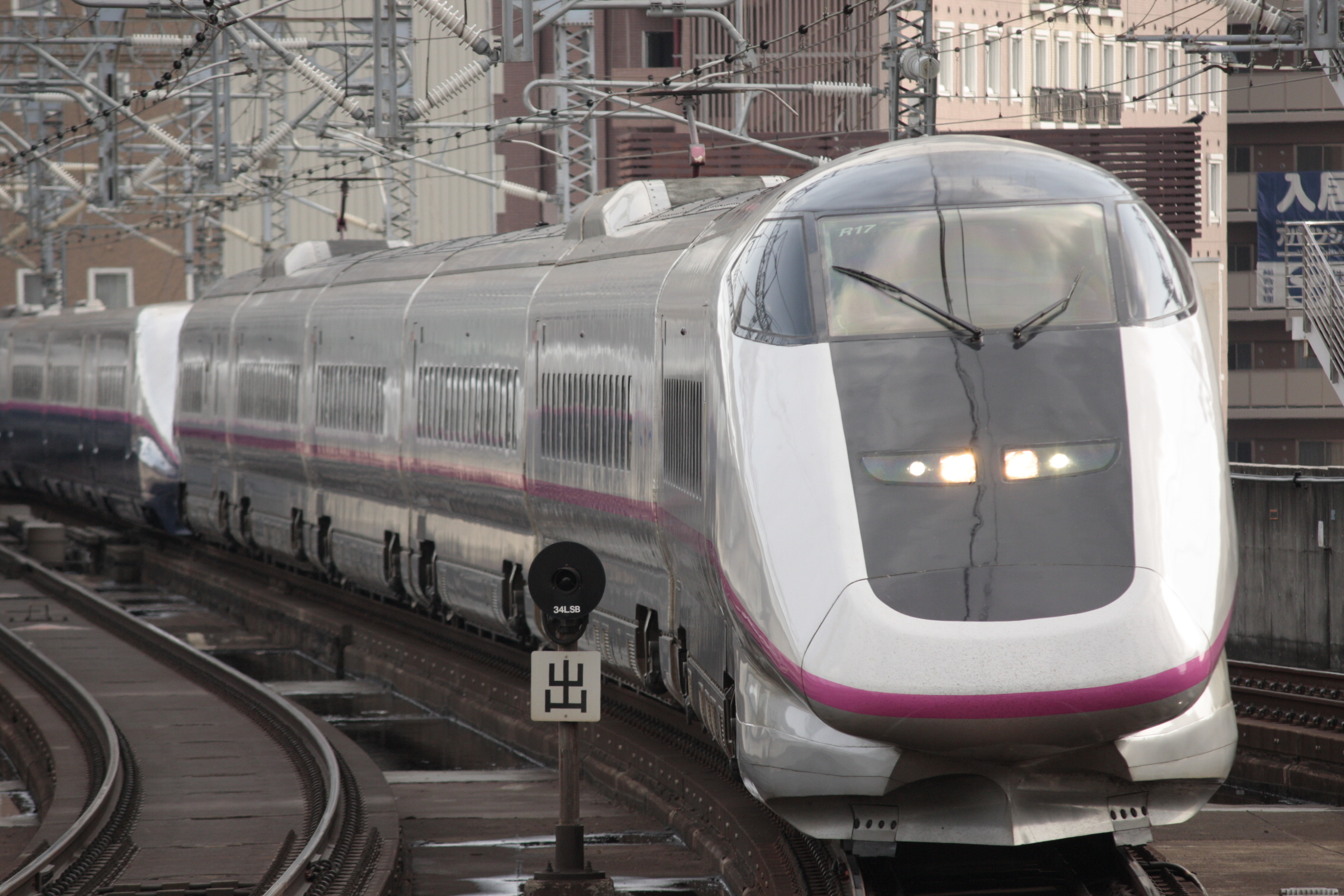
E3系R17編成
（2009年 仙台駅）

R17編成（3次車）
1998年（平成10年）に落成した増備車。同年暮れのダイヤ改正に伴う輸送力増強用として増備された。これ以降に落成した編成は当初より6両編成で組成されている。
- E329形とE328形（13号車と14号車）の連結部にあったがい子カバーを省略し、がい子カバーの数は2つに変更。
- 運転室前面のワイパーは補助ワイパーを含めて2本装備。
- VVVFインバータ制御装置は当編成までがGTOサイリスタとなっており、上記の変更点を持つR17編成以降の中では唯一の存在であった。

2008年の夏休みシーズンには全日本空輸 (ANA) とのコラボレーション企画で、「ポケモン・ピカ乗りサマー」仕様としてR21編成と共にラッピングされた。

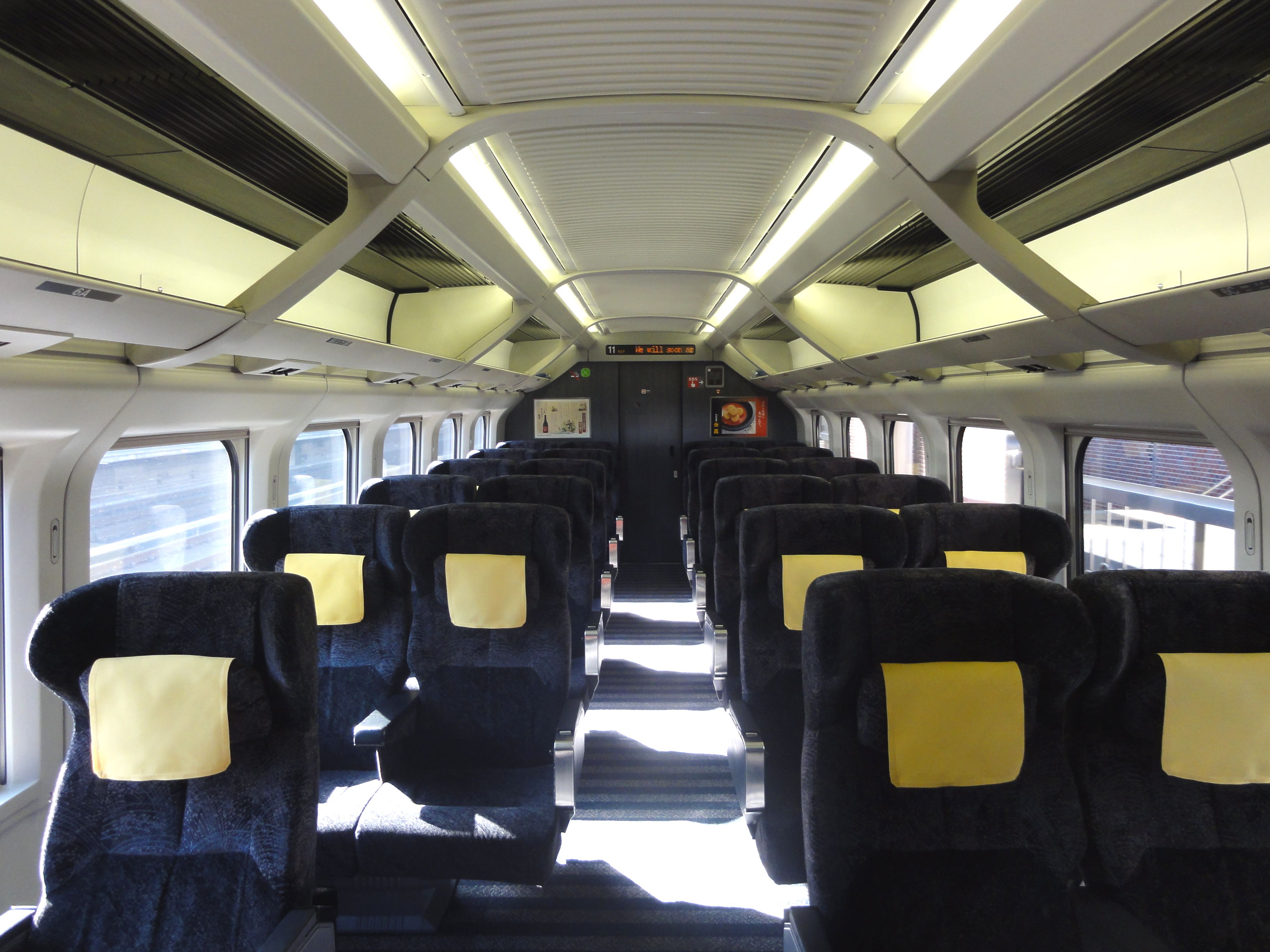
R17編成までのグリーン車座席
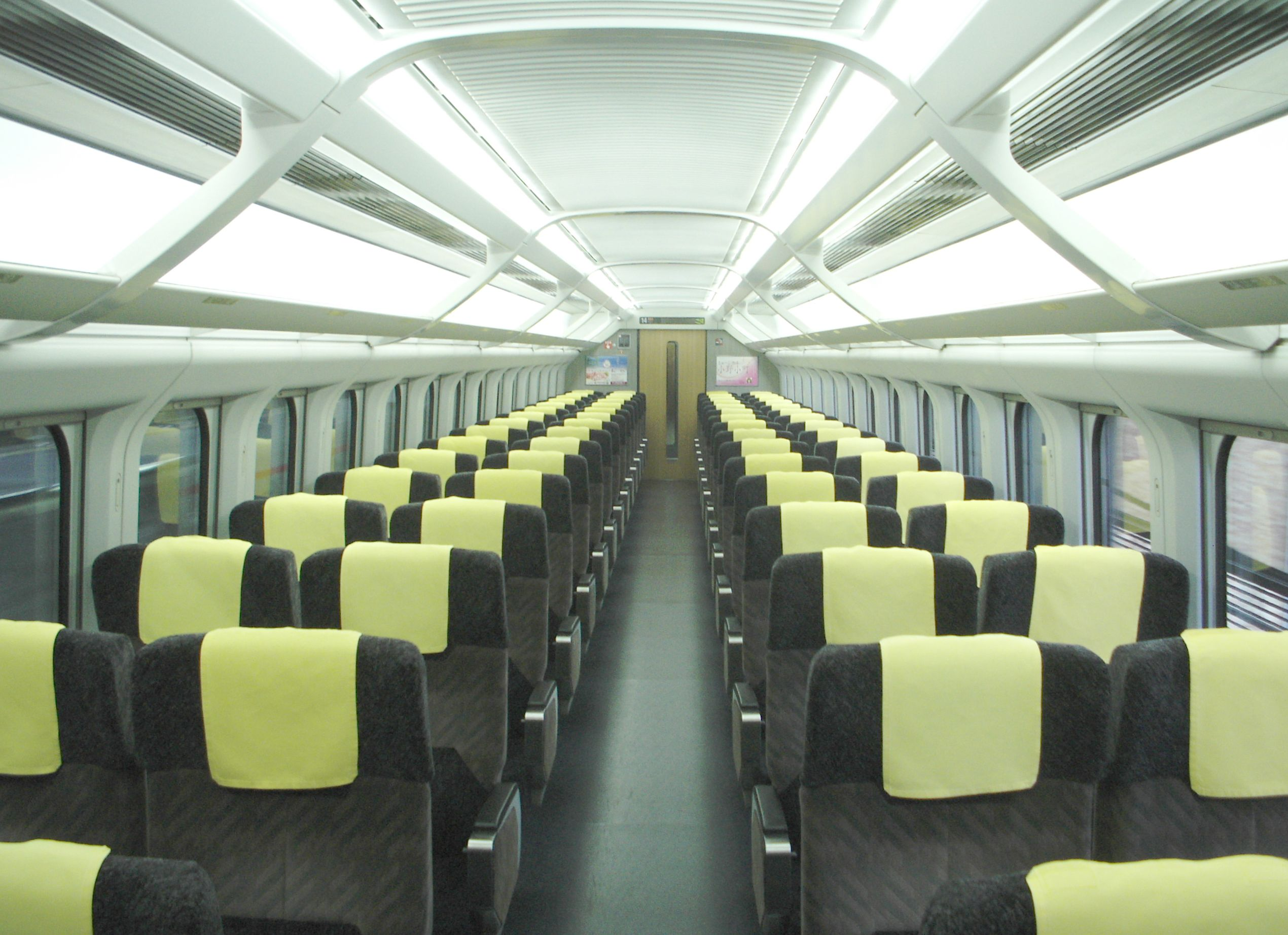
R17編成までの12 - 14号車座席
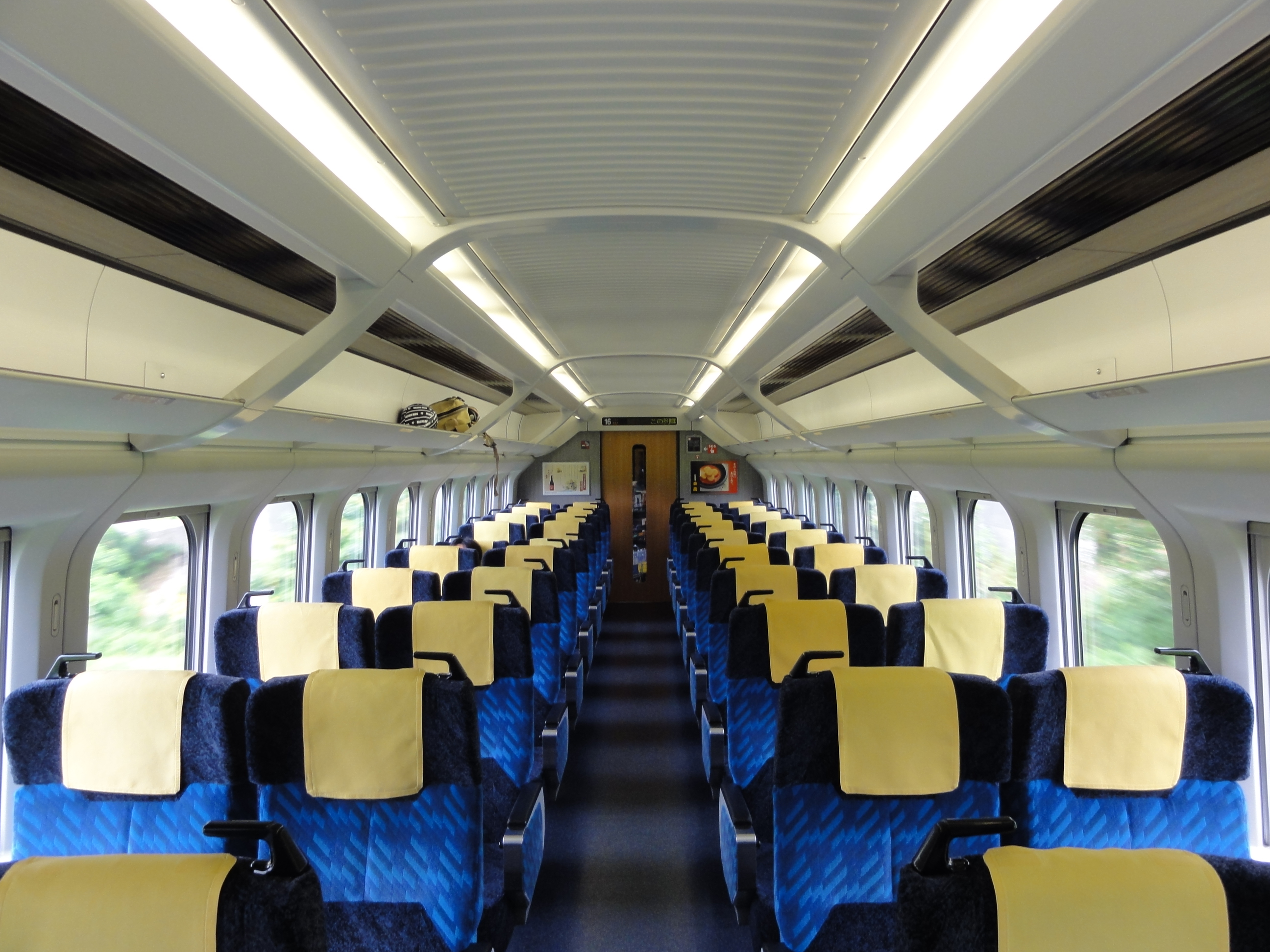
R17編成までの15 - 16号車座席

R18 - R23編成（5次車）
2002年（平成14年）から2003年（平成15年）にかけて、輸送力増強と200系未更新車の後期製造分置き換え用に落成した増備車。
R17編成までとの主要な相違点を以下に挙げる。仕様として、3次車と5次車の間に山形新幹線用の4次車（1000番台L51・L52編成）が製造されており、その改良点も反映している。
- 4次車の付随車で使用したダイナミックダンパは廃止し、床下のデッドウェイトと屋根上制振材による乗り心地向上に変更。
- 連結面外幌の材質がポリウレタンから合成ゴムに変更。
- 普通車の座席前方にもフットレストを装備。
- 座席形状が座面スライド機能付きのものに変更。
- 主変換装置の素子がGTOサイリスタからE2系1000番台同様にIGBTに変更。
- 落成当初からDS-ATCとデジタル列車無線を搭載。
- 11・16号車にフルアクティブサスペンションを、12 - 15号車にセミアクティブサスペンションをそれぞれ搭載。
- 座席肩部にグリップを装備。
- ドアチャイムを追加。
- 11号車のトイレを温水洗浄便座に変更。
- 男性用トイレの仕様を変更。(R18 - R23編成のみ)

R24 - R26編成（6次車）
2005年（平成17年）に輸送力増強と多客期臨時列車用に残されていた200系H編成（12両編成のH4・H5編成）の置き換え用（同時に増備したE2系1000番台J66 - J68編成と山形新幹線用の1000番台L53編成（後述）と合わせて）に落成した増備車。
- 火災対策の強化として使用材料を一部変更。
- 3席分ずつに設けられていた荷物棚の支柱を省略。
- 一般用トイレにベビーベッドを設置。
- デッキとトイレに視覚障害者用点字シールと触地図を設置。
- VIP対応として、E311形の屋根上に警察無線アンテナの準備工事。

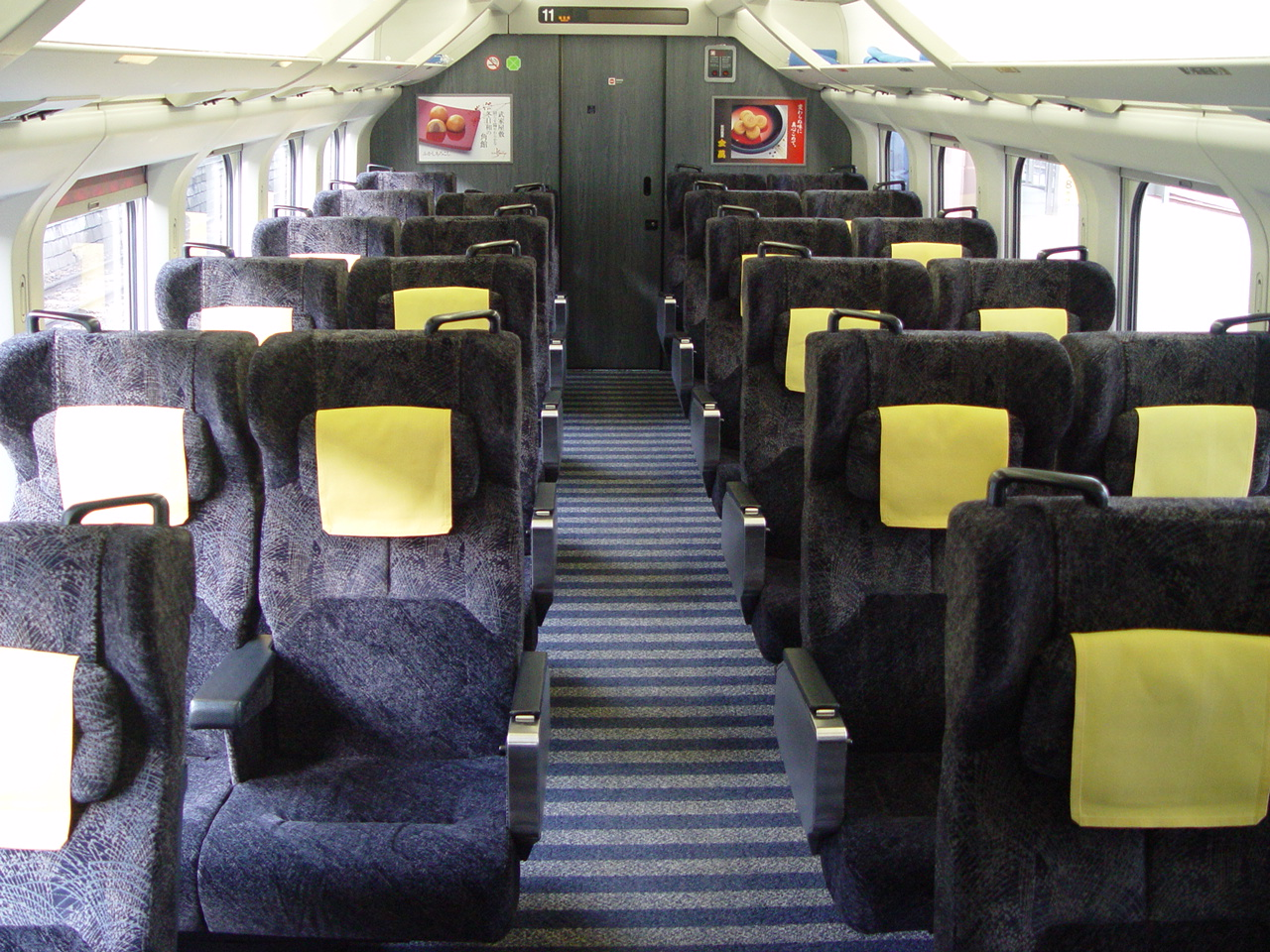
R18編成以降のグリーン車座席
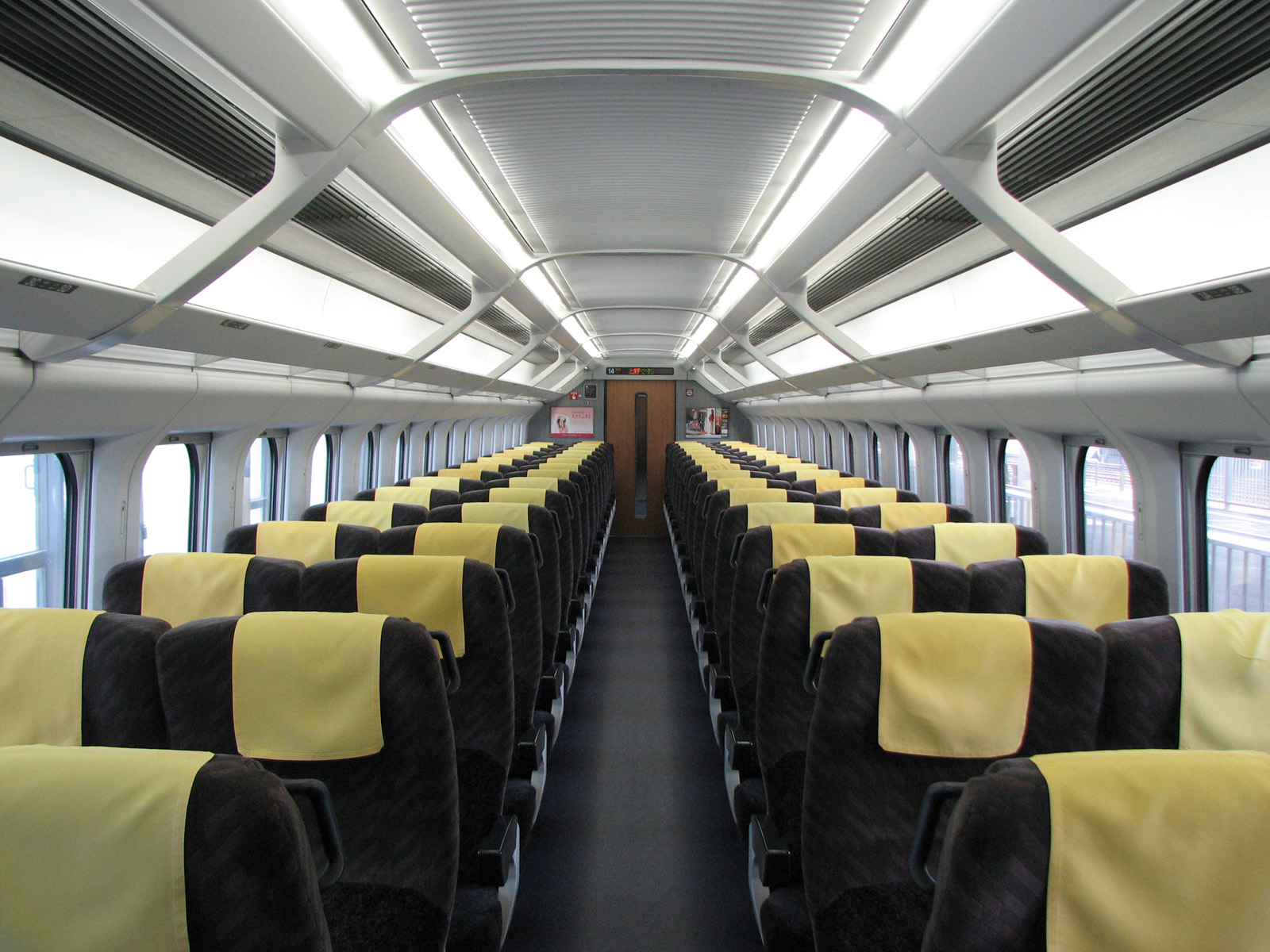
R18 - R23編成の12 - 14号車座席
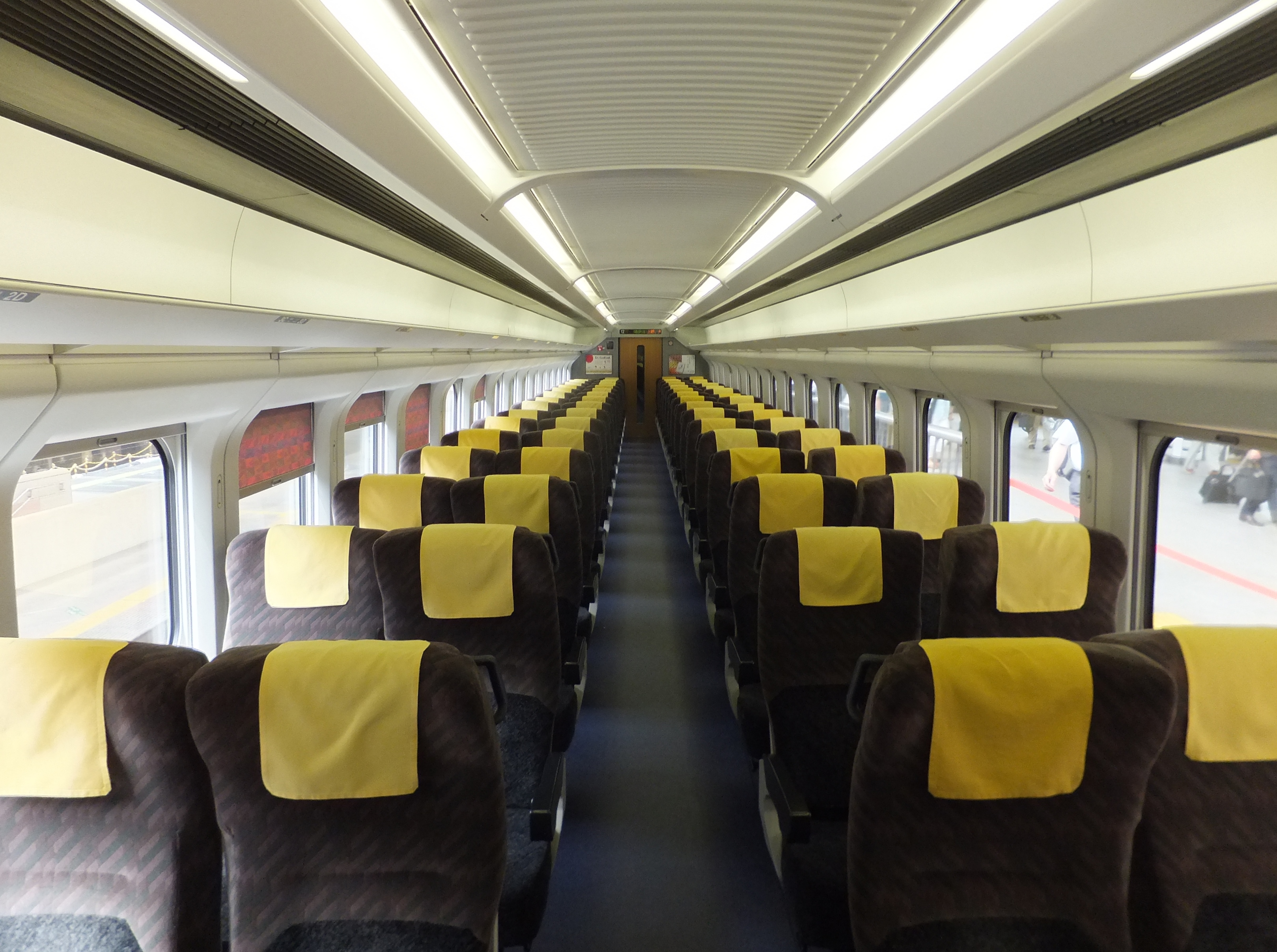
R26編成12号車車内。荷物棚の支柱が省略されて車内見付けがすっきりとしている。

E3系0番台（「こまち」用）編成表
|          |          | ← 東京／秋田大曲 → |             |             |             |             |              |
| 号車     | 号車     | 11                 | 12          | 13          | 14          | 15          | 16           |
| 形式     | 形式     | E311形 (M1sc)      | E326形 (M2) | E329形 (T1) | E328形 (T2) | E325形 (M1) | E322形 (M2c) |
| 搭載機器 | 搭載機器 | CI,CP              | Mtr,CI      | APU×2 BT    | BT          | CI,CP       | MTr,CI       |
| 座席     | 座席     | グリーン車         | 普通車      | 普通車      | 普通車      | 普通車      | 普通車       |
| 定員     | 定員     | 23                 | 67          | 60          | 68          | 64          | 56           |
| 編成     | R1       | 1                  | 1           | 1           | 1           | 1           | 1            |
| 編成     | R2       | 2                  | 2           | 2           | 2           | 2           | 2            |
| 編成     | ：       | ：                 | ：          | ：          | ：          | ：          | ：           |
| 編成     | R25      | 25                 | 25          | 25          | 25          | 25          | 25           |
| 編成     | R26      | 26                 | 26          | 26          | 26          | 26          | 26           |

凡例
- MTr：主変圧器、CI：主変換装置、APU：補助電源装置、CP：空気圧縮機、BT：蓄電池

#### 運用

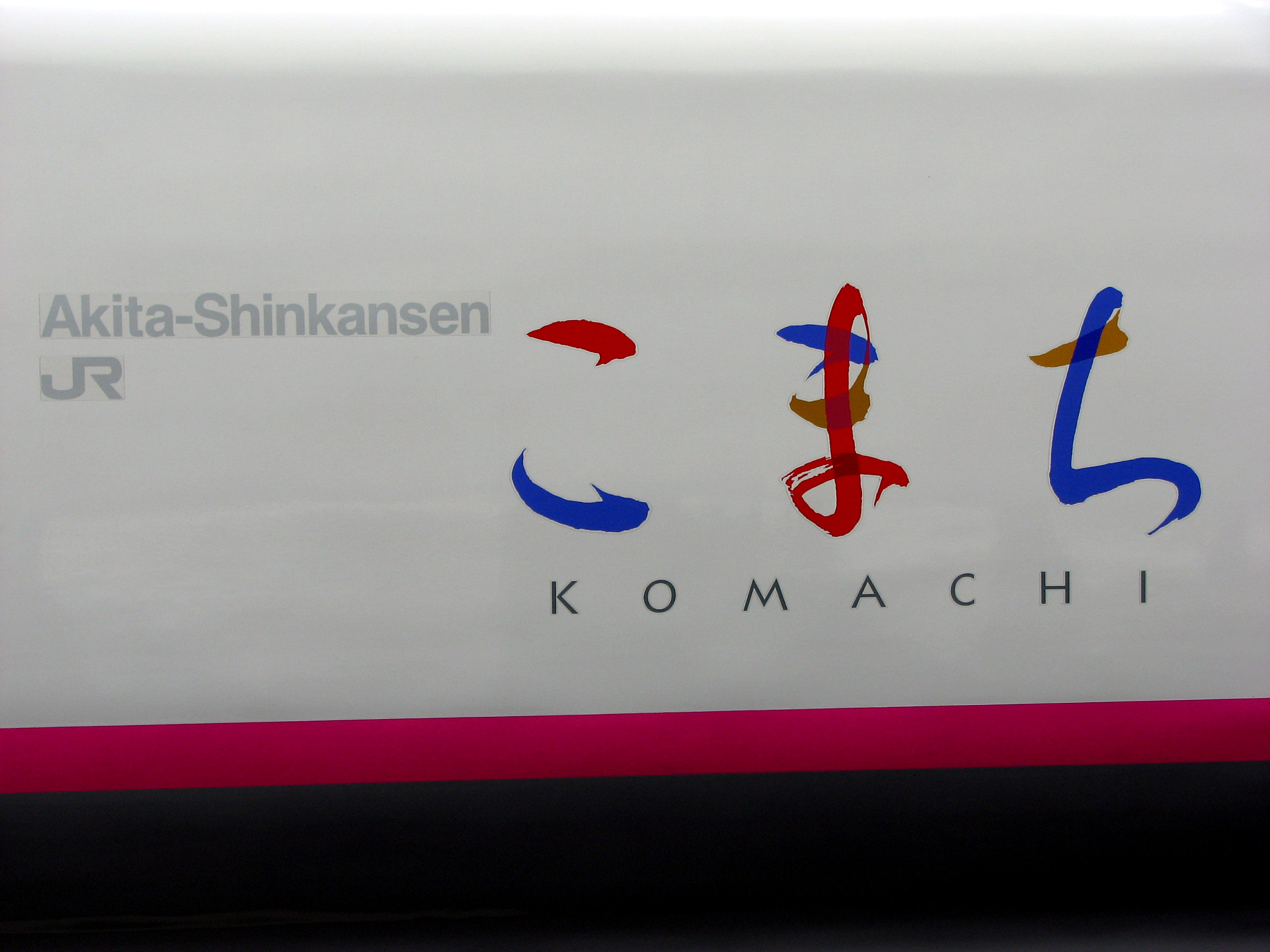
0番台のロゴマーク （現在は全車両撤去済み）
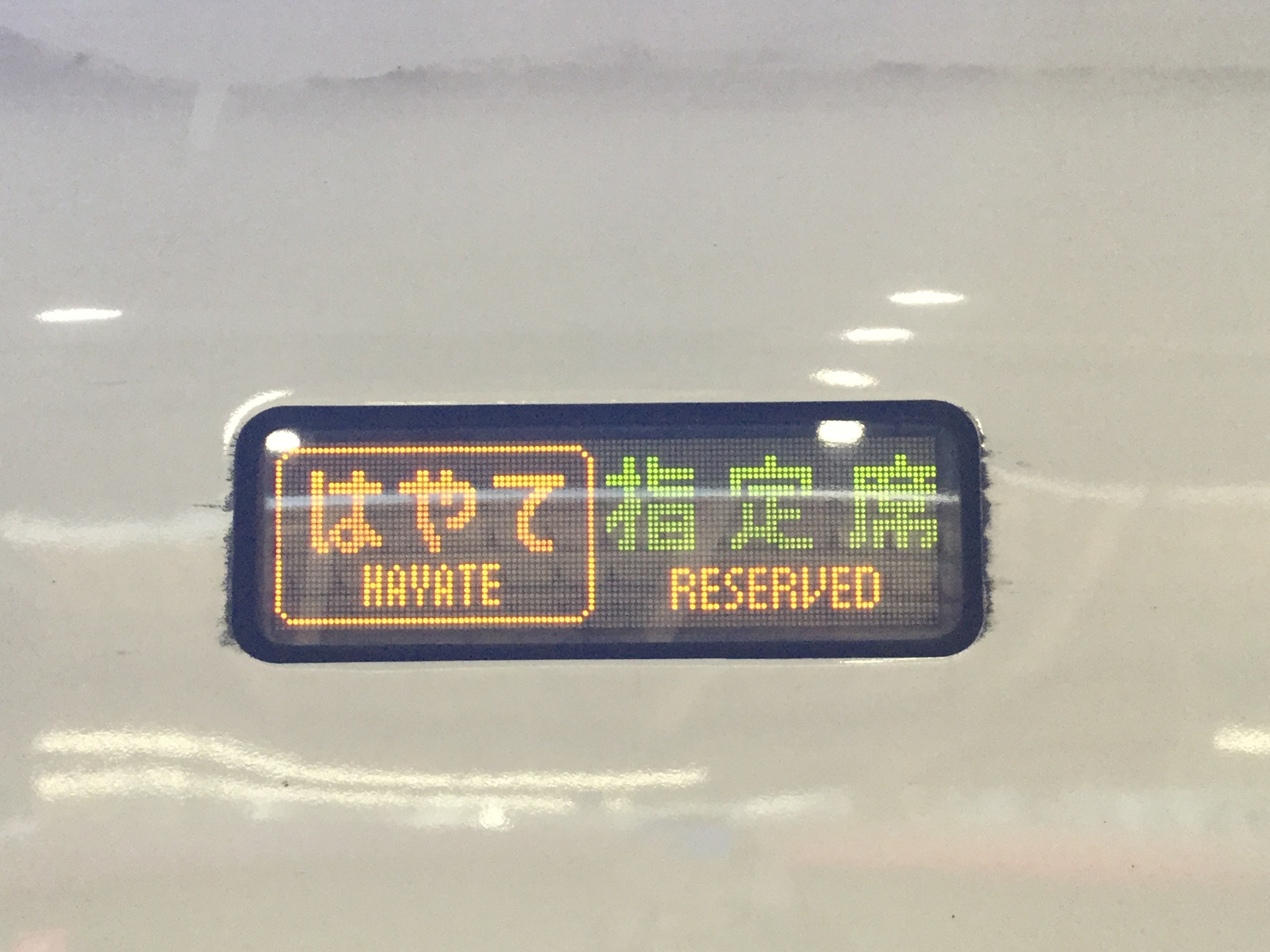
0番台の「はやて」行き先表示
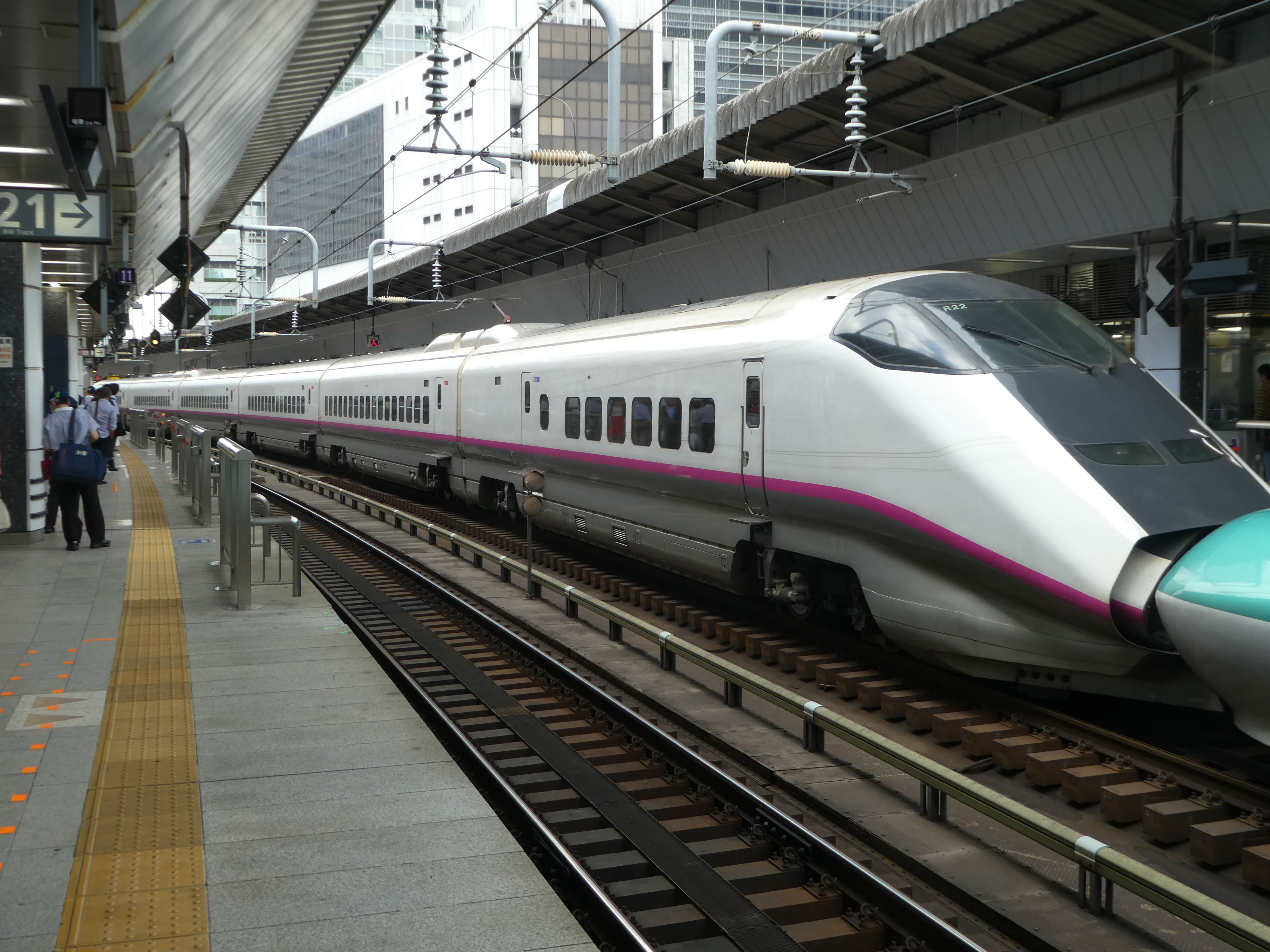
「こまち」引退後のE3系0番台。側面ロゴが撤去されている（R22編成）

当初は「なすの」運用を除けば「こまち」のみの運用であり、車体側面の「こまち」ロゴの横に「JR Akita-Shinkansen」（試験運行時は「SERIES E3」も）と表記されていたが、後に運用が拡大したのを受けこの表記は削除された。「やまびこ」・「なすの」として運転される際は、時刻表に「こまちタイプ車両を連結」と追記された。
上越新幹線での営業運転実績はないが、試運転・検査や新潟新幹線車両センターでの展示公開などで、乗り入れ実績がある。
2011年（平成23年）11月19日より、E5系との併結運転を開始した。E5系と併結する場合、最高速度や加速度は本系列と同等に調整して運転される。2013年（平成25年）9月28日のダイヤ改正でE2系との併結運転を終了し、本系列の併結相手はE5系に一本化された。
2013年6月より秋田新幹線「こまち」にはE6系が投入され、置き換えられた本系列は順次「こまち」運用から離脱した。2013年4月12日付でR6編成が廃車になったのを皮切りに、同年9月末までに量産先行車のR1編成を含む9編成が廃車となった。
秋田新幹線からの引退を記念して、2013年（平成25年）11月下旬頃より残存編成に順次記念ラッピングが施工された。このうち、ラッピング施工第一編成であったR4編成は同年12月15日に引退セレモニーが行われた。
2014年（平成26年）3月15日のダイヤ改正をもって秋田新幹線区間での定期運用を終了し、同年3月までに8編成が廃車され、1998年までに落成したR1 - R17編成は全廃となった。一方で2002年以降に落成したR18 - R26編成は残存し、以下の通り改造・転用等が行われた。
2017年（平成29年）3月25日には団体専用列車『秋田新幹線開業20周年記念号』が運行され、R21編成が充当された。本系列が営業列車として秋田新幹線区間を走行するのは、およそ3年ぶりとなる。
R18・R19編成
700番台に改造され、R18編成は「とれいゆ」、R19編成は「現美新幹線」になった。詳しくはそれぞれの項を参照。
R20編成
2014年（平成26年）3月14日に運行された、秋田新幹線における本系列のラストランに充当された編成。運用離脱後、長らく新幹線総合車両センターに留置されていたが、2015年（平成27年）12月17日付で廃車された。
R23 - R26編成
編成を組み換えた上で山形新幹線へ転用され、R24・R25編成はL54編成、R23・R26編成はL55編成となった。組み替え時に編成から外れた車両は廃車された。詳しくは後述。
R21・R22編成
秋田新幹線からの撤退後も秋田車両センターに残存し、ロゴマークを撤去し、E5系との併結編成による「やまびこ」・「なすの」で使用された。2019年（平成31年）3月16日のダイヤ改正以降は新幹線総合車両センター所属となった。
最後まで残存したR21・R22編成は主に16両編成の「なすの」「やまびこ」で運用され、繁忙期には東京駅 - 盛岡駅間の臨時「はやて」の運用に充当される場合もあったが、2020年（令和2年）10月より、一部列車において編成短縮が行われ、2編成とも定期運用から離脱した。その後、R21編成は2021年9月13日付で、R22編成は2021年11月25日付で廃車され、0番台は全廃となった。

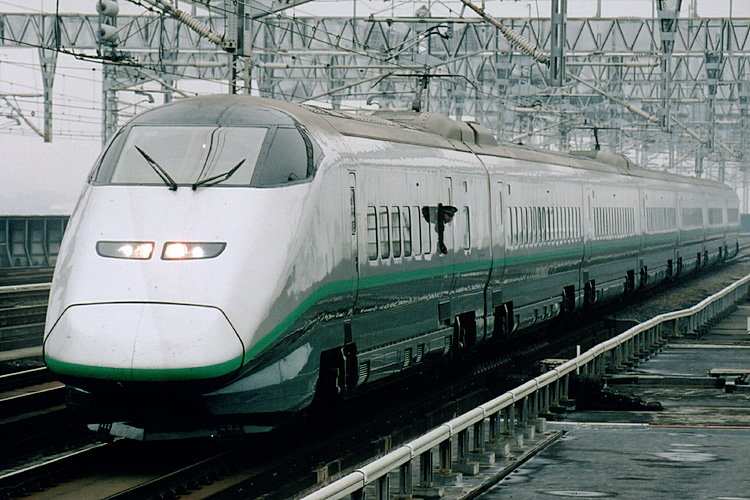
1000番台

### 1000番台
山形新幹線「つばさ」用として7両編成で導入された。秋田新幹線用とは異なる編成形態から、1000番台に区分されている。最高速度は在来線区間では130km/h、新幹線区間では275km/h。(登場時は240km/h)
登場時の外観は400系「つばさ」のイメージを継承しつつ一新され、シルバーメタリック（   ）と明るいグレー（   ）の二色の塗り分けに、緑色（   ）の帯の塗装が施された。ロゴは、大きな鳥の翼を模したものであり、過去には「四季感動のやまがた」のロゴマークも表記されていた。400系も本系列投入後に順次同一の塗装に変更されている。
L51・52編成（4次車）
1999年の新庄延伸開業用に増備された編成。電装品およびワイパーは0番台のR17編成に準ずるが、内装などは専用のものとなっている。山形新幹線用は座席の電動回転装置は準備工事のみとしたほか、ごみ圧縮装置は装備していない。
L53編成（7次車）
2005年（平成17年）に落成。内装は4次車（L51・52編成）とほぼ同じだが、その間に秋田新幹線用の5次車（R18 - R23編成）が製造されており、また電装品や車内設備は同時期に製造した秋田新幹線用の6次車（R24 - 26編成）に準じた仕様に変更されている。4次車では緑色の帯はフィルムを貼り付けていたが、7次車では塗装仕上げとした。新造の1000番台では唯一、新塗装化された編成である。
L54編成
2014年（平成26年）に、0番台R24・R25編成を改造のうえ編入された増備車。装備内容はL53編成に準ずるが、14号車のドアは未改造となっている。この編成から、登場時より新塗装で登場している。番号の新旧対照と各車ごとの改造内容は次の通り。
- E311-25 → E311-1004
車椅子スペースを配置変更し、荷物スペースを新設。
- E326-25 → E326-1004
- E329-25 → E329-1004
特高ケーブルふさぎ板を変更。補助電源装置を1台撤去。
- E326-24 → E326-1104
車椅子スペースを廃止。パンタグラフが従来と逆向きになる。
- E329-24 → E328-1004
小便所・電話室を撤去し、洗面所を移設。これにより生じたスペースに座席1列を追加。補助電源装置を1台撤去。
- E325-25 → E325-1004
パンタグラフを撤去。
- E322-25 → E322-1004

全車ともカーテンを山形仕様に変更し、ごみ圧縮装置付は撤去して一般的なごみ箱に交換している。
L55編成
2015年（平成27年）に、0番台R23・R26編成を改造のうえ編入された増備車。改造内容はL54編成に準じる。番号の新旧対照は以下の通り。
- E311-26 → E311-1005
- E326-26 → E326-1005
- E329-26 → E329-1005
- E326-23 → E326-1105
- E329-23 → E328-1005
- E325-26 → E325-1005
- E322-26 → E322-1005

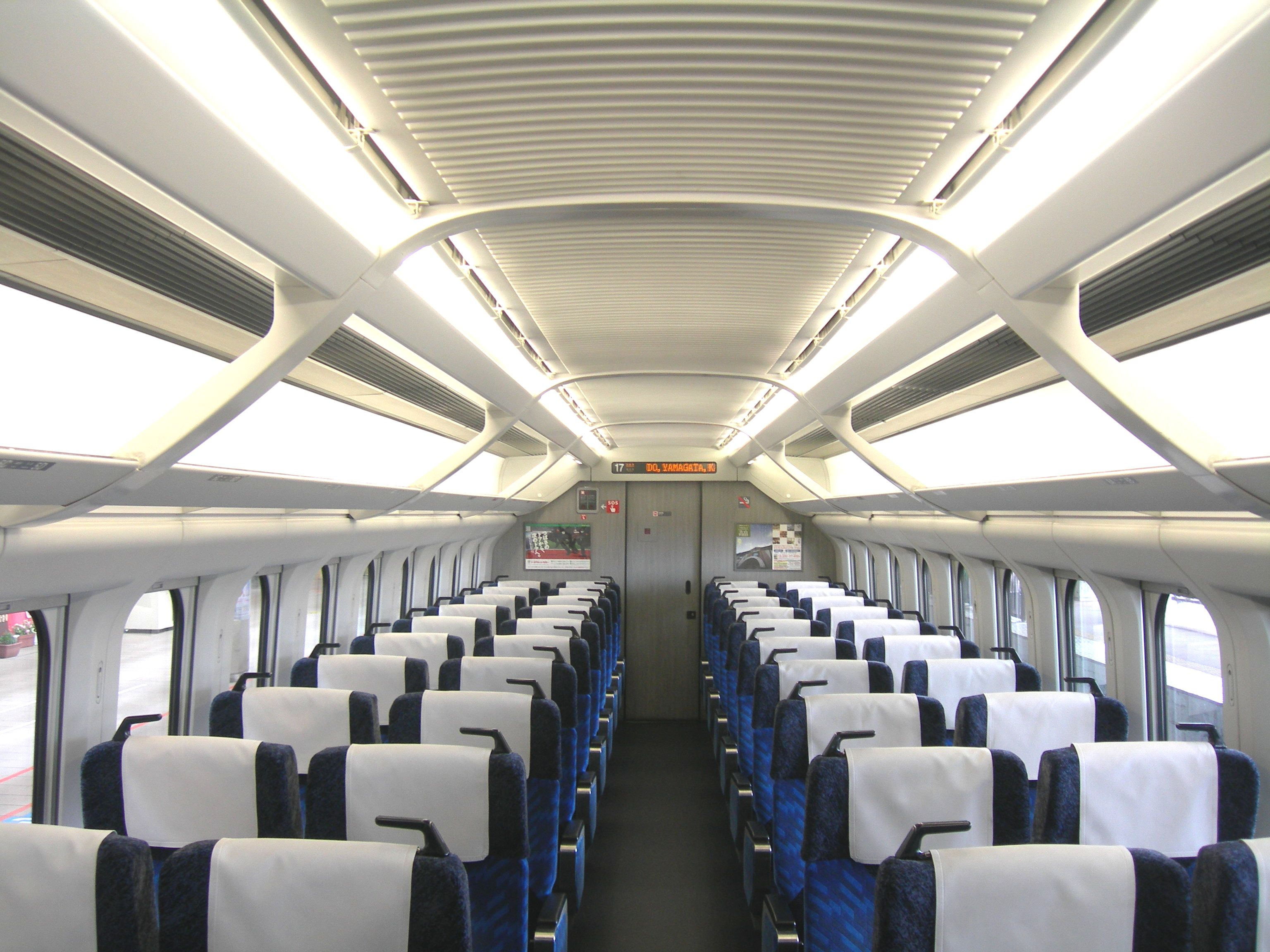
16・17号車座席
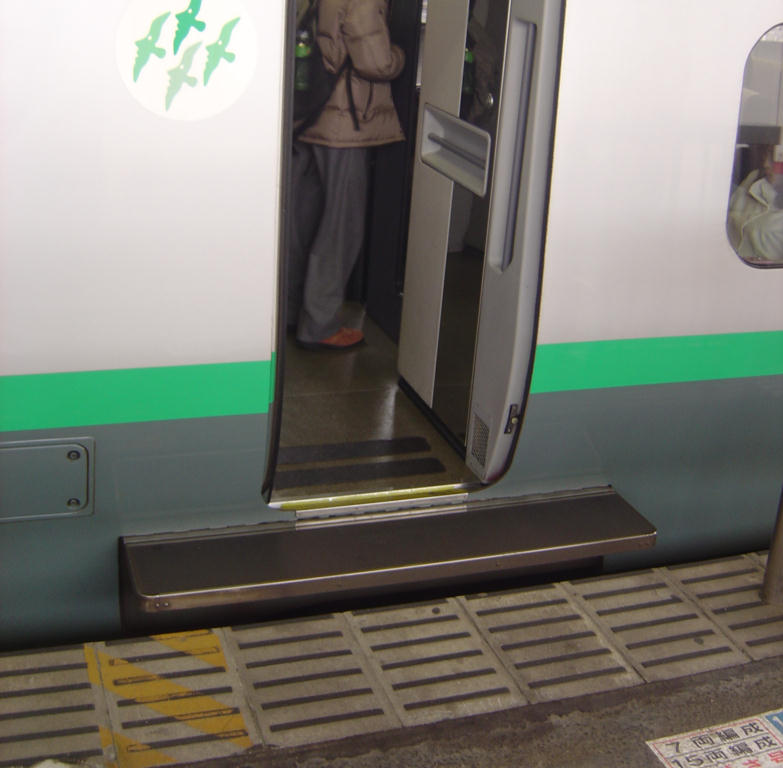
新幹線のホームと車体の間を埋める可動式ステップ（L52編成）
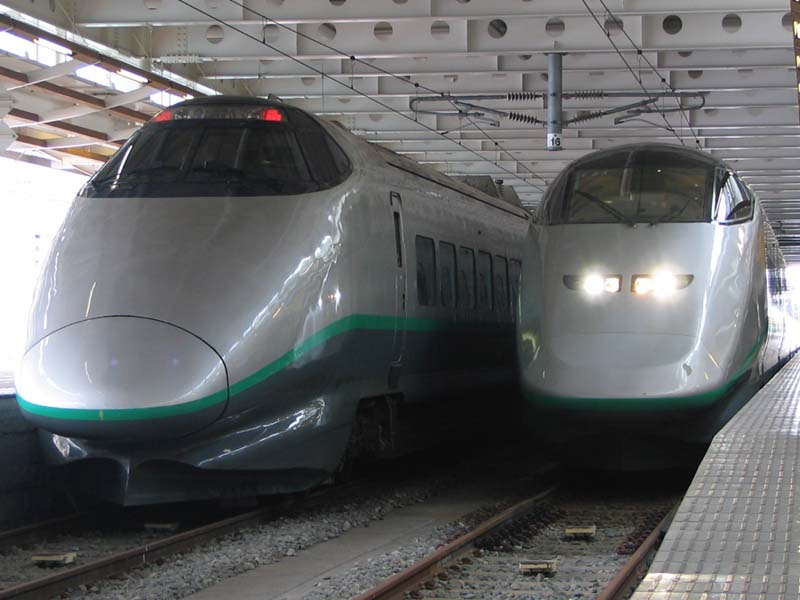
400系とE3系1000番台
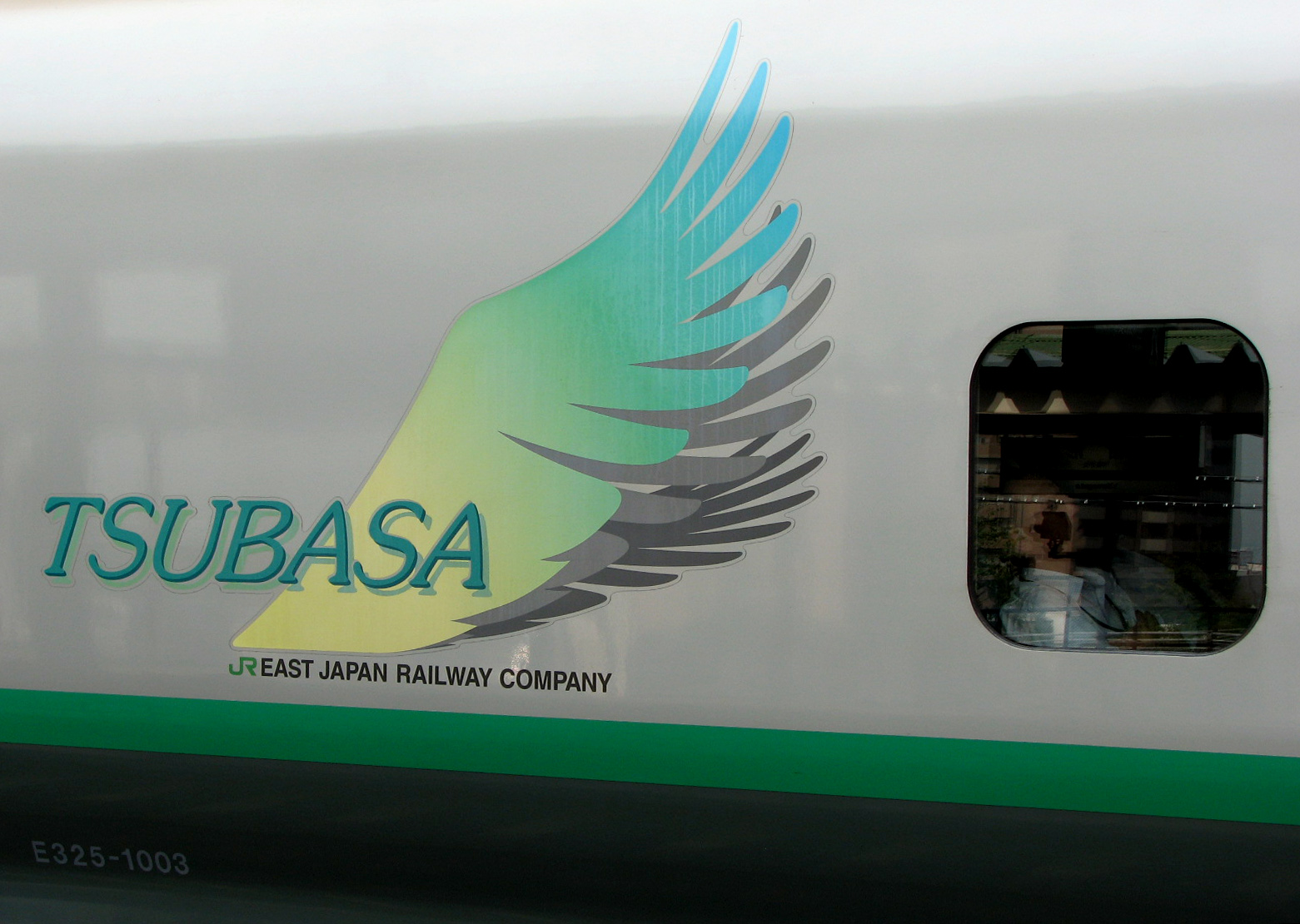
1000番台のロゴマーク（旧塗装）

E3系1000番台（「つばさ」用）編成表
|            |            | ← 東京山形・新庄 → | ← 東京山形・新庄 → | ← 東京山形・新庄 → | ← 東京山形・新庄 → | ← 東京山形・新庄 → | ← 東京山形・新庄 → | ← 東京山形・新庄 → | 備考                        |
| 号車       | 号車       | 11                 | 12                 | 13                 | 14                 | 15                 | 16                 | 17                 | 備考                        |
| 形式       | 形式       | E311形 (M1sc)      | E326形 (M2)        | E329形 (T1)        | E326形 (M2)        | E328形 (T2)        | E325形 (M1)        | E322形 (M2c)       | 備考                        |
| 搭載機器   | 搭載機器   | CI,CP              | MTr,CI             | APU,CP BT          | MTr,CI             | APU BT             | CI,CP              | MTr,CI             | 備考                        |
| 座席       | 座席       | グリーン車         | 普通車             | 普通車             | 普通車             | 普通車             | 普通車             | 普通車             | 備考                        |
| 定員（名） | 定員（名） | 23                 | 67                 | 60                 | 68                 | 64                 | 64                 | 56                 | 備考                        |
| 編成       | L51        | 1001               | 1001               | 1001               | 1101               | 1001               | 1001               | 1001               | 廃車済                      |
| 編成       | L52        | 1002               | 1002               | 1002               | 1102               | 1002               | 1002               | 1002               | 廃車済                      |
| 編成       | L53        | 1003               | 1003               | 1003               | 1103               | 1003               | 1003               | 1003               |                             |
| 編成       | L54        | 1004               | 1004               | 1004               | 1104               | 1004               | 1004               | 1004               | 0番台R24・R25編成からの改造 |
| 編成       | L55        | 1005               | 1005               | 1005               | 1105               | 1005               | 1005               | 1005               | 0番台R23・R26編成からの改造 |

凡例
- MTr：主変圧器、CI：主変換装置、APU：補助電源装置、CP：空気圧縮機、BT：蓄電池

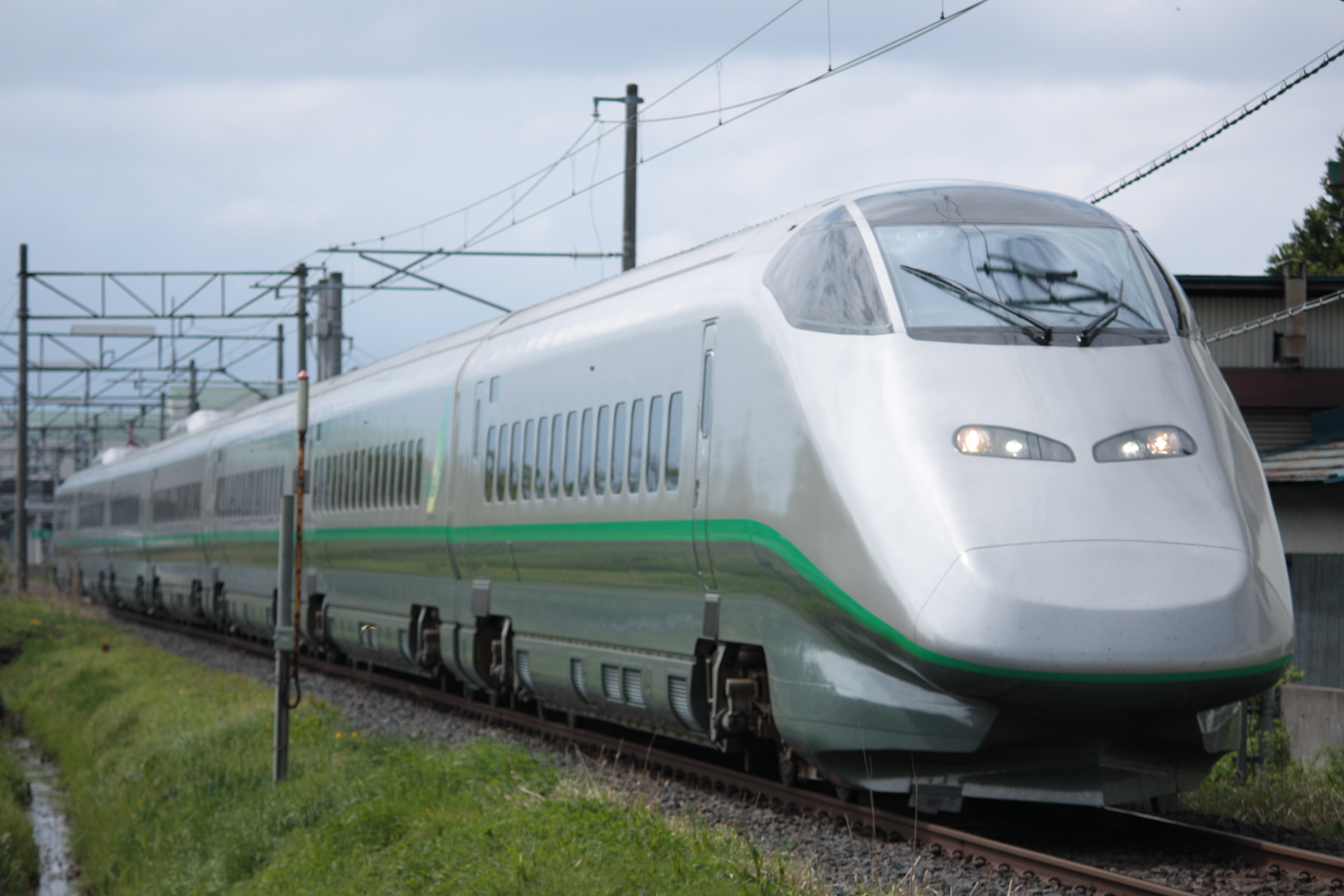
2000番台

### 2000番台
2007年（平成19年）7月のJR東日本定例会見において、山形新幹線400系の置き換え用として発表された車両である。基本設計は1000番台に準じているが、最高速度が275km/hに引き上げられた。

#### 車体
外観では前照灯と運転席の窓周りの塗装を変更（ピラーが未塗装）され、側面の行先表示器にフルカラーLED式を採用。11・17号車にフルアクティブサスペンションを、12 - 16号車にセミアクティブサスペンションを搭載している。

#### 車内
グリーン車の全席と普通車の窓際・最前部・最後部に電源コンセントを設置し、テーブルはA4サイズのノートパソコンが置けるサイズに拡大した。ロールカーテンの生地を変更し、グリーン車は山形県の花「ベニバナ柄」、普通車は山形県の木「さくらんぼ柄」を採用した。自由席（16・17号車）のシートピッチを拡大しており（910mm → 980mm） 、これに伴い編成全体の定員が8名減っている 。
車内に除菌イオンによる空気清浄機を鉄道車両として初めて搭載し、大型フルカラーLEDの車内案内表示器を設置した。客室内の非常警報ボタンを車掌と通話できる非常通報装置に変更し、デッキ部分に防犯カメラを設置した。1000番台L53-55編成と同様にドアの開閉に合わせてドアチャイムが鳴動するが、2000番台は手すり部分のドア開閉表示灯の点滅機能も装備している。
11号車の車椅子対応トイレスペースを拡大、各洋式トイレにベビーベッドを設置した。洗面所のカーテンにはさくらんぼ柄を採用したほか、デッキの手すりおよび洗面所の帽子掛けにはさくらんぼ柄の山形鋳物を使用している。それまで12号車に設定されていたAEDの号車が13号車に変更された。

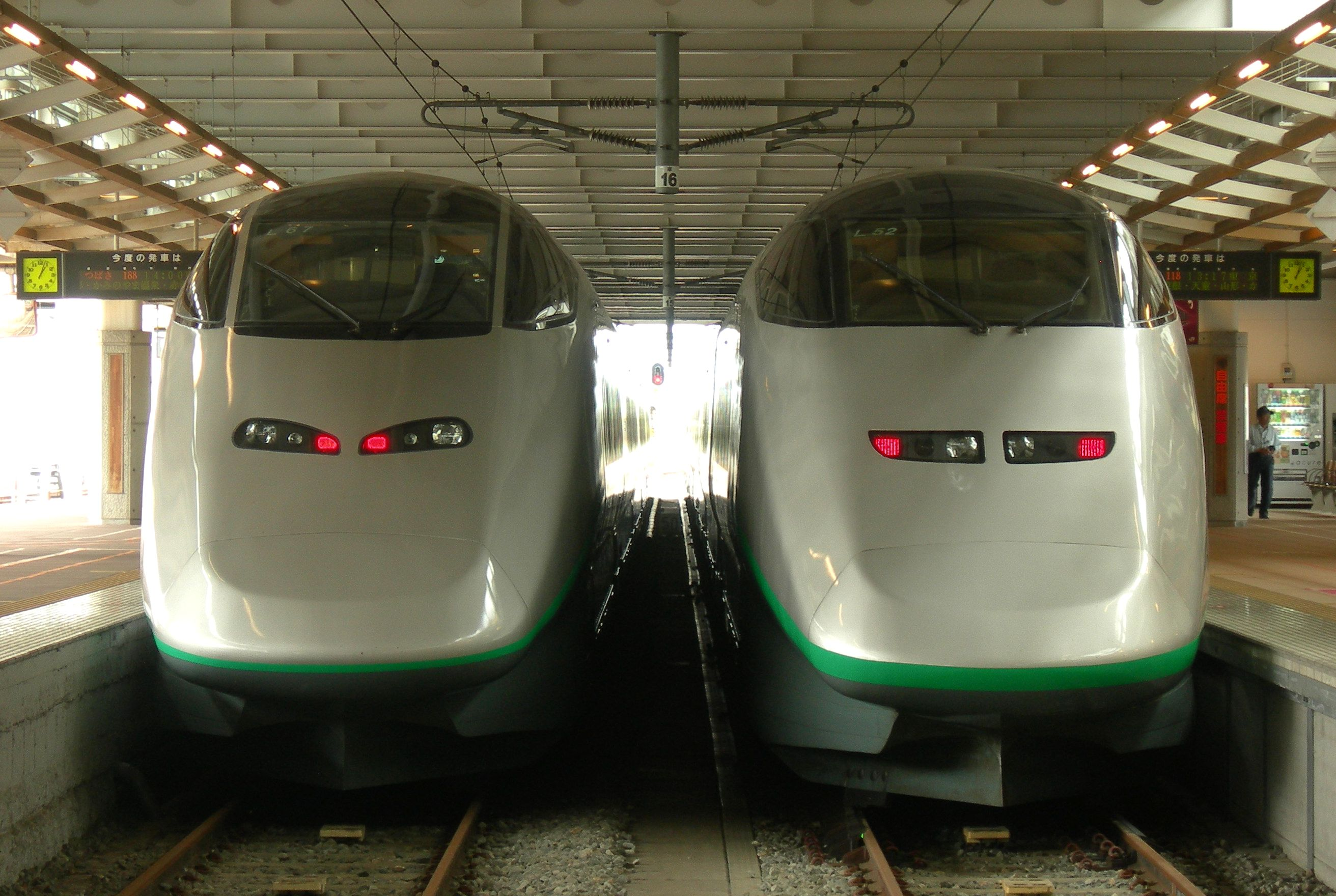
1000番台（右）と2000番台（左）で異なる前照灯の形状と窓周りの塗装
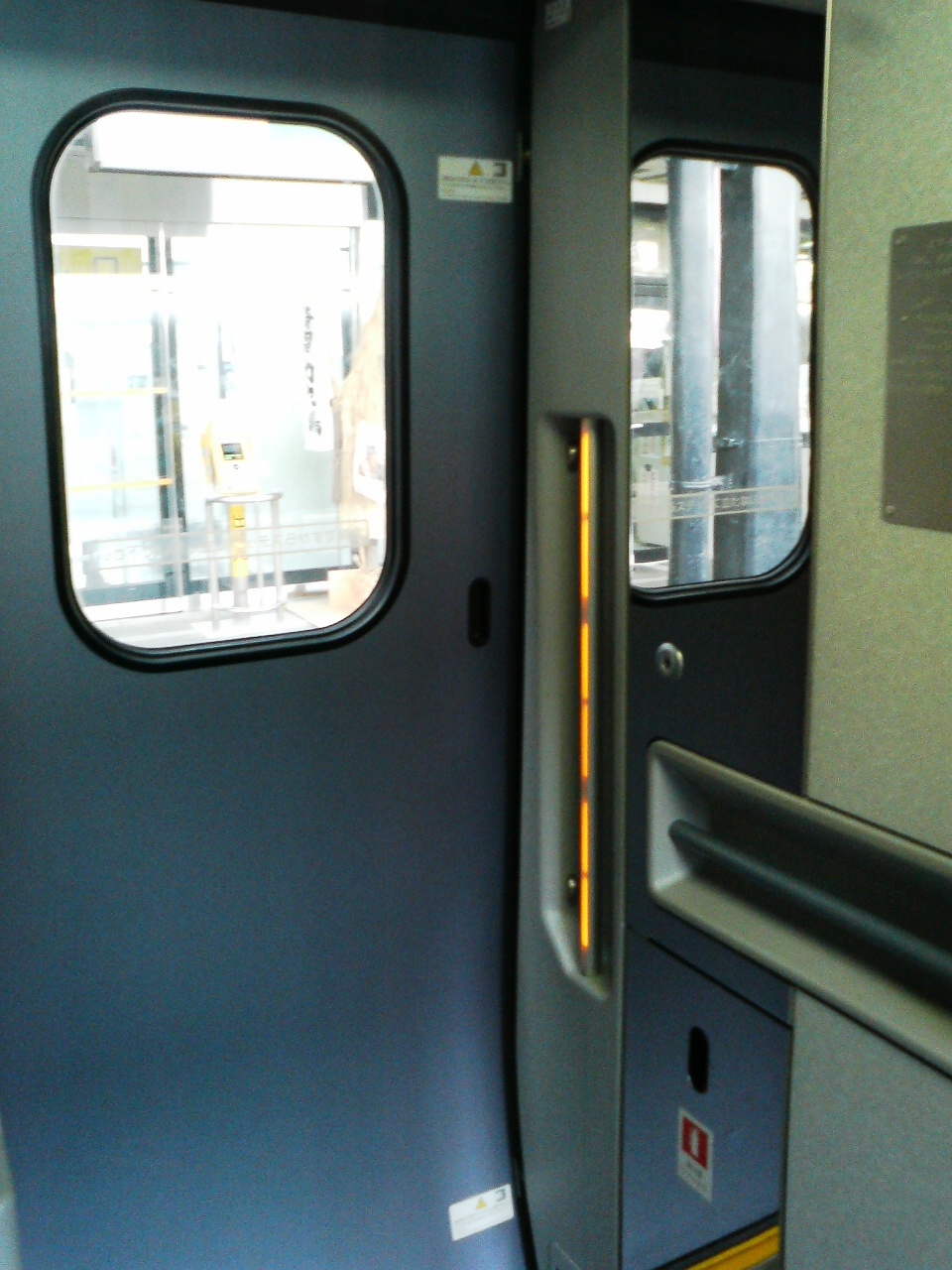
2000番台に装備されるドア開閉表示灯
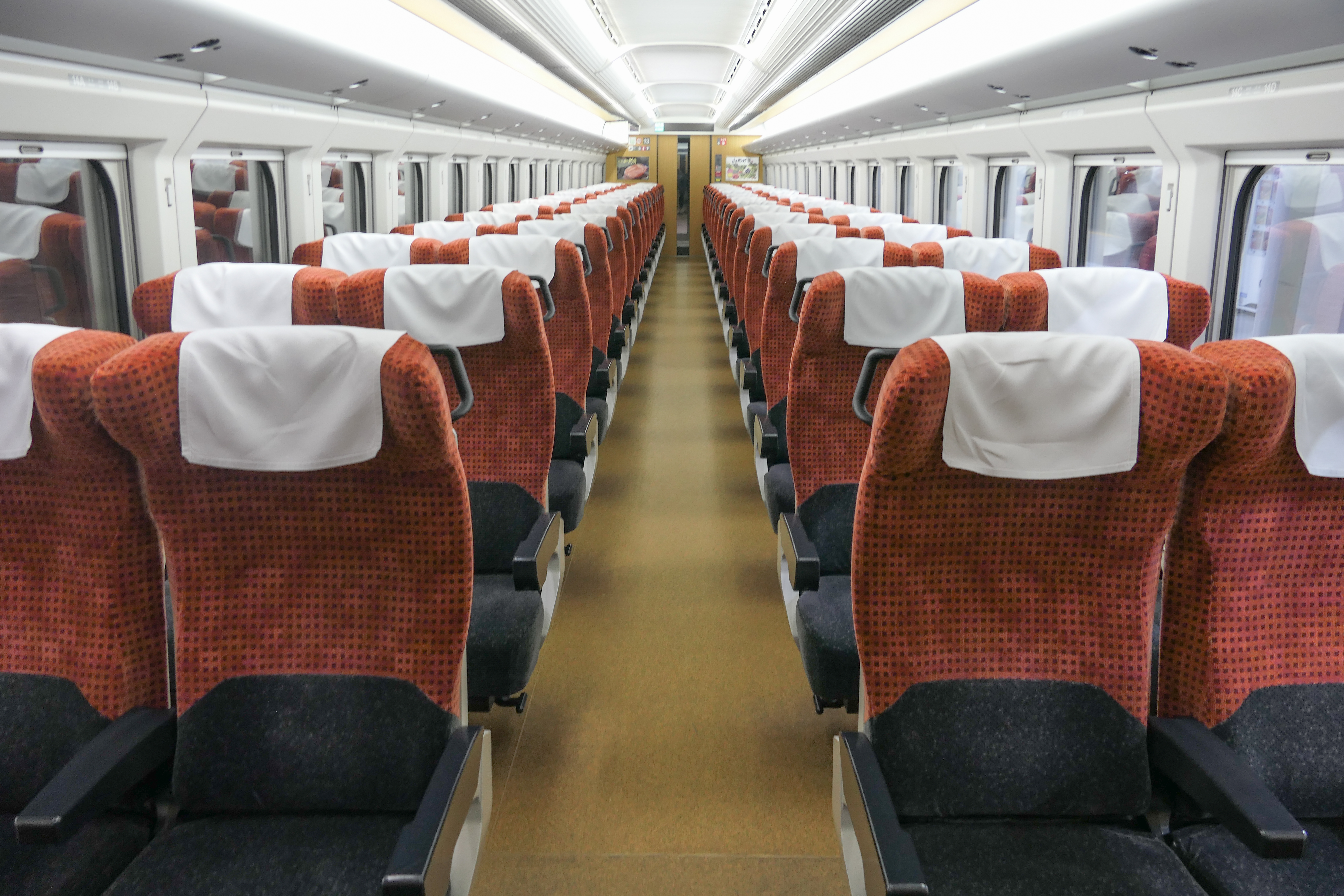
2000番台普通車客室
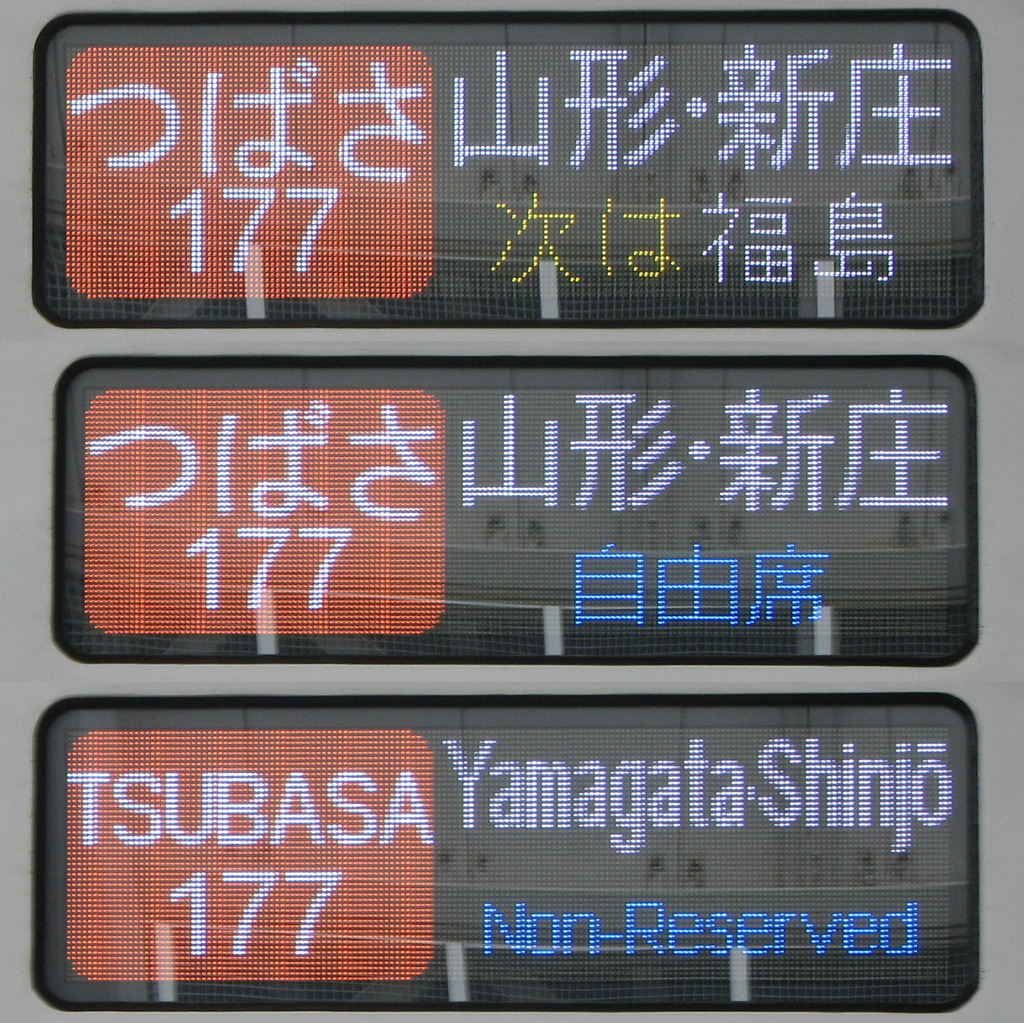
フルカラーLED式行先表示器
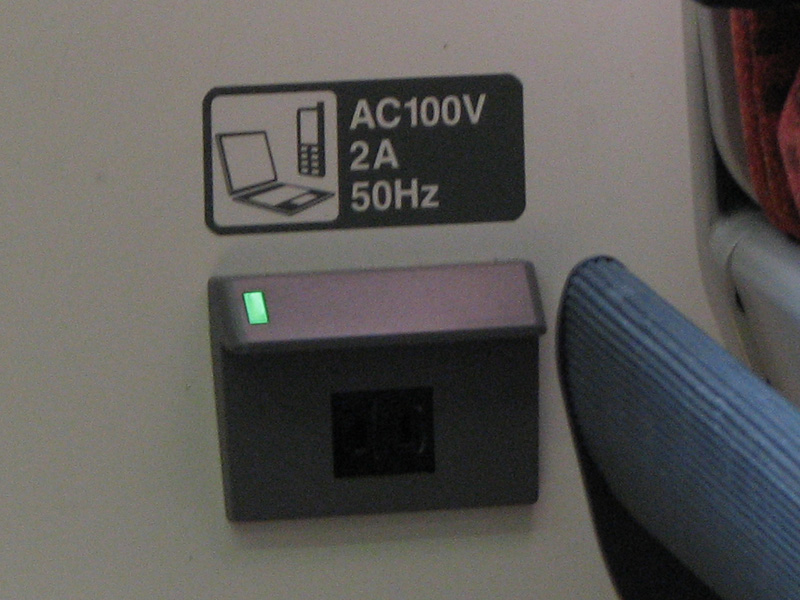
電源コンセント

E3系2000番台（「つばさ」用）編成表
|            |            | ← 東京山形・新庄 → |             |             |             |             |             |              |
| 号車       | 号車       | 11                 | 12          | 13          | 14          | 15          | 16          | 17           |
| 形式       | 形式       | E311形 (M1sc)      | E326形 (M2) | E329形 (T1) | E326形 (M2) | E328形 (T2) | E325形 (M1) | E322形 (M2c) |
| 搭載機器   | 搭載機器   | CI,CP              | MTr,CI      | APU,CP BT   | MTr,CI      | APU×2 CP,BT | CI,CP       | MTr,CI       |
| 座席       | 座席       | グリーン車         | 普通車      | 普通車      | 普通車      | 普通車      | 普通車      | 普通車       |
| 定員（名） | 定員（名） | 23                 | 67          | 60          | 68          | 64          | 60          | 52           |
| 編成       | L61        | 2001               | 2001        | 2001        | 2101        | 2001        | 2001        | 2001         |
| 編成       | L62        | 2002               | 2002        | 2002        | 2102        | 2002        | 2002        | 2002         |
| 編成       | ：         | ：                 | ：          | ：          | ：          | ：          | ：          | ：           |
| 編成       | L71        | 2011               | 2011        | 2011        | 2111        | 2011        | 2011        | 2011         |
| 編成       | L72        | 2012               | 2012        | 2012        | 2112        | 2012        | 2012        | 2012         |

凡例
- MTr：主変圧器、CI：主変換装置、APU：補助電源装置、CP：空気圧縮機、BT：蓄電池

#### 運用
1000番台は1999年（平成11年）の山形新幹線新庄開業時に運用を開始した。2000番台は2008年（平成20年）12月から2010年（平成22年）3月にかけて7両編成12本（84両）が落成し、2008年12月20日の「つばさ112号」（山形発東京行）より営業運転を開始し、2010年4月までに400系を全車代替した。
当初は400系との共通運用が組まれ、その撤退後も併結車両がE4系（いずれも最高速度240km/h）に限定されていたが、2012年3月17日のダイヤ改正からE2系との併結運転が行われるようになり、最高速度275km/hでの営業運転を開始した。
L51編成は、後述のL54編成と入れ替わる形で運用を離脱し、2014年（平成26年）8月20日に新幹線総合車両センターへ回送され、同年9月5日付で廃車となった。L52編成も、後述のL55編成と入れ替わる形で運用を離脱し、2015年（平成27年）2月4日付で廃車された。これにより、本系列にてGTO-VVVFインバータを搭載する編成が全廃となった。
2024年（令和6年）3月16日のダイヤ改正にてE8系の導入に伴い、1000番台は営業運転を終了した。残存する2000番台はE5系との併結運転を開始し、E2系との併結運転を終了した。

#### 現況
2025年6月現在、2000番台は7両編成6本（42両）が山形新幹線車両センターに配置されている。運用は以下の通り。なおこの運用はE8系と共通であり、毎日E3系とは限らない。

### 改造
最高速度引き上げ
前述の通り、1000番台は当初400系との共通運用とされ、200系（2001年9月まで）やE4系と併結し、最高速度240km/hで運転されてきた。後に登場した2000番台は当初から最高速度275km/hで製造されたが、運用開始した当時は400系やE3系1000番台との共通運用が組まれ、併結車両もE4系に限定されていたため、最高速度は240km/hに抑制されていた。2012年3月のダイヤ改正で最高速度の275km/hへの引き上げとE2系との併結が開始されるのに伴い、1000番台の走行機器を改良する工事が行われた。2012年9月のダイヤ改正でE4系との連結は終了し、E3系は全編成が最高速度275km/hでの営業運転が可能となった。

塗装変更
2014年4月下旬頃より、山形新幹線「つばさ」で使用されている編成の塗装の変更を開始した。山形県知事・吉村美栄子の強い要望から実現したもので、退役予定のL51・L52編成を除く全13編成と「こまち」からの転用改造車2編成の塗装を2016年度末までに変更すると発表した。
新たな塗色のデザインは山形県出身の工業デザイナー奥山清行が担当し、「山形の彩り豊かな自然の恵み」と「新幹線の持つ躍動感」を表現している。基本となる色は蔵王の雪をモチーフとした蔵王ビアンコ（   ）で、先頭部分と車体上部のおしどりパープル（   ）は、山形県の県鳥である「おしどり」、車体帯の紅花イエロー（   ）から紅花レッド（   ）へのグラデーションは県花である「紅花」をそれぞれモチーフにしている。この塗装デザインは後継車両のE8系にも踏襲されている。
新たなシンボルマークは「山形の美しい四季」を表現しており、東京寄りの片面には春を表す「桜」と「ふきのとう」、もう片面に夏を表す「紅花」と「サクランボ」、山形寄りの片面には秋を表す「稲穂」と「りんご」、もう片面に冬を表す「蔵王の樹氷」が描かれている。
塗装変更の第一号は2000番台L64編成であり、2014年4月26日の「つばさ142号」（山形始発東京行き）より営業運転を開始した。
その後も順次新塗装化が施工され、最後まで旧塗装で残存したL63編成も2016年10月29日のラストランをもって旧塗装での運用を終了し、山形新幹線の全編成の新塗装化が完了した。

なお、2024年春に登場するE8系と山形新幹線のさらなる魅力向上とプロモーションに伴い、L65編成が2023年2月に旧塗装のシルバーカラーに復刻され、2月11日の「つばさ138号」（山形始発東京行き）より営業運転を開始した。

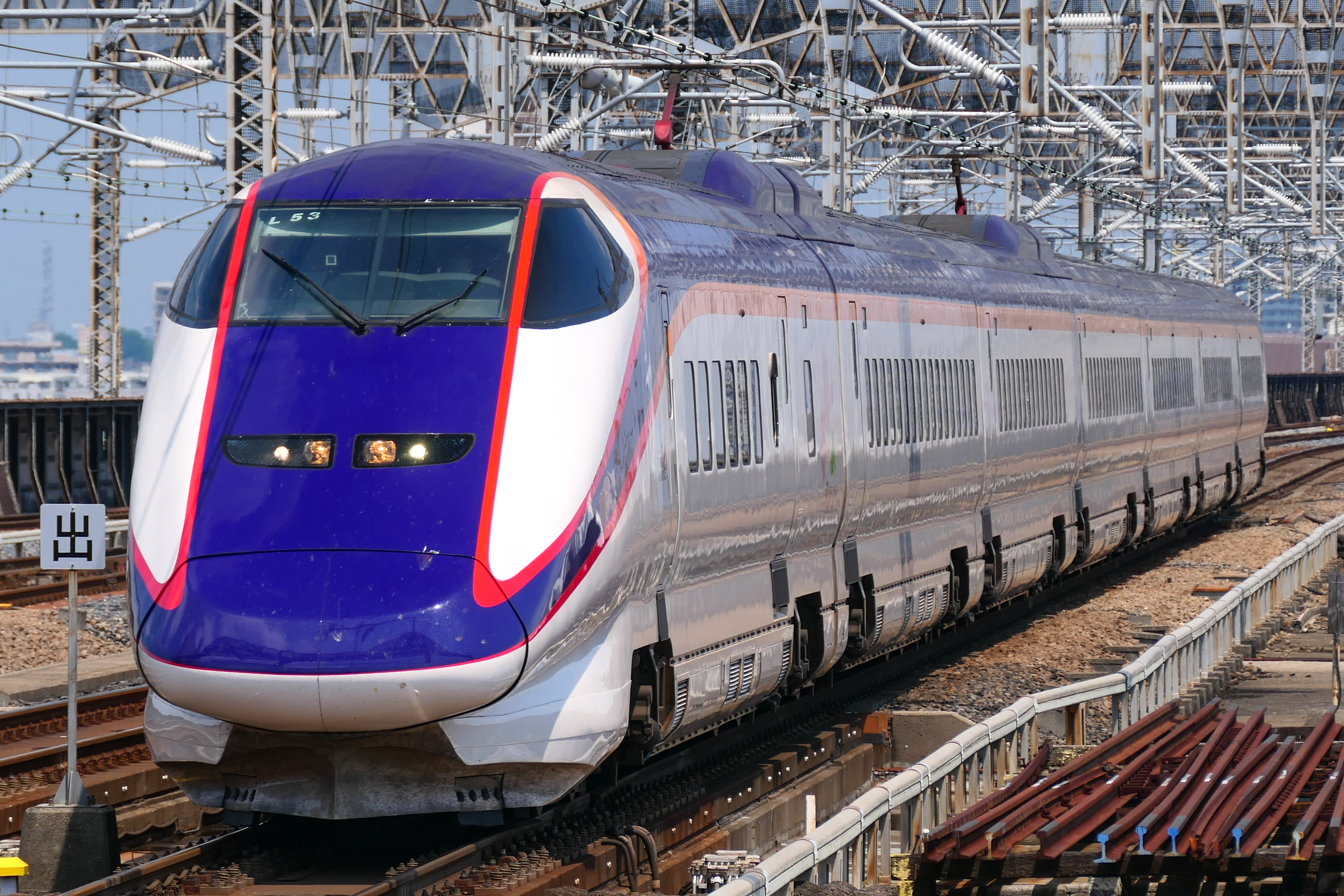
新塗装の1000番台L53編成（2022年6月）
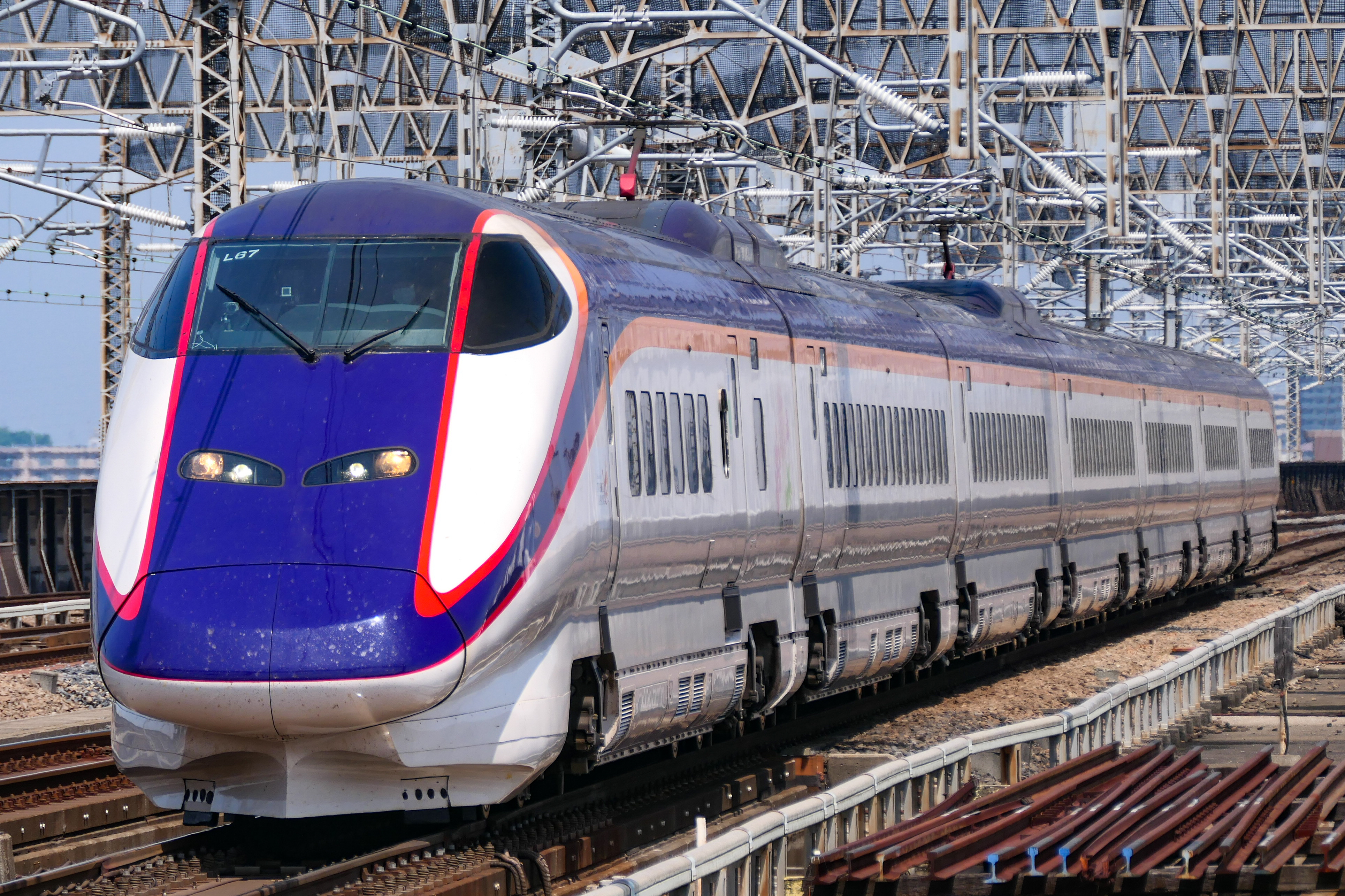
新塗装の2000番台L67編成（2022年5月）
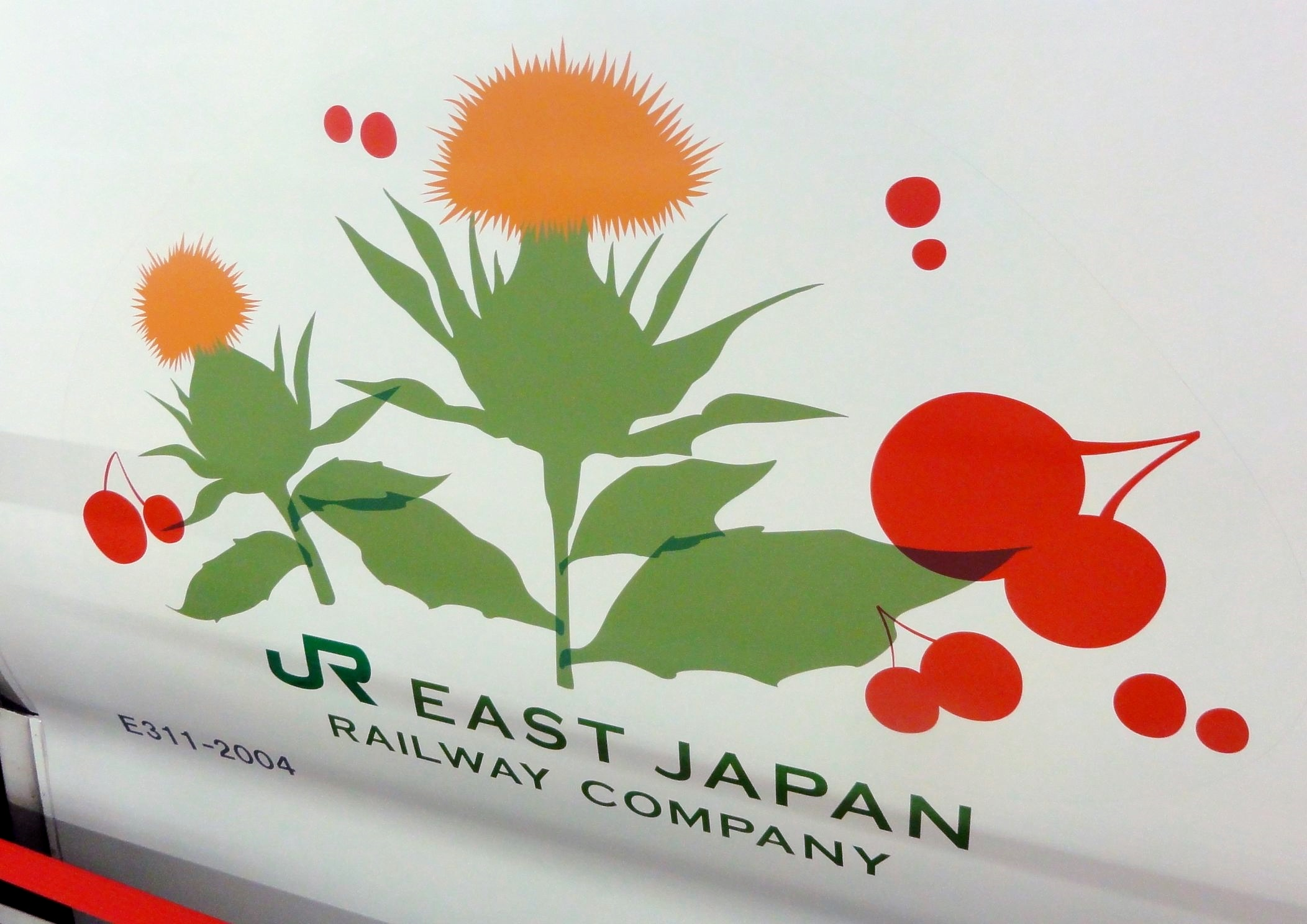
新塗装のロゴマーク 「紅花」 （東京寄り 山側）
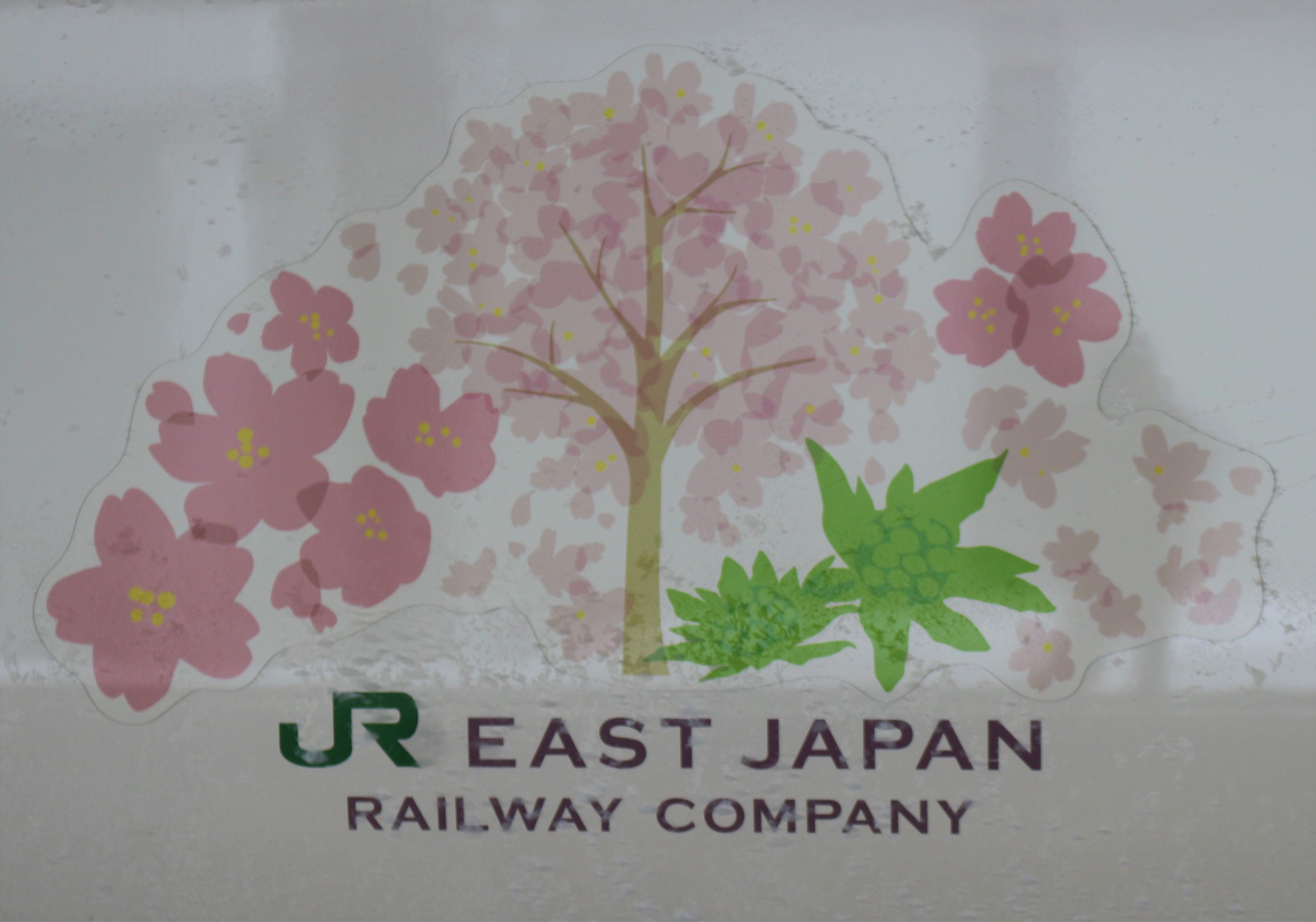
新塗装のロゴマーク 「桜」・「ふきのとう」（東京寄り 海側）
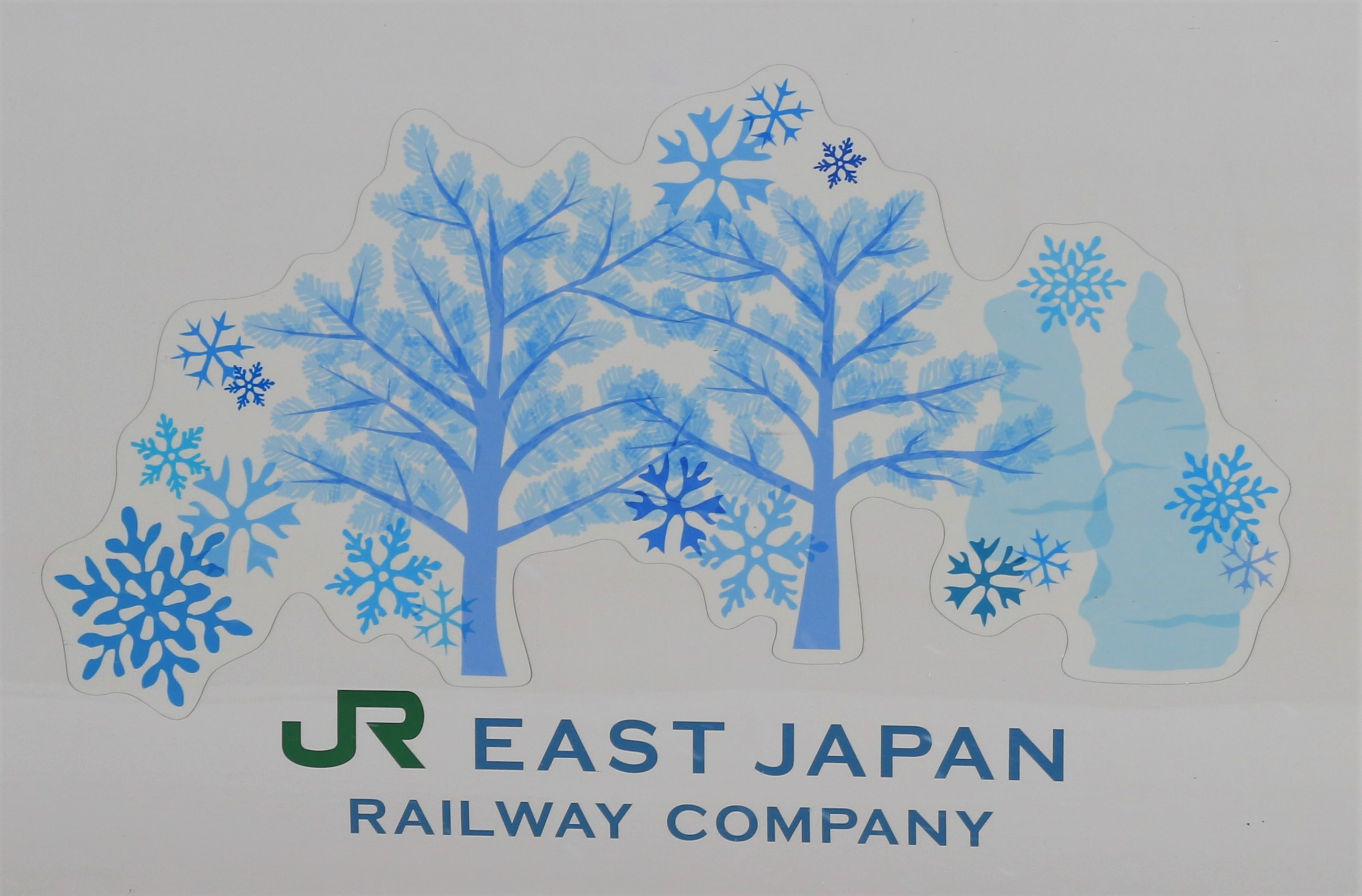
新塗装のロゴマーク 「蔵王の樹氷」 （山形寄り 山側）
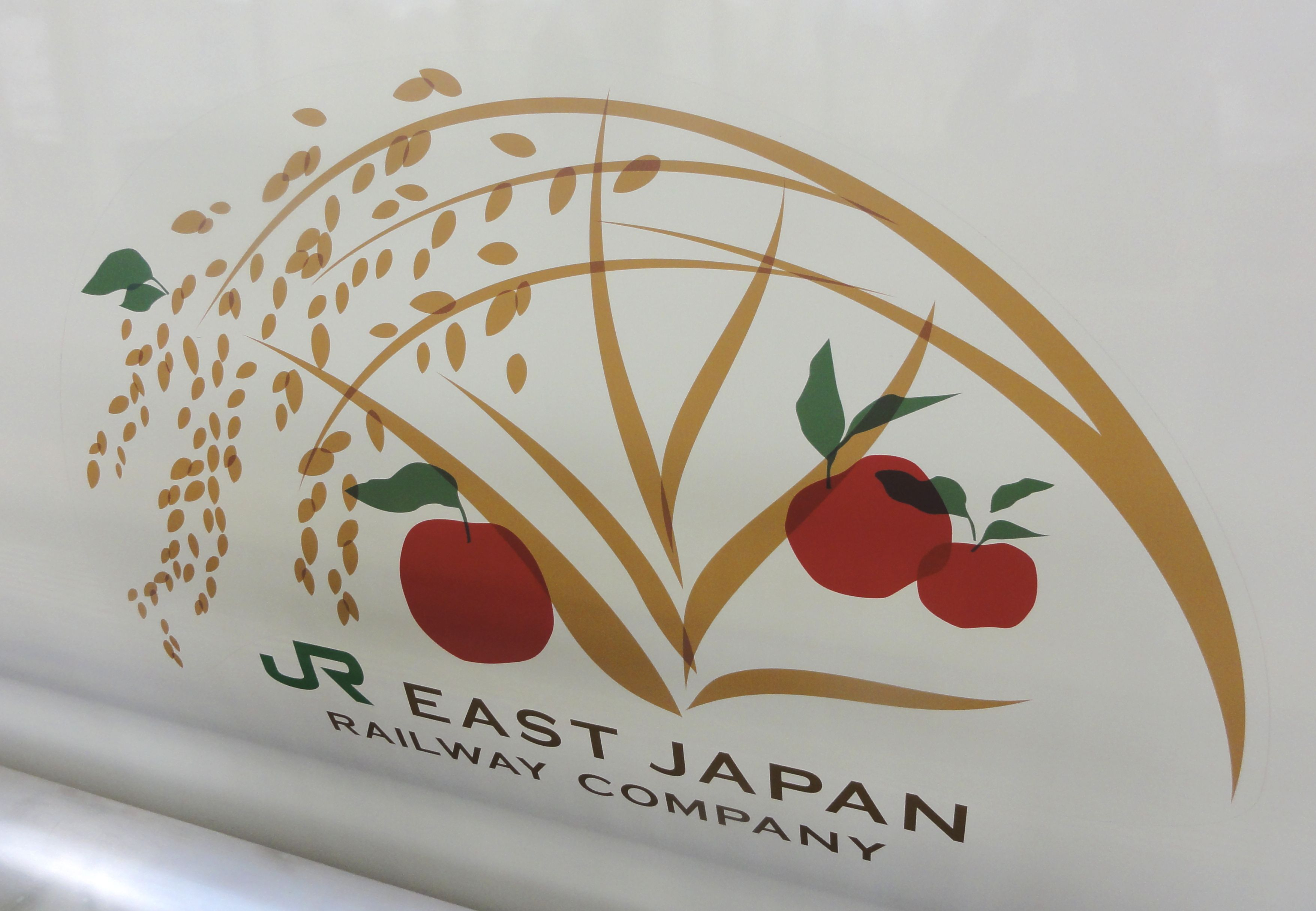
新塗装のロゴマーク 「稲穂」・「りんご」 （山形寄り 海側）
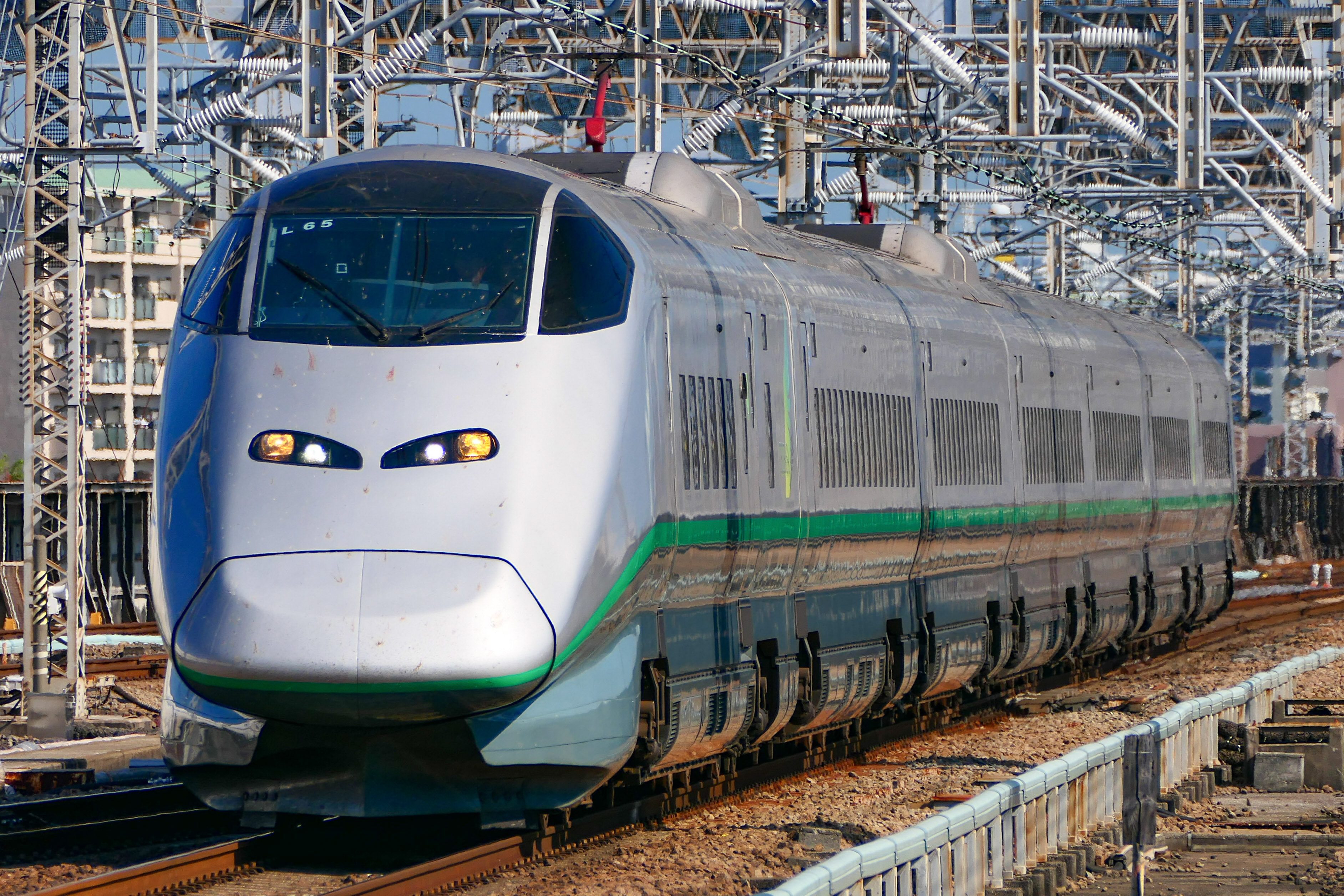
旧塗装に復元された2000番台L65編成（2023年7月）

### 700番台「とれいゆ」

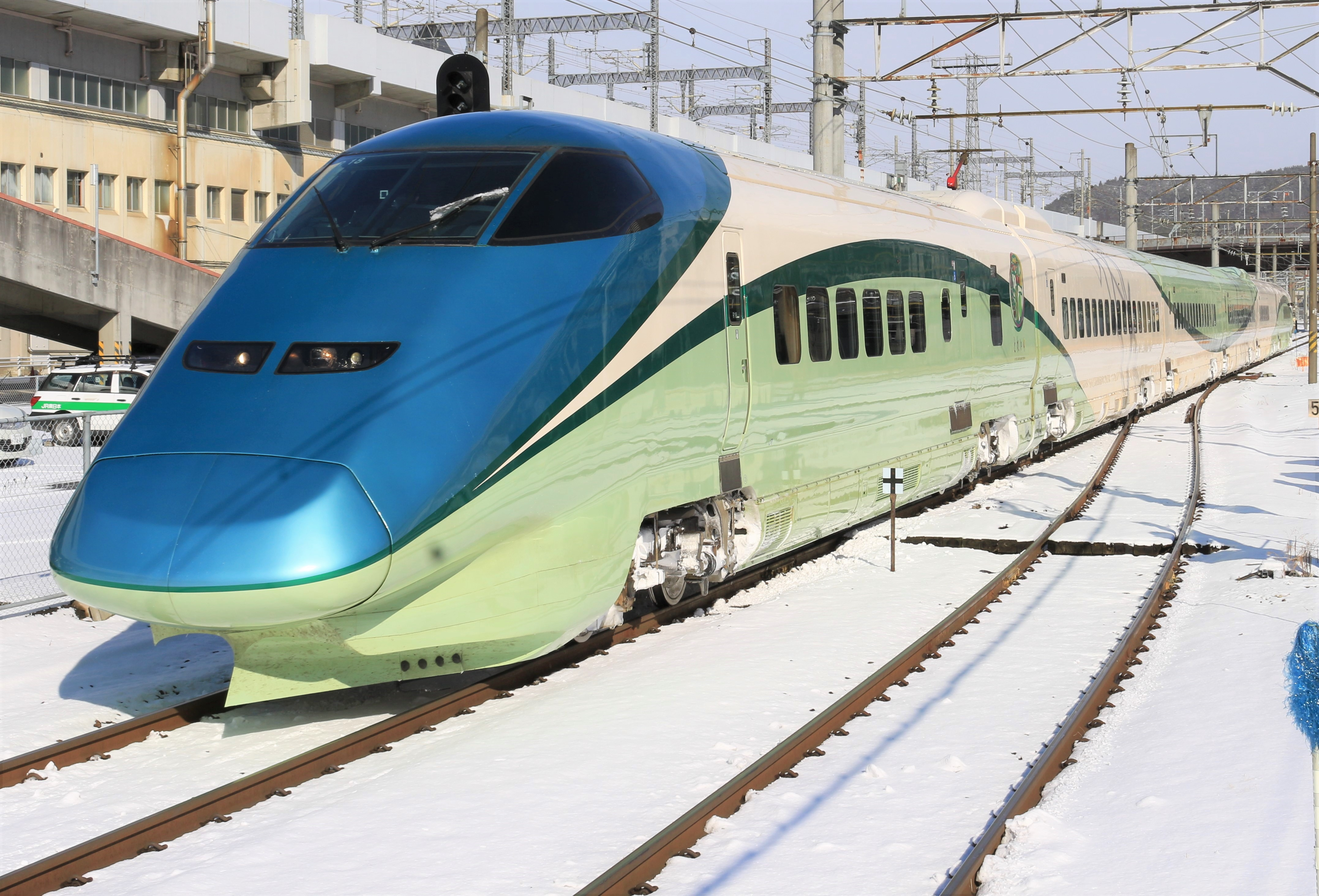
E3系700番台R18編成「とれいゆ」
（2022年2月6日 福島駅）

R18編成は川崎重工業車両カンパニー（兵庫工場）に海上輸送され、観光列車「とれいゆ」に改造された。デザインは奥山清行が担当。「とれいゆ」という名称は「トレイン（列車）」と「ソレイユ（フランス語で太陽の意味）」を組み合わせた造語で、「食（太陽の恵みによる様々な食材）」、「温泉」、「歴史・文化」、「自然」を温泉街のように散策しながら列車の旅を楽しむ、というテーマが凝縮された列車であることから命名された。エクステリアは山形県中央部にある「月山」をモチーフとした緑色を中心に、山形県を流れる「最上川」をモチーフとした青色を先頭部に、蔵王をモチーフとした白色を全体的に配している。
福島駅 - 新庄駅間の山形新幹線区間で臨時列車「とれいゆ つばさ」として2014年7月19日に営業運転を開始した。定員は143名（120名）で、全車指定席として運行される。6両編成で、11号車（23席）が普通車指定席、12 - 14号車（120席）が「お座敷指定席（語らいの間）」、15号車が「湯上りラウンジ（モノや人との出会いの間）」、16号車が「足湯（くつろぎの間）」となっている。
なお、「とれいゆ」に改造されたR18編成は700番台に改番され、2014年6月25日から試運転が開始された。番号の新旧対照は次の通り。
- E311-18→E321-701
- E326-18→E326-701
- E329-18→E329-701
- E328-18→E328-701
- E325-18→E325-701
- E322-18→E322-701

元グリーン車のE311形が普通車に格下げされて新形式のE321形が誕生したが、座席はグリーン車時代のものを使用している。
2022年3月をもって、引退することが発表された。定期運行は3月6日で終了し、それ以降は旅行商品専用列車として運行し、3月31日の「山形発 とれいゆ つばさで行く新幹線総合車両センター」がラストランとなる予定だったが、3月16日に発生した福島県沖地震の影響で東北新幹線が不通となったため、3月27日の「ありがとう とれいゆ つばさフィナーレ号」が事実上の最終運行となった。運用終了後は、2022年10月22日の「新幹線総合車両センター基地ツアー2022」の「新幹線お楽しみ撮影会コース」で14号車から16号車の内部が公開、東京方（11号車）からの撮影が行われ、その後に解体されている。

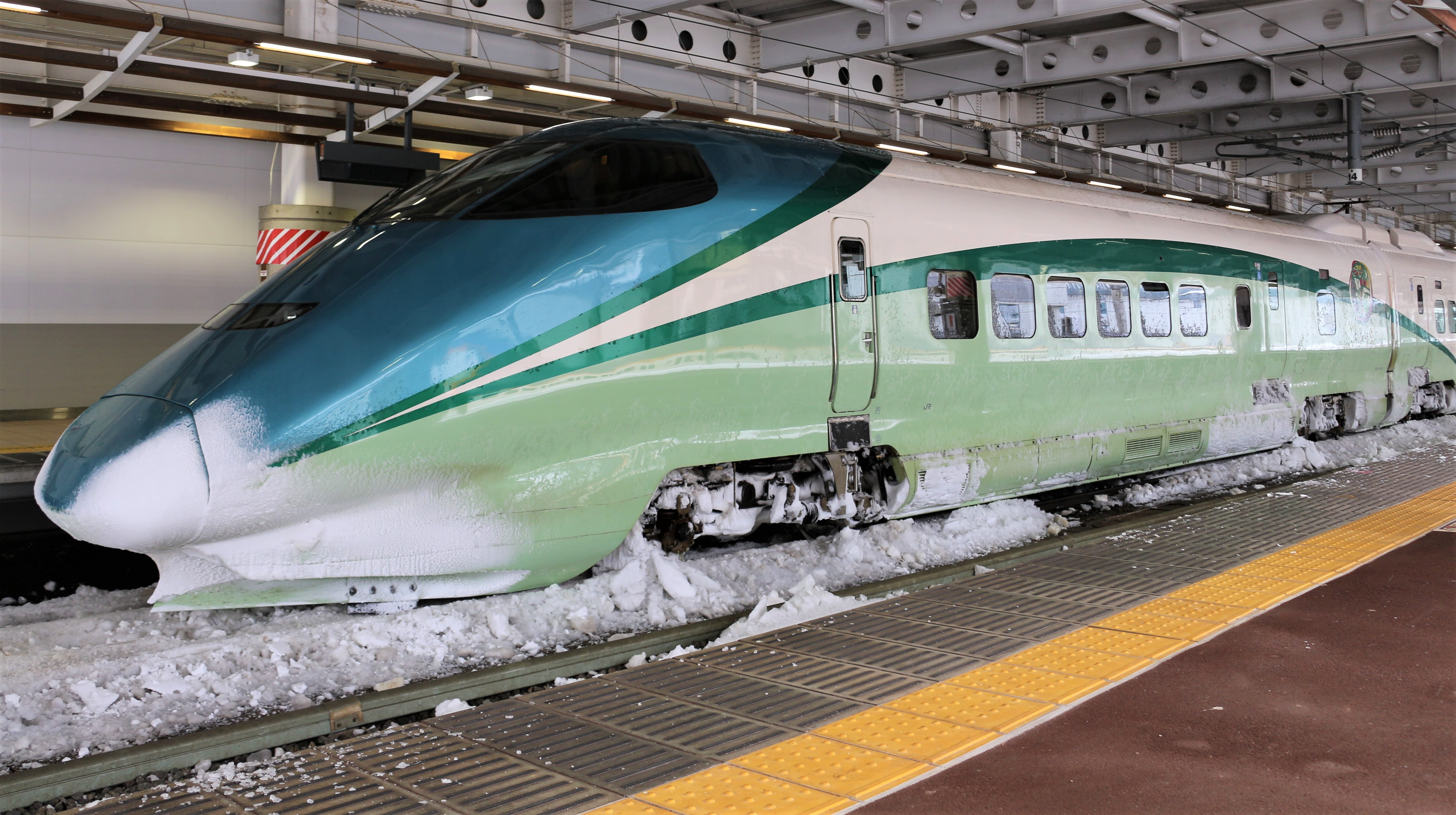
E321-701
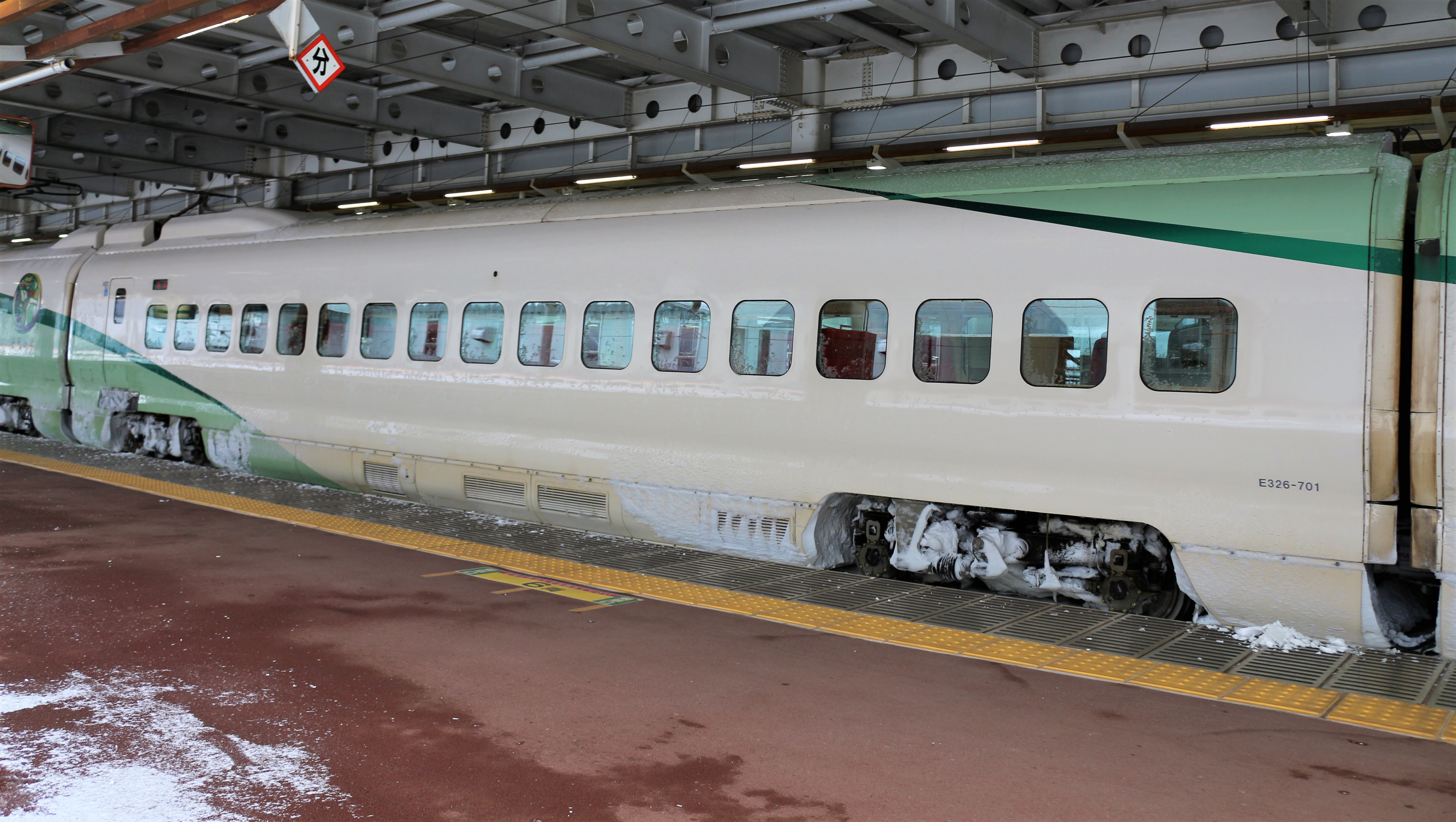
E326-701
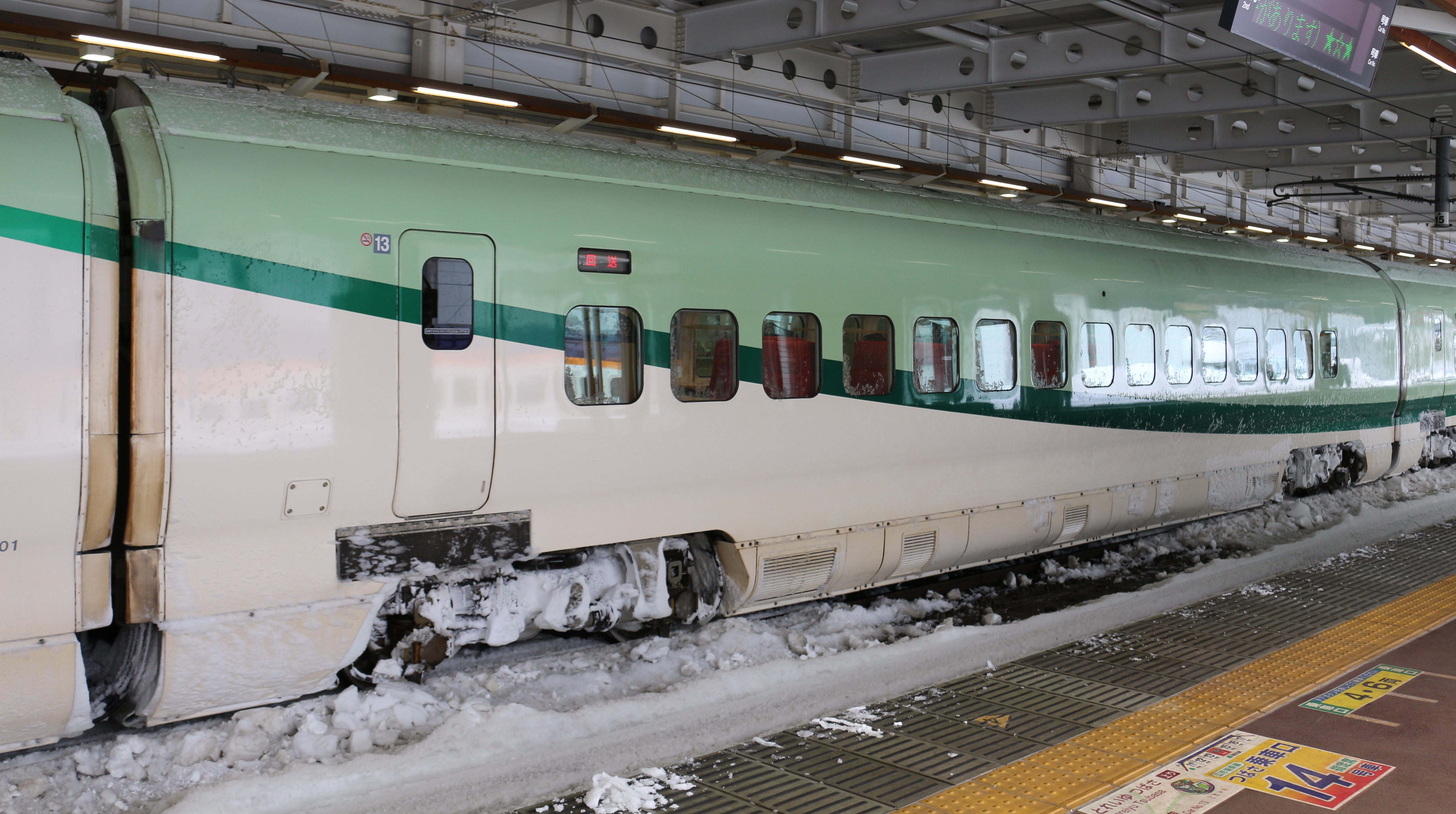
E329-701
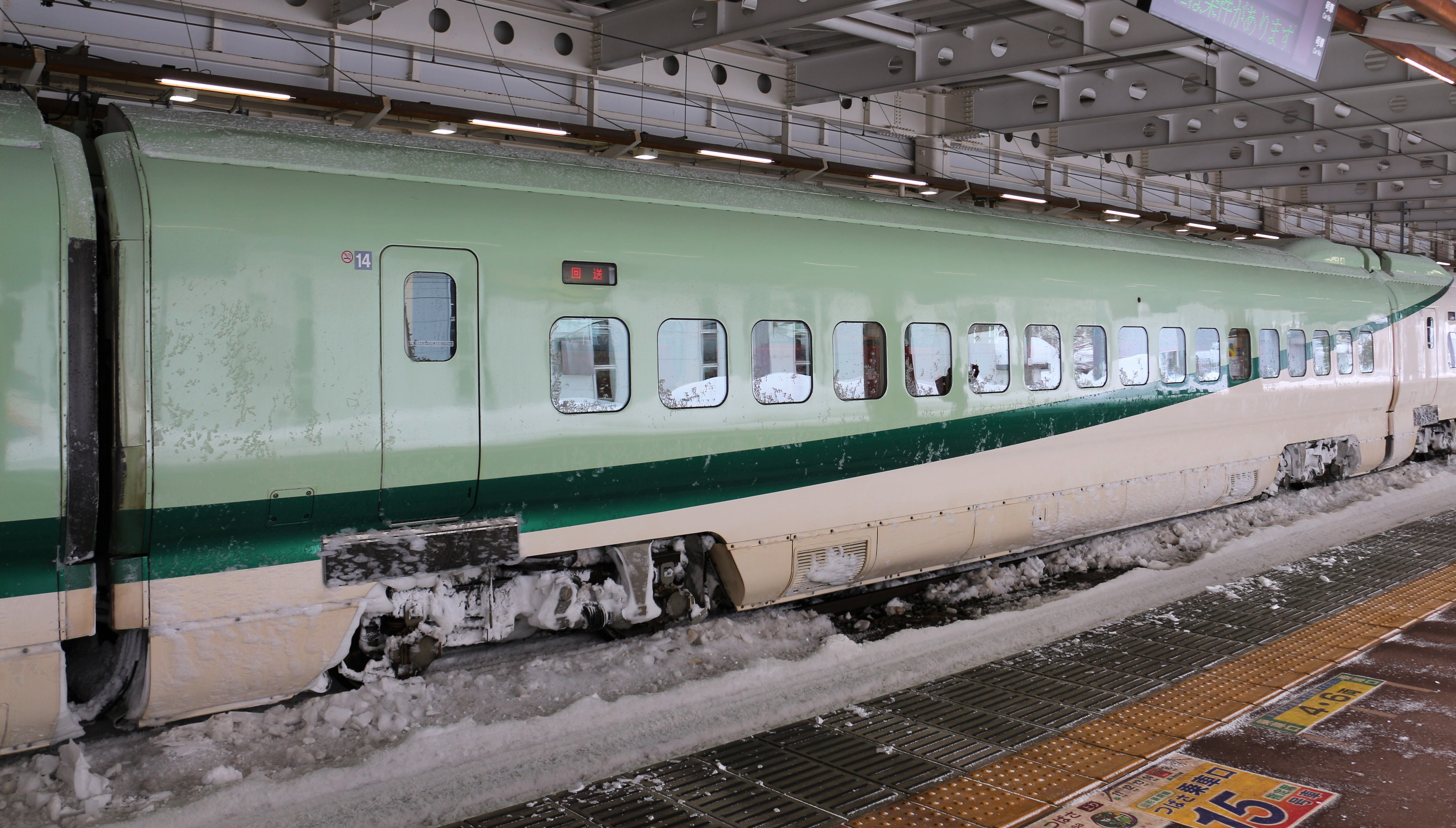
E328-701
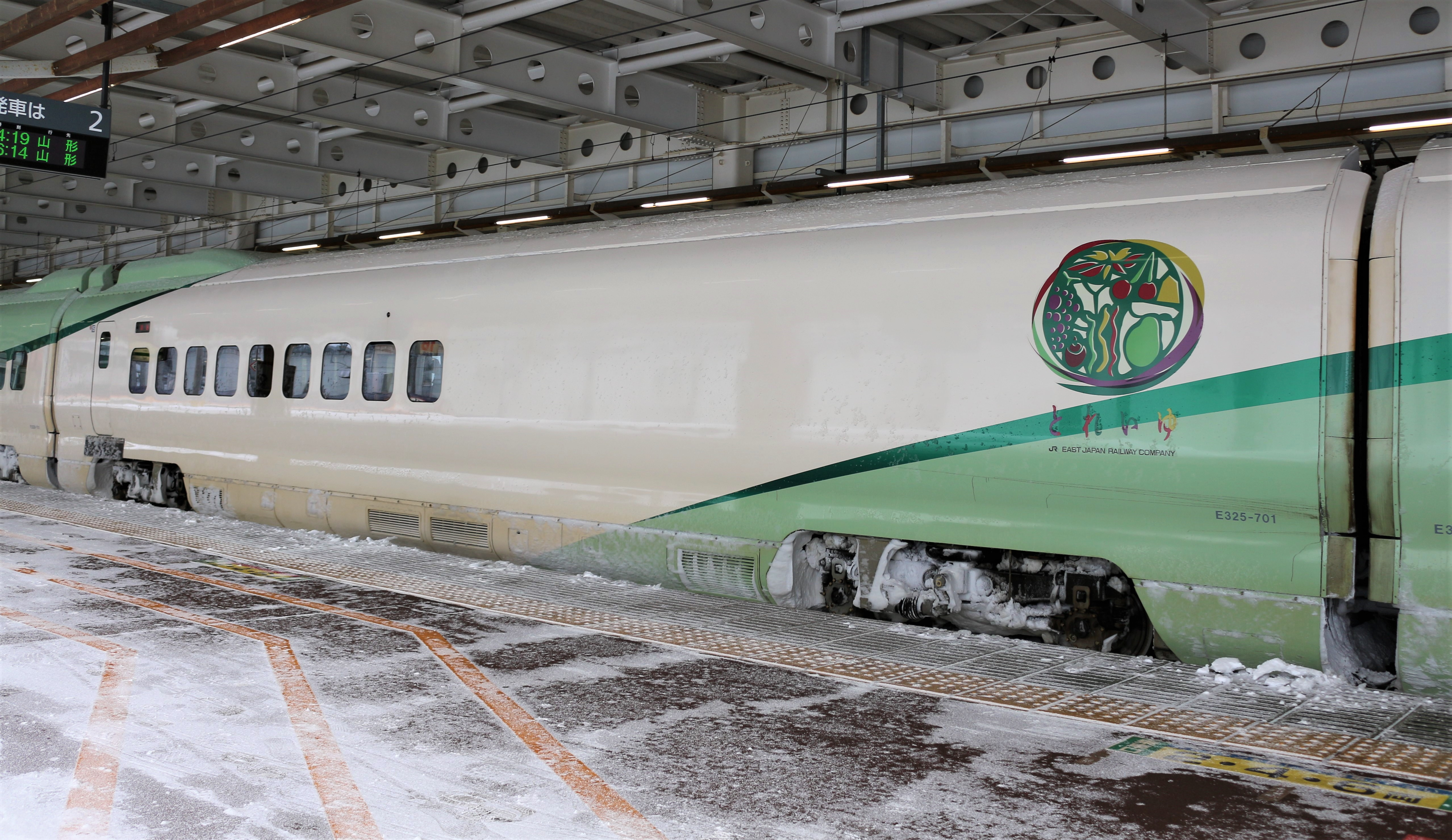
E325-701
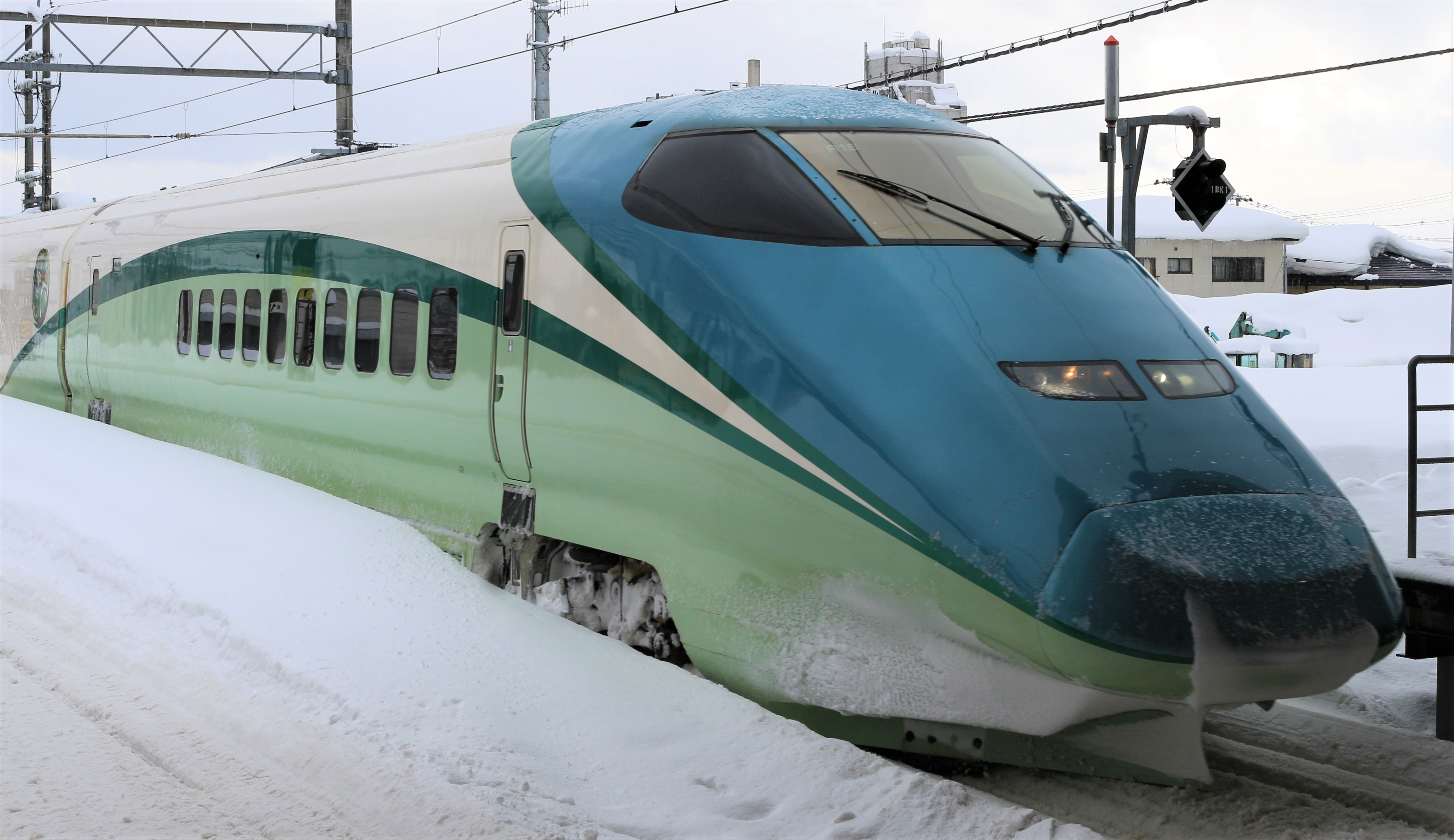
E322-701

### 700番台「現美新幹線」

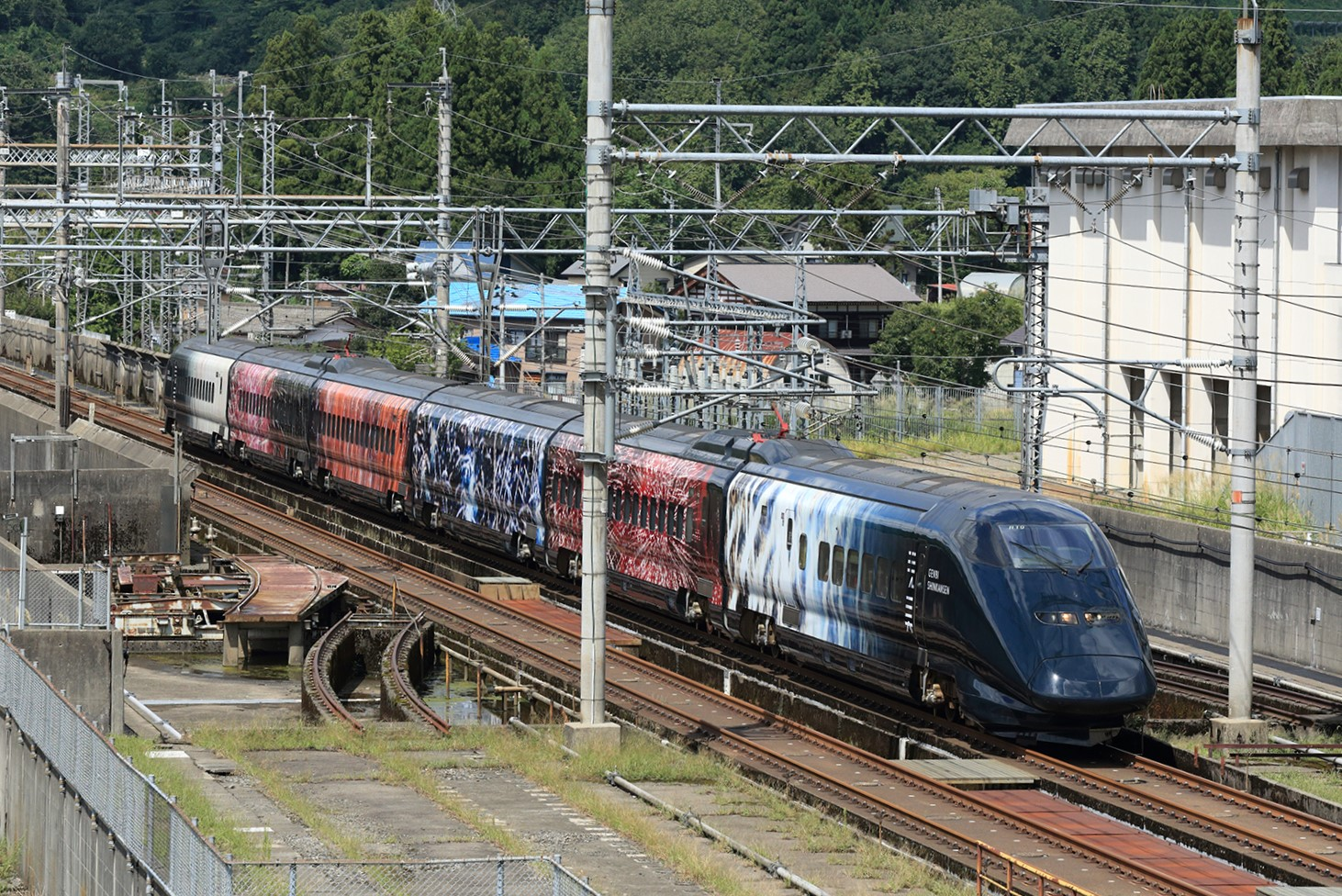
E3系700番台R19編成「現美新幹線」
（2016年9月10日）

秋田新幹線用の0番台のうち、R19編成は川崎重工業車両カンパニー（兵庫工場）に海上輸送され、観光列車「現美新幹線」に改造された。世界最大規模のアートイベント「大地の芸術祭  越後妻有アートトリエンナーレ」が開催される新潟エリアに、首都圏や海外から、さらに地元の利用客も楽しめる新しいコンテンツとして、「移動する現代アートの美術館」を投入することとなった。越後湯沢駅 - 新潟駅間の上越新幹線区間で臨時特急列車「とき」として2016年4月29日から営業運転を開始し、臨時列車として土休日を中心に年間120日程度運行されている。定員は105名。
外観デザインは蜷川実花が担当。11号車と13号車の一部を除いた編成片面の窓を埋め込み、黒を基調に夏の夜空を彩る長岡の花火を描いている。6両編成のうち11号車がグリーン車から格下げの指定席車、13号車がカフェ・キッズスペースとなっており、他の車両は進行方向と平行に座席を設置した鑑賞スペースとなっており、車両ごとにアーティストが制作した現代アートで形作られる。
「現美新幹線」に改造されたR19編成はR18編成「とれいゆ」に引き続き、700番台に改番された。番号の新旧対照は次の通り。
- E311-19 → E321-702
- E326-19 → E326-702
- E329-19 → E329-702
- E328-19 → E328-702
- E325-19 → E325-702
- E322-19 → E322-702

車両の老朽化に伴い、2020年12月19日をもって定期運行を終了、翌12月20日の団体専用列車をもって営業運行を終了した。運行終了後、廃車となった。

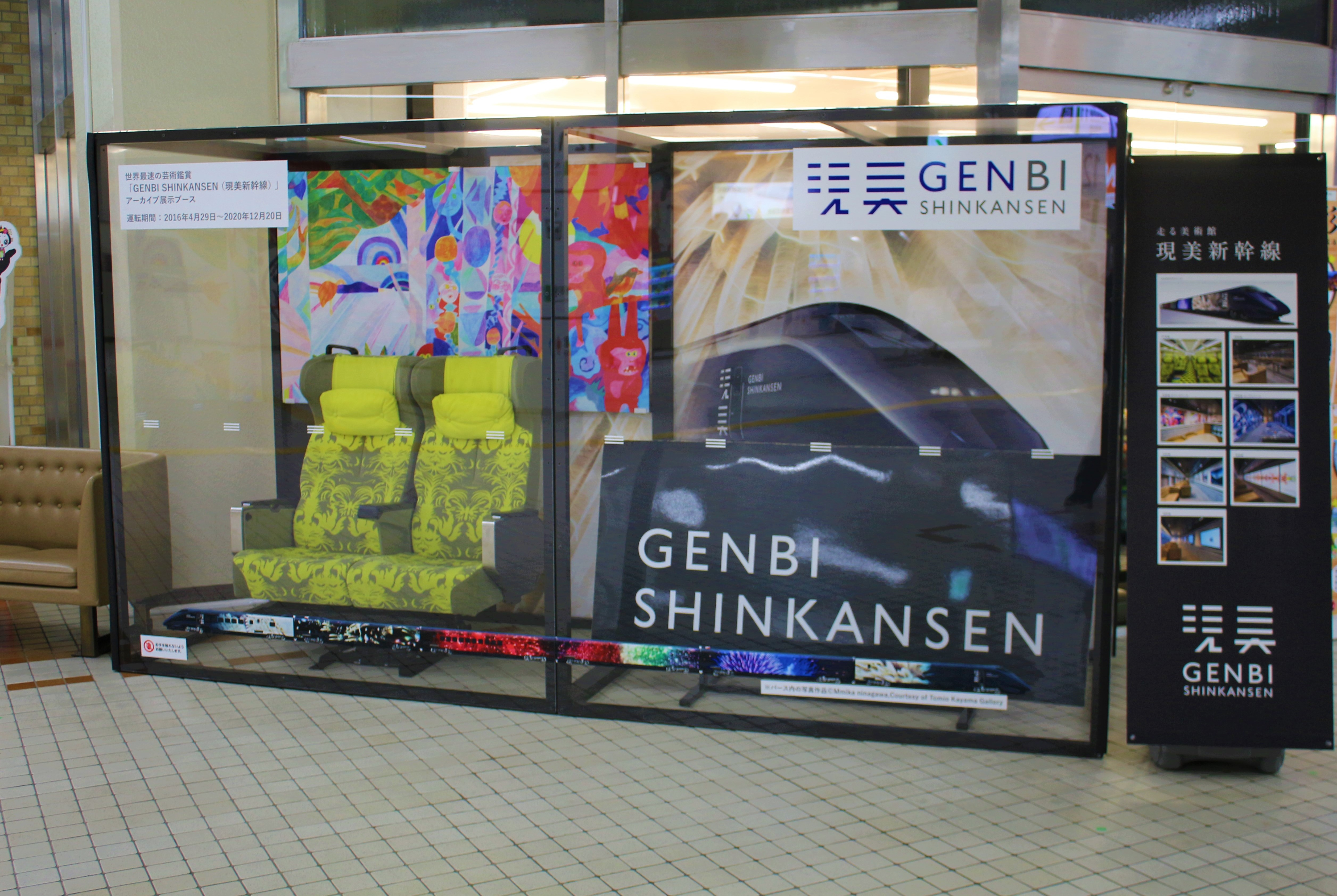
廃車後設置されたアーカイブ展示ブース （燕三条駅）

## 今後の予定
- 2024年（令和6年）3月16日のダイヤ改正より、山形新幹線に新型車両の「E8系」が導入され[81]、残存していた1000番台はE8系導入で直ぐに置き換えられ、ダイヤ改正で定期運用から離脱した。また2000番台に関しては2025年度内に定期運行を終了する予定である[82][83]。
- 運行終了を記念した「つばさ、つなぐ。」プロジェクトが2025年6月17日から始まり、プロジェクトのロゴをモチーフにしたラッピング車両の運転、タオルや文房具など記念商品の販売や、「#つばさつなぐ」E3系の思い出の募集、E3系つばさの運転計画公表などの企画を行っている[83][84]。
- 2025年秋頃を目途に、1編成が、座席等を撤去の上で荷崩れ防止の為の装置などを取り付けた試作型の荷物専用車に改造し、東京 - 盛岡間で運行する計画である[85]。
- 2026年初めに1編成がE5系とともに軌道や架線の点検用にインド高速鉄道に無償譲渡される予定[86]。

## 登場作品
- 超特急ヒカリアン・電光超特急ヒカリアンにて、「ライトニングE3レーサー」として登場。
- 新幹線変形ロボ シンカリオンシリーズにて、「E3系つばさ」として登場。